# Net (textiel)

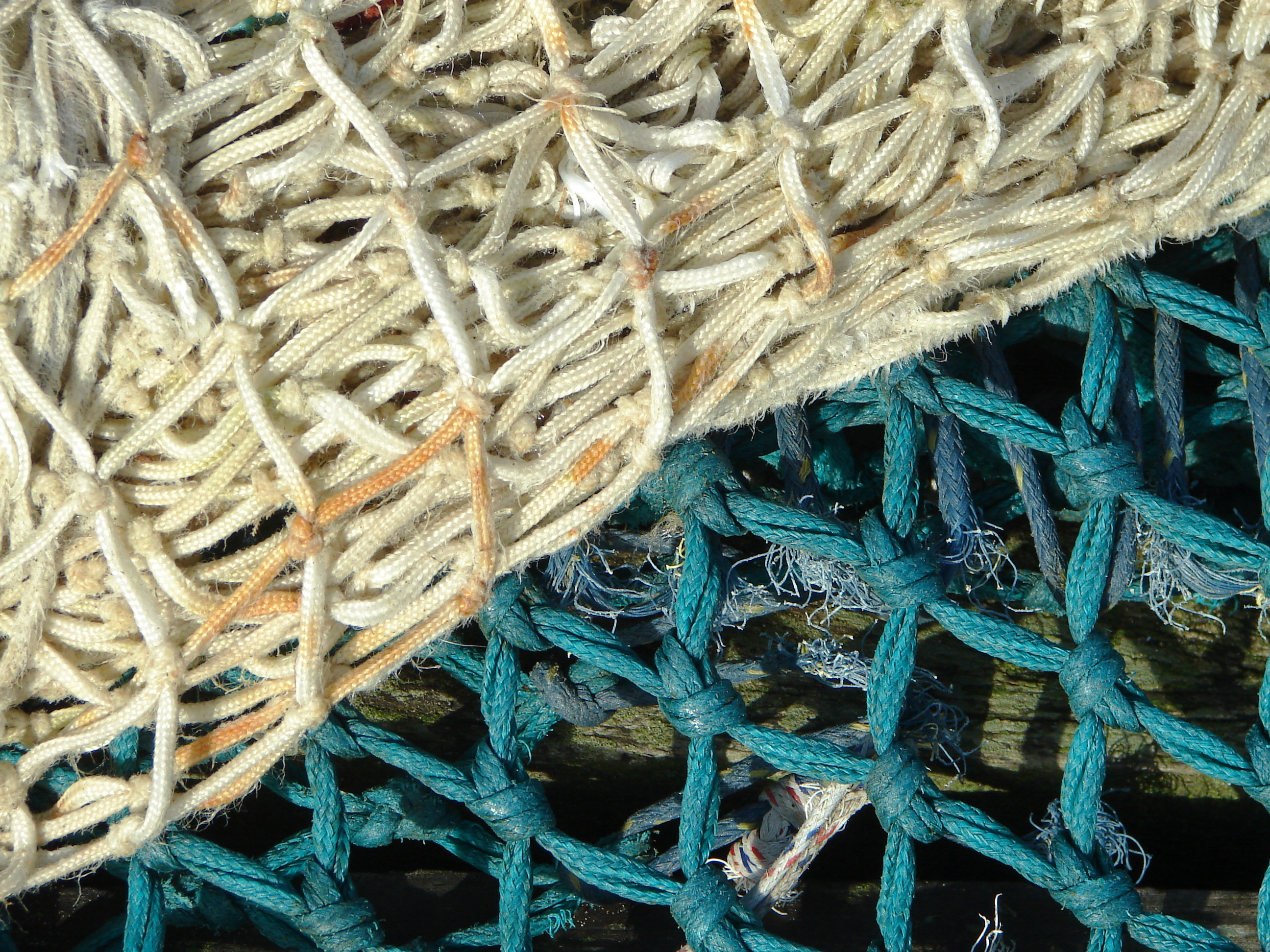
Geknoopt net gebruikt in de visserij

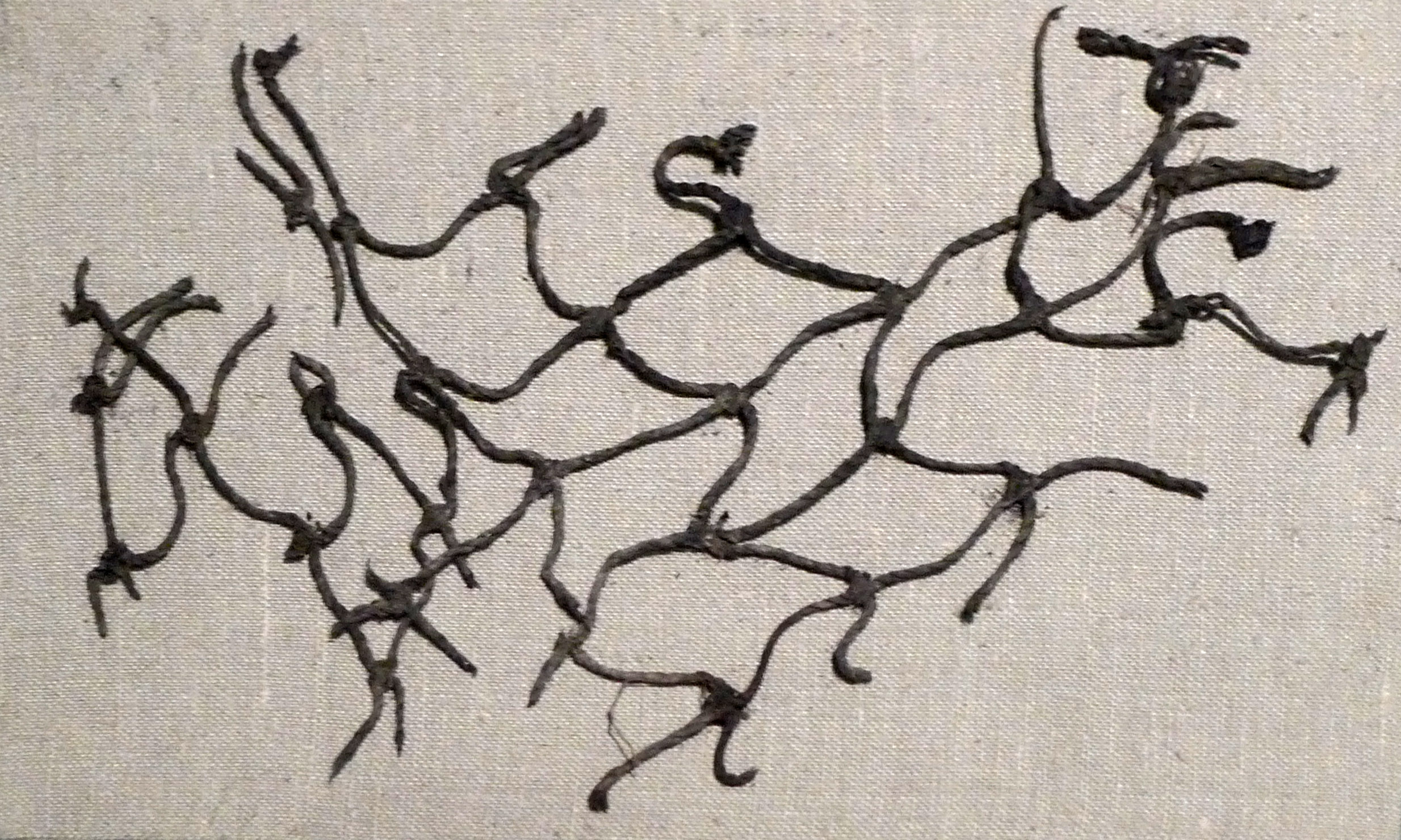
Visnet uit het Neolithicum

Netwerk, meestal simpelweg net genoemd, is een textielproduct dat bestaat uit enkelvoudige, getwijnde, gekabeleerde of gevlochten netgarens, of een combinatie daarvan, die zodanig gekruist of verbonden zijn dat ze in het eindproduct open ruimtes vormen die ‘mazen’ worden genoemd. Zowel het textiel als veel producten waarin het verwerkt is worden aangeduid als ‘net’. De eigenlijke naam van het textiel, ‘netwerk’, wordt tegenwoordig vooral gebruikt voor abstracte netwerken zoals telecom- en ICT netwerken.
Net heeft veel toepassingen en is verkrijgbaar in verschillende varianten. De eigenschappen variëren afhankelijk van het soort en dikte van het gebruikte netgaren en de wijze waarop het net geknoopt is.
Er zijn verschillende maasvormen mogelijk, bijvoorbeeld: ruit, vierkant of hexagonaal.
Afspraken over netten zijn genormeerd en staan in de internationale norm ISO 1107 Netwerk. Benamingen en definities staan in de Nederlandse norm NEN 5306 Benamingen en definities.
Netwerk wordt soms verward met gaas. Het verschil is dat net gemaakt is van textiel terwijl gaas gemaakt is van metaaldraad.

## Geschiedenis
De oudste vondsten van netten en touwen gemaakt van wilgenbast gaan terug tot het Mesolithicum. Aangezien netten in de prehistorie gemaakt werden van organische materialen die snel vergaan, kan niet worden uitgesloten dat netten al bekend waren in het Laatpaleolithicum.
Op grafmonumenten uit het Oude Rijk in het Oude Egypte zijn afbeeldingen gevonden van het vissen met een sleep- of treknet. Op afbeeldingen is te zien dat de netten werden gemaakt door het weven of knopen van vlasdraden.

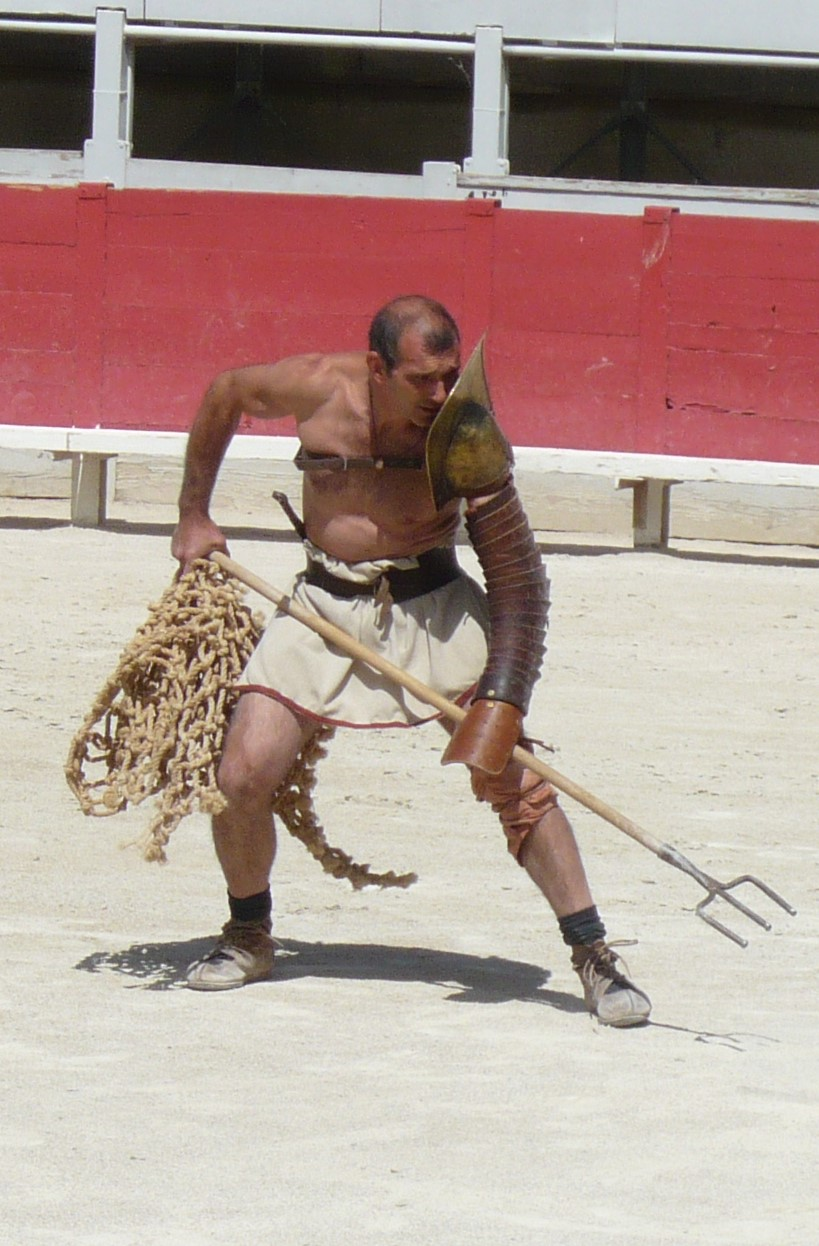
Een retiarius (net-man) was een gladiator die vocht met uitrusting in de stijl van een visser: een verzwaard net (rete, vandaar de naam), een drietand (fuscina of tridens) en een dolk (pugio). Verder droeg hij een armbeschermer (manica) en een schouderbeschermer (galerus), maar geen helm

Netten werden oorspronkelijk gemaakt van natuurlijke materialen zoals hennep, sisal, vlas, linnen, katoen en zijde.
Vanaf halverwege de 19e eeuw begonnen fabrieken met de machinale productie van netten.
Na de Tweede Wereldoorlog verschenen het eerste (vis)netten van nylon, een synthetisch garen. Dit rot niet in tegenstelling tot natuurlijk garen. Bovendien is het sterker. Tegenwoordig worden vrijwel alle netten gemaakt van synthetische garens zoals nylon, polyamide, polyester, polyethyleen en dyneema.

## Milieu
Door de wereldwijde toename van de netvisserij maken gescheurde netten zo’n 10% uit van de totale hoeveelheid afval in zeeën en oceanen. Deze netten vormen een gevaar voor zeedieren, zoals dolfijnen, zeeschildpadden en walvissen, die erin verstrikt raken en sterven. Ook kunnen ze ervan eten of kunnen netten de toegang tot paaigronden blokkeren. Soms raken oude netten verstrikt in koraalriffen.
Tuinnetten en netten op sportcomplexen, zoals tennisnetten, doelnetten en ballenvangers, leveren gevaar op voor vogels en zoogdieren, die erin verstrikt kunnen raken.

## Productie

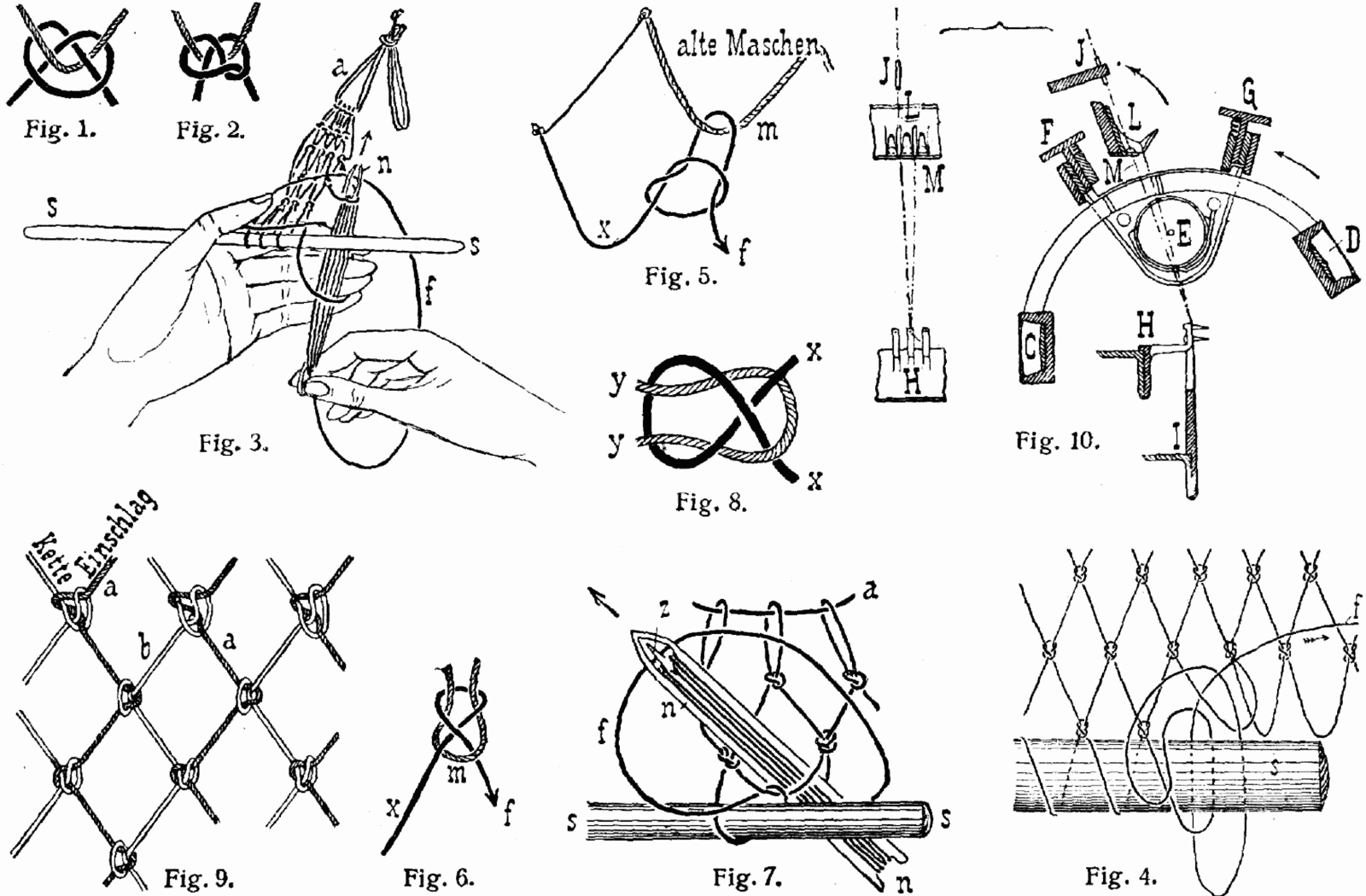
Historische instructies voor netten boeten

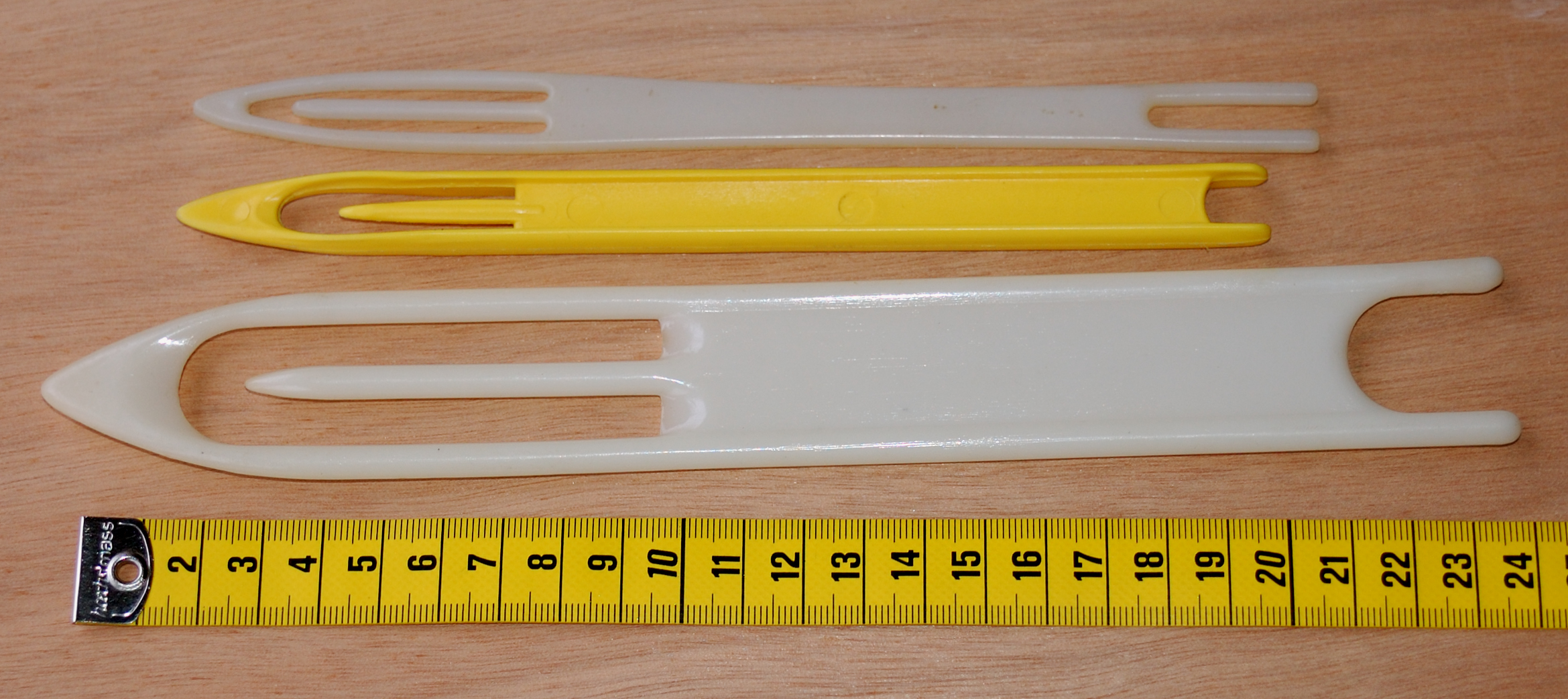
Boetnaalden

Geknoopte nettenTraditioneel worden netten gemaakt door gedraaide of gevlochten garens op hun kruispunten te knopen. Hiervoor kan een boetnaald of een netknoopmachine worden gebruikt. Soms worden de randen van een net versterkt met een randlijn.
Knooploze nettenKnooploze netten kunnen bijvoorbeeld ‘gebreid’ zijn, waarbij de garens van het net door een breitechniek verbonden worden, bijvoorbeeld met een netmachine, een soort breimachine. Knooploze netten zijn gladder en slijten daardoor minder snel.
Thermoplastisch geproduceerde nettenVan dicht zeildoek worden netachtige doeken gemaakt, door er ronde of vierkante openingen in te perforeren. Deze openingen zijn meestal 2 à 3 cm groot. Deze ‘netten’ worden vaak beschermende leuningen op bouwplaatsen gebruikt. Ook worden ze gebruikt als (tijdelijke) afzettingen op skipistes.

## Soorten netten
Netten hebben veel verschillende toepassingen. Er zijn dan ook veel verschillende soorten netten, bijvoorbeeld:

### Visserij
- Visnet
  - Gaand want, vistuig dat door het water wordt voortgetrokken.
  - Staand want, vistuig dat op een vaste plaats wordt gehouden door stokken of ankers.
  - Schutwant, geschakelde rechthoekige lappen net om de zwemrichting van vis te beïnvloeden
- Schepnet, zak van netmateriaal, opgehangen aan een ring van stevig metaaldraad, welke voorzien is van een steel.
  - Garnalennet, schepnet waar aan de voorzijde van de ring een voorhout bevestigd is, zodat het niet kapot schuurt tijdens schuiven over het zand. De ring is daardoor ‘D’ vormig. Het wordt gebruikt om op het strand garnalen te vangen.
  - Aquariumschepnetje, klein schepnetje voor gebruik in aquaria. Meestal met een vierkante ring.
  - Landingsnet, diep schepnet waarmee een visser een gehaakte vis veilig naar de kant brengt.
- Werpnet, rond net dat langs de randen verzwaard is. het wordt over de vissen die in het water zwemmen gegooid of snel uitgespreid en zinkt snel waardoor de vissen eronder gevangen wordt.
- Leefnet of keepnet[noot 1],langwerpig net om gevangen vis tijdelijk in te bewaren. Het net wordt in het water gehangen en wijd gehouden door meerdere kunststof ringen. De bovenzijde is afsluitbaar.
- Kruisnet, vierkant net dat opgespannen wordt door twee diagonaal van hoek naar hoek lopende stokken. Het net wordt met een touw aan de stokken op de bodem gelaten, en als er vissen boven zwemmen snel opgehaald.
- Hoopnet[noot 2] emmervormig net, gevormd door enkele hoepels met netwerk ertussen. Hij wordt gebruikt voor het vangen van, rivierkreeftjes, krabbetjes en kleine visjes. Het net ligt op de bodem, de opstaande rand neergelaten. Op het net ligt aas. Rivierkreeften en krabben kruipen erop om het aas op te eten. Als het net opgehaald wordt, wordt de rand omhoog getrokken en kunnen ze niet meer ontsnappen.

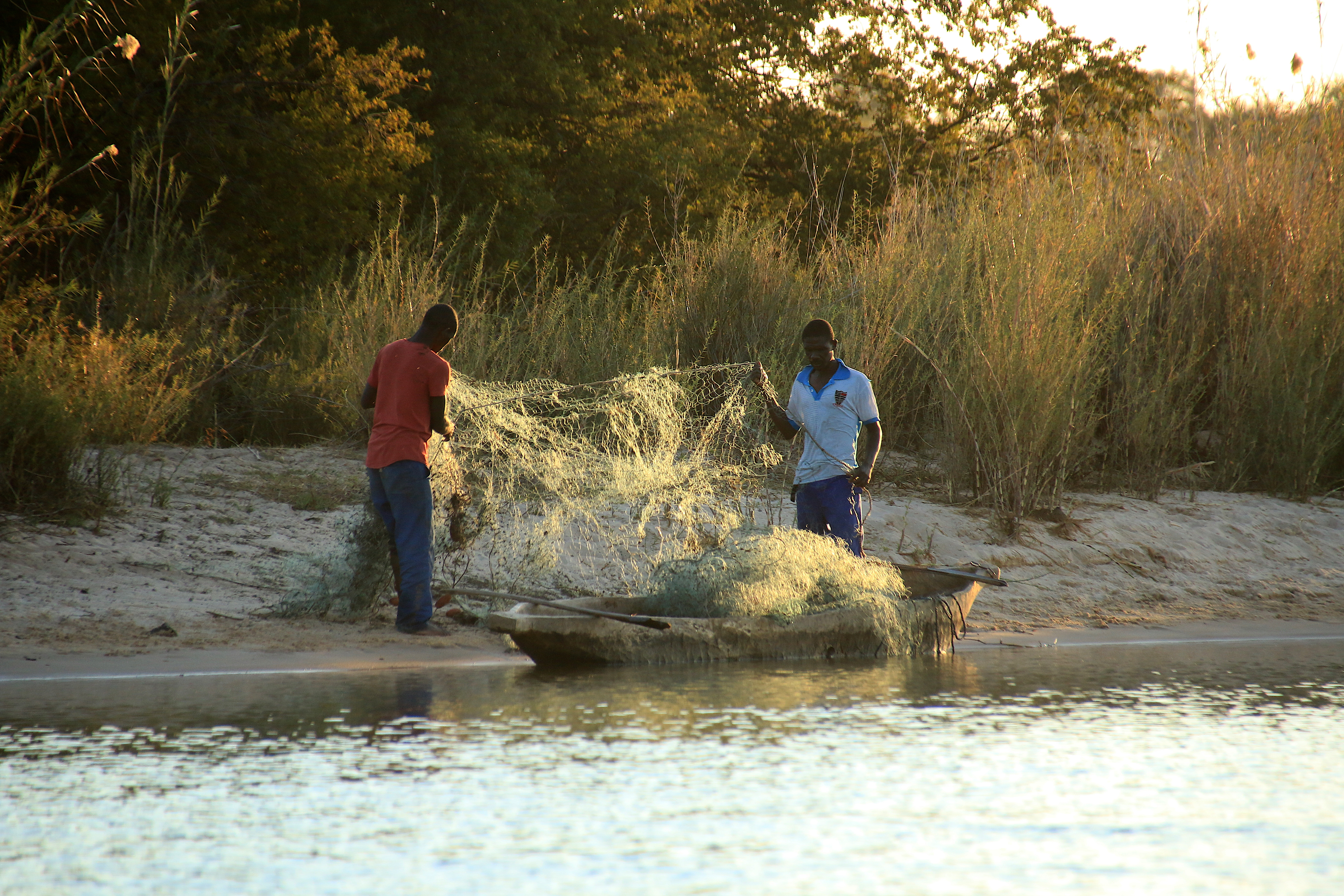
Vissers met net aan de Okavango
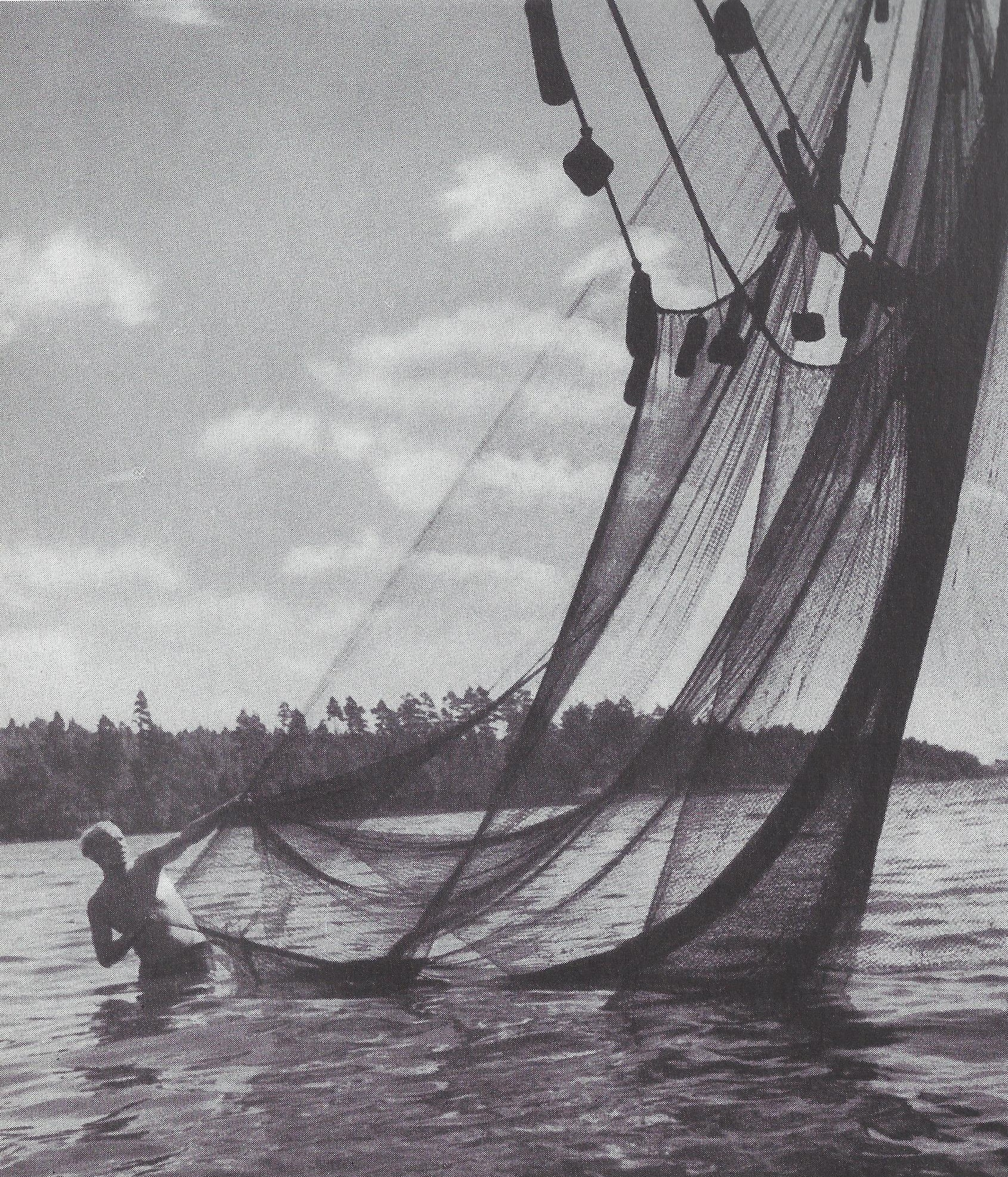
Visser met netten in Mazurië (ca. 1920)
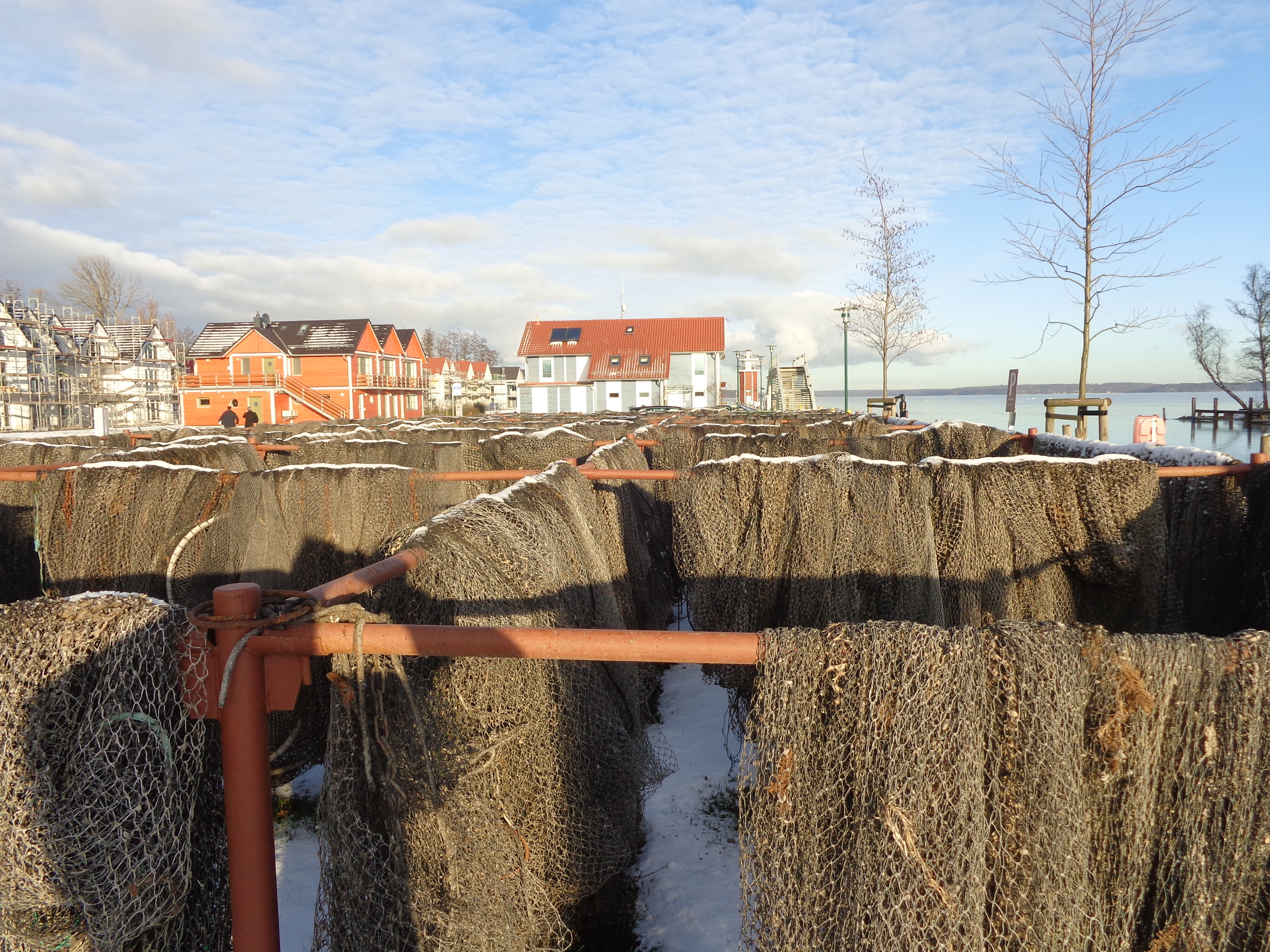
Visnetten in Plau am See
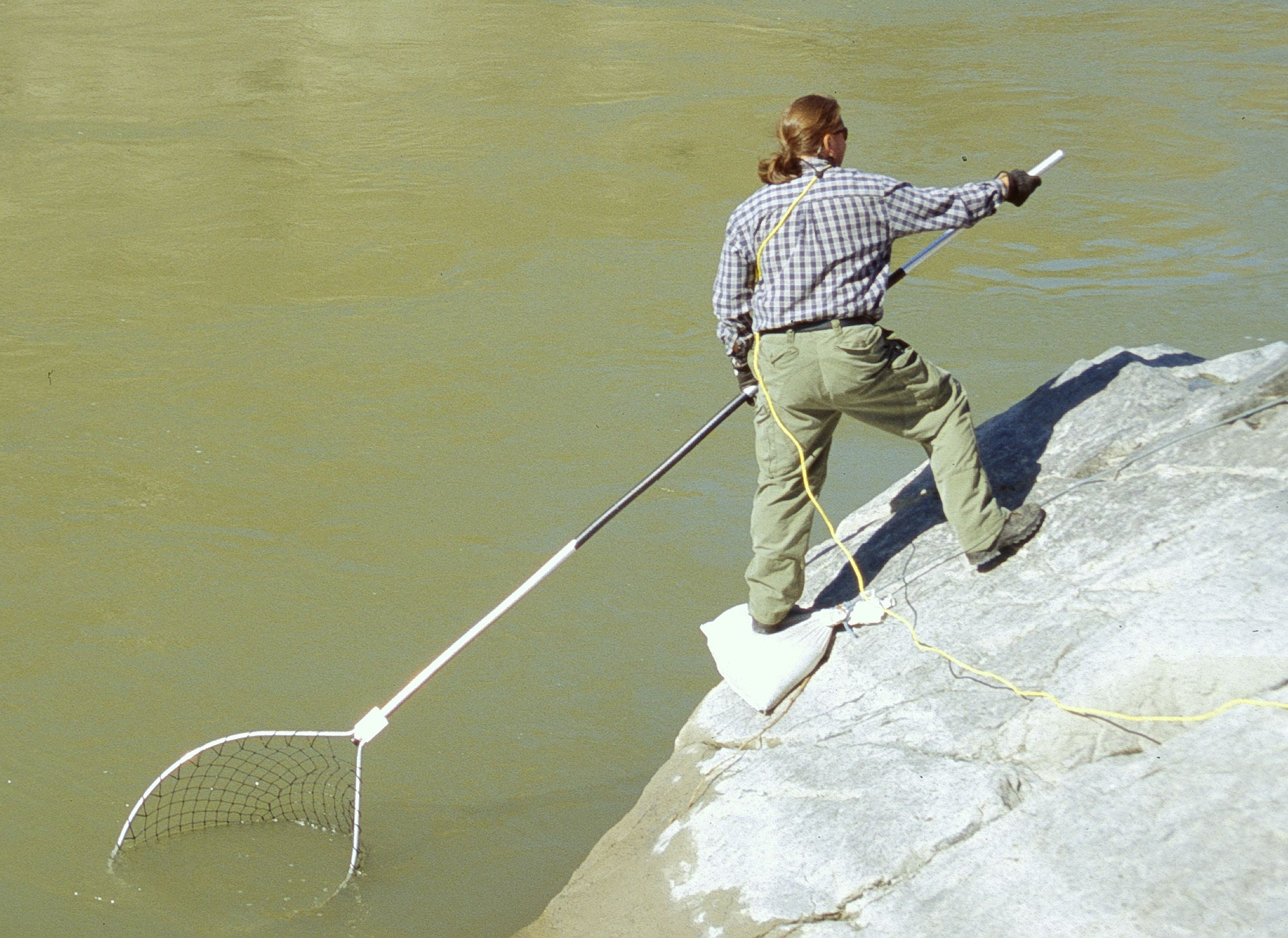
Visser met schepnet
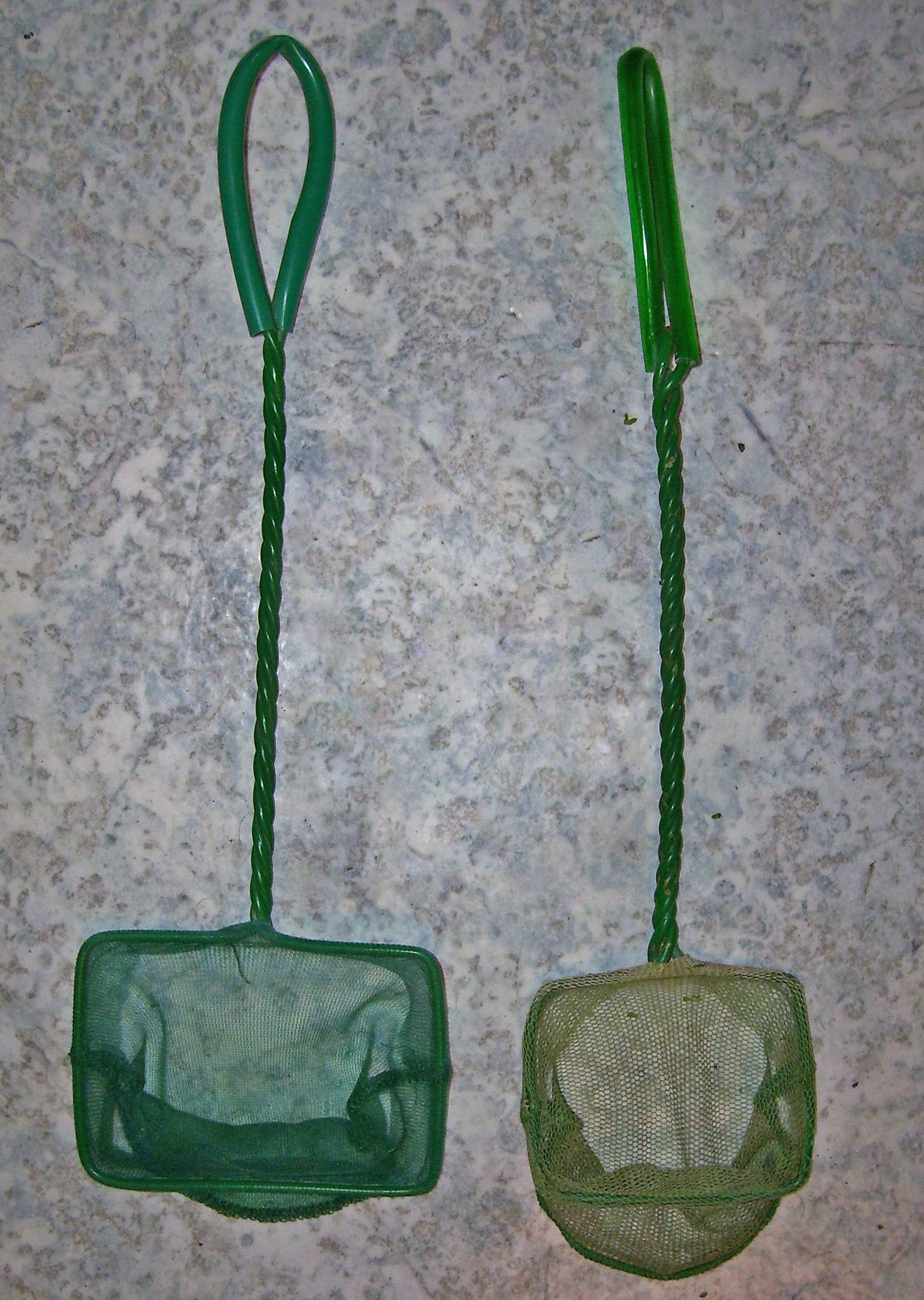
Aquariumschepnetjes
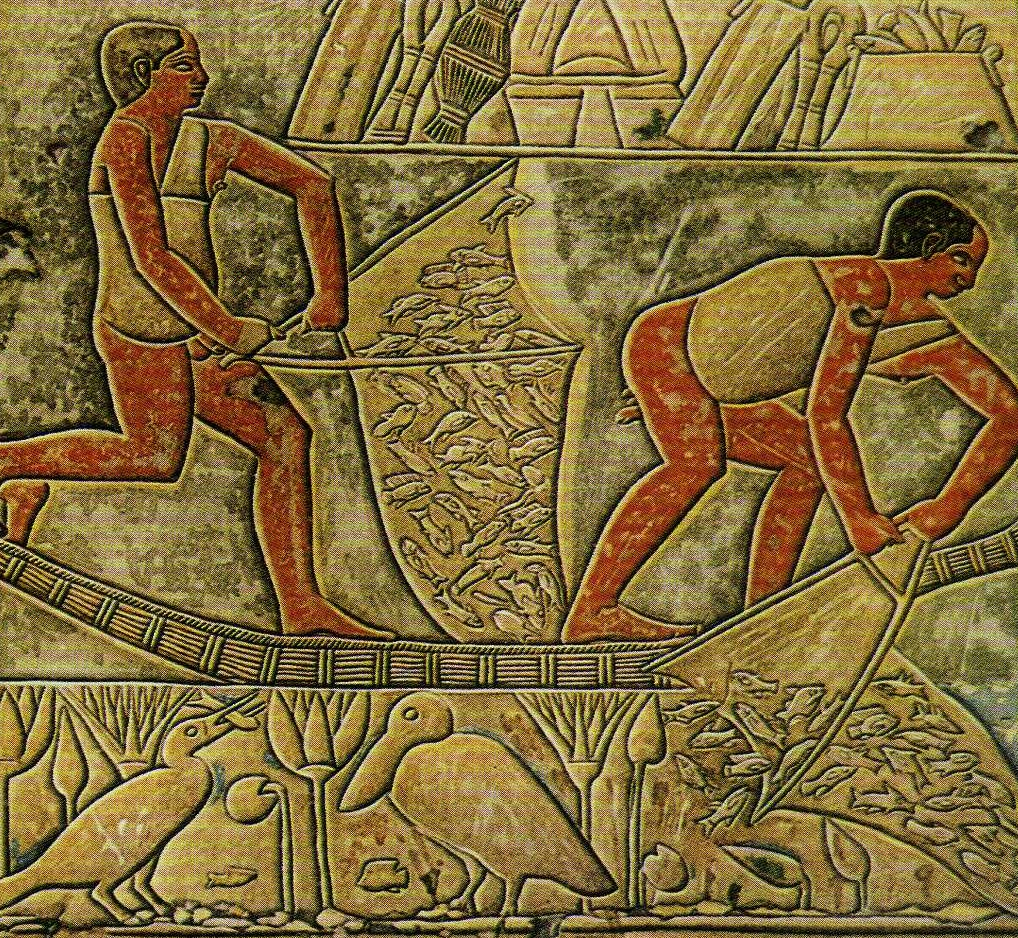
Schepnet in het Oude Egypte
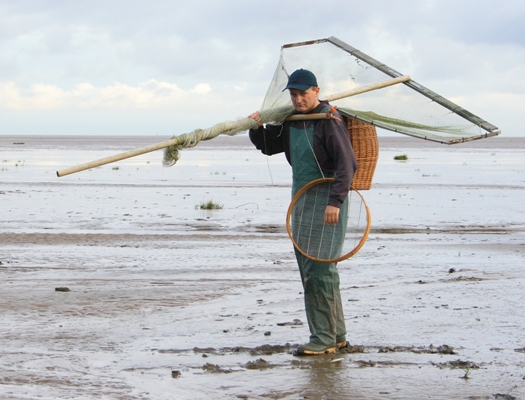
Traditioneel garnalennet uit Banks, Lancashire
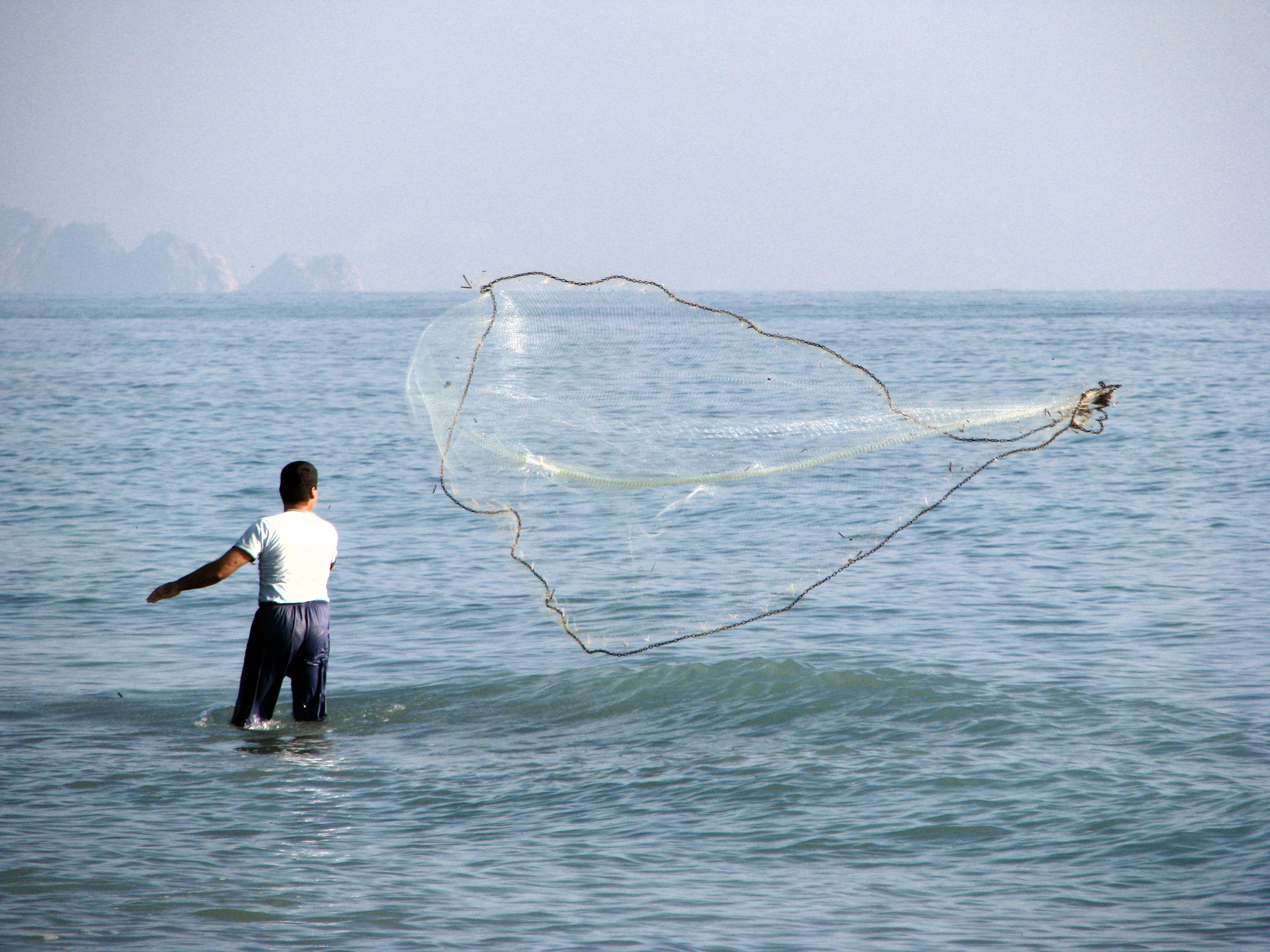
Werpnet
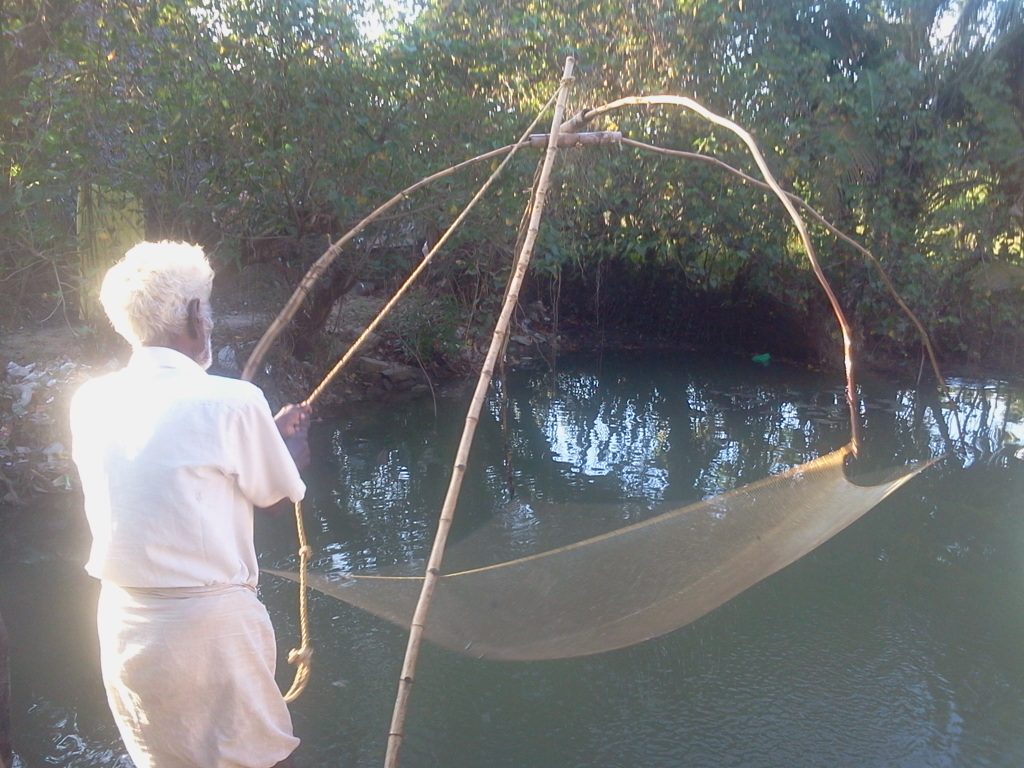
Kruisnet

### Transport
- Ladingnet of afdeknet, fixeert de lading en zorgt dat er niets afvalt of afwaait. Bijvoorbeeld op een open laadbak van een vrachtwagen, bestelwagen of aanhanger). Ook bij gepalletiseerde goederen (weg-, rail-, lucht- en zeetransport).
  - Aanhangernet, ladingnet voor gebruik op (kleine) aanhangwagen
  - Kofferbaknet, klein ladingnet, voor gebruik in de laadruimte van personenwagens
- Hijsnet, sterk net gebruikt in de bouw, industrie, haven, schepen, voor het met i.h.a. een hijskraan optillen van goederen, bv producten in zakken, dozen of kratten, maar ook grote artikelen zoals voertuigen. Hijsnetten worden ook gebruikt om goederen onder helikopters te transporteren (‘underslung’)[8][9]
- Boodschappennet zak van netmateriaal waarmee te voet goederen kunnen worden vervoerd. Er bestaan verschillende uitvoeringen: bv. met handvatten als draagtas, met schouderband als schoudertas of als wagentas, opgehangen aan bv. een kinder- of wandelwagen, scootmobiel of rollator.
- Hooinet, zak van netmateriaal die gevuld wordt met hooi, en opgehangen aan de wand van een paardenstal, zodat paarden het hooi er door de mazen heen uit kunnen eten
- Bagagenet, elastisch net of elastisch bevestigd net aan een verticaal oppervlak, zodat er goederen achter gestoken kunnen worden. Bv in het deksel van een koffer, achteraan een auto-, vliegtuig- of OV-zitting, of tegen de zijwand van de kofferruimte van personenwagens.

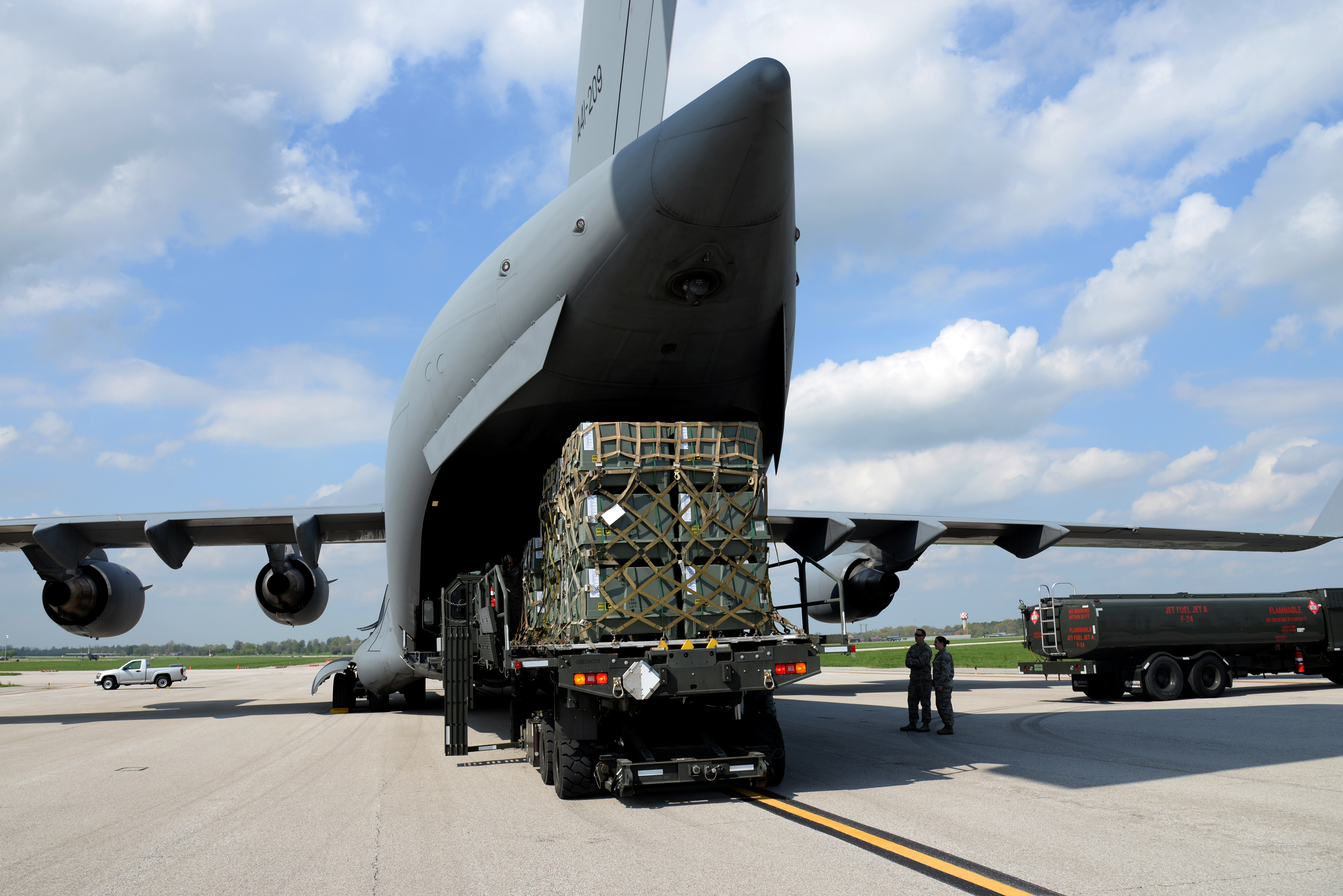
Ladingnet voor luchttransport
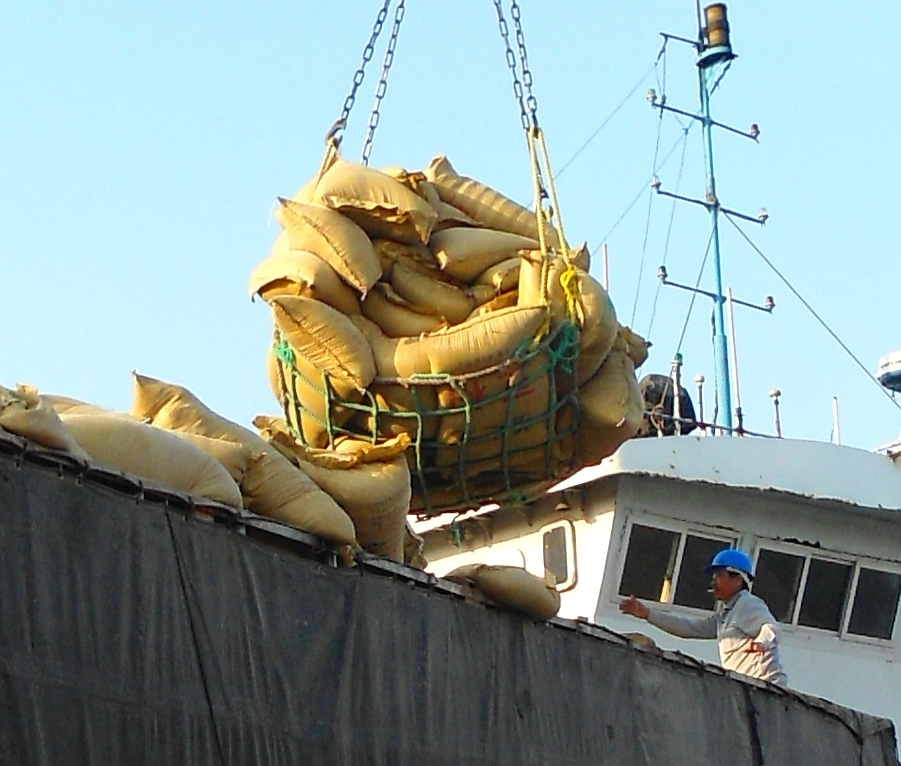
Hijsnet in een haven
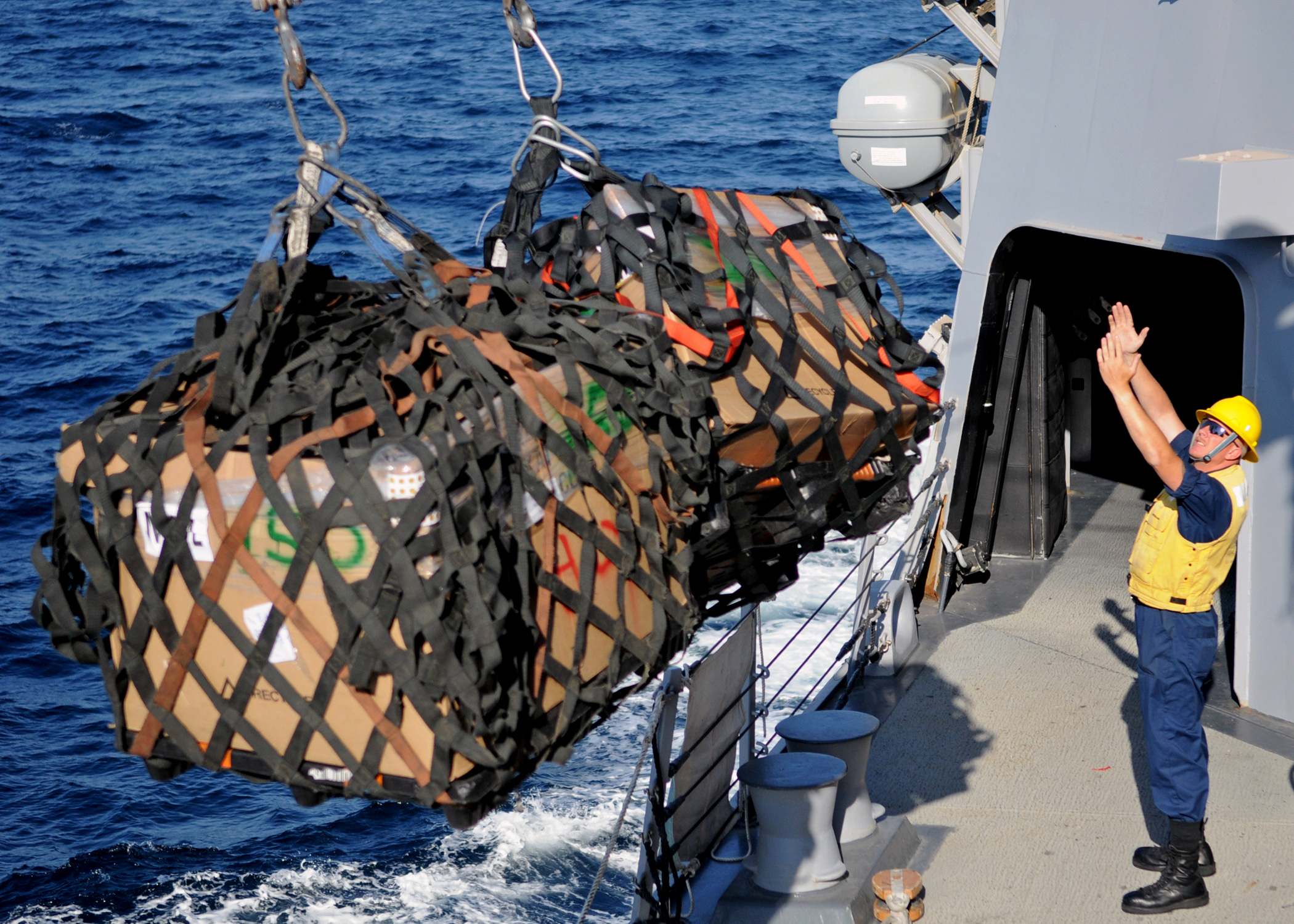
Hijsnet op een marineschip
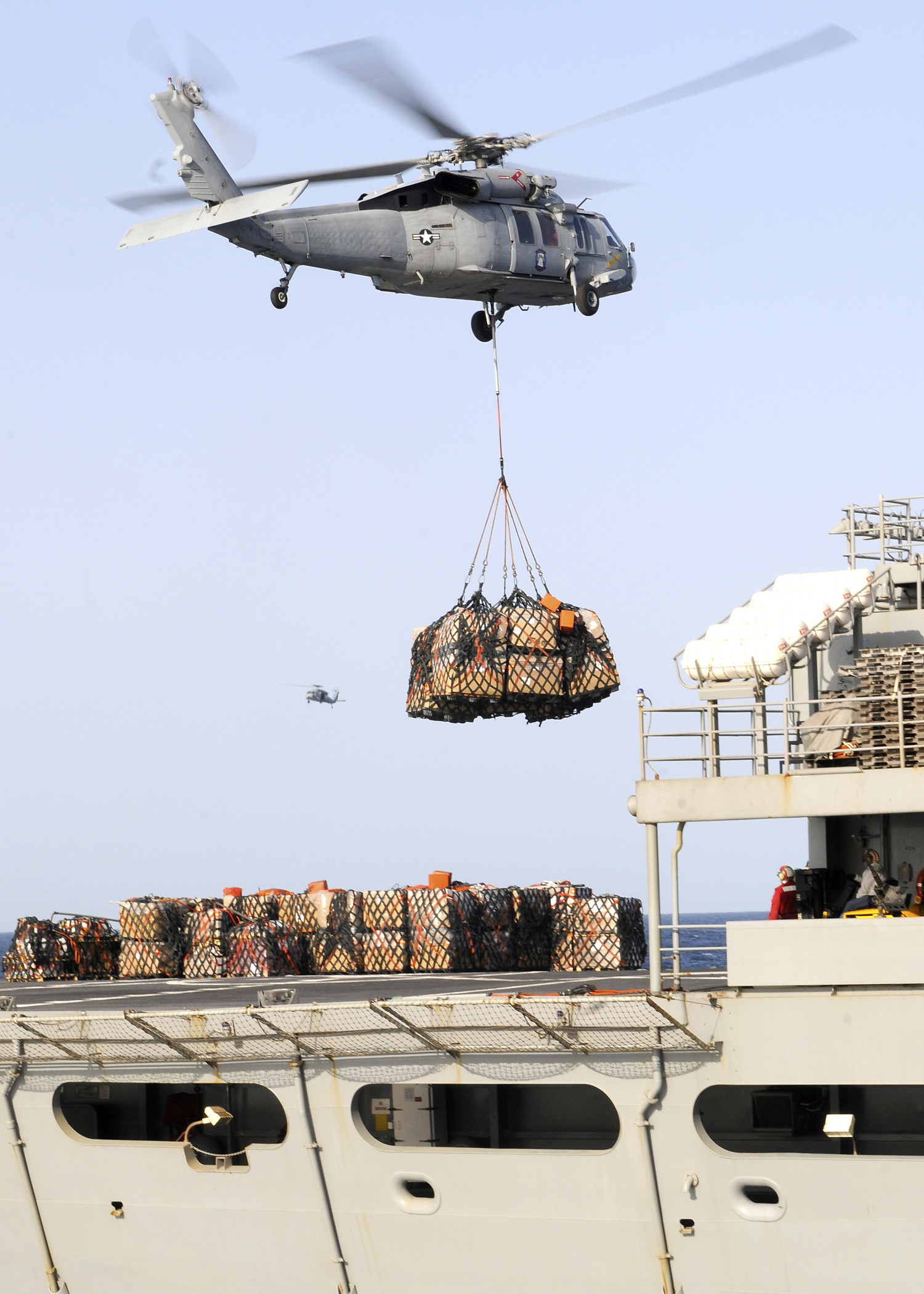
Hijsnet (underslung)
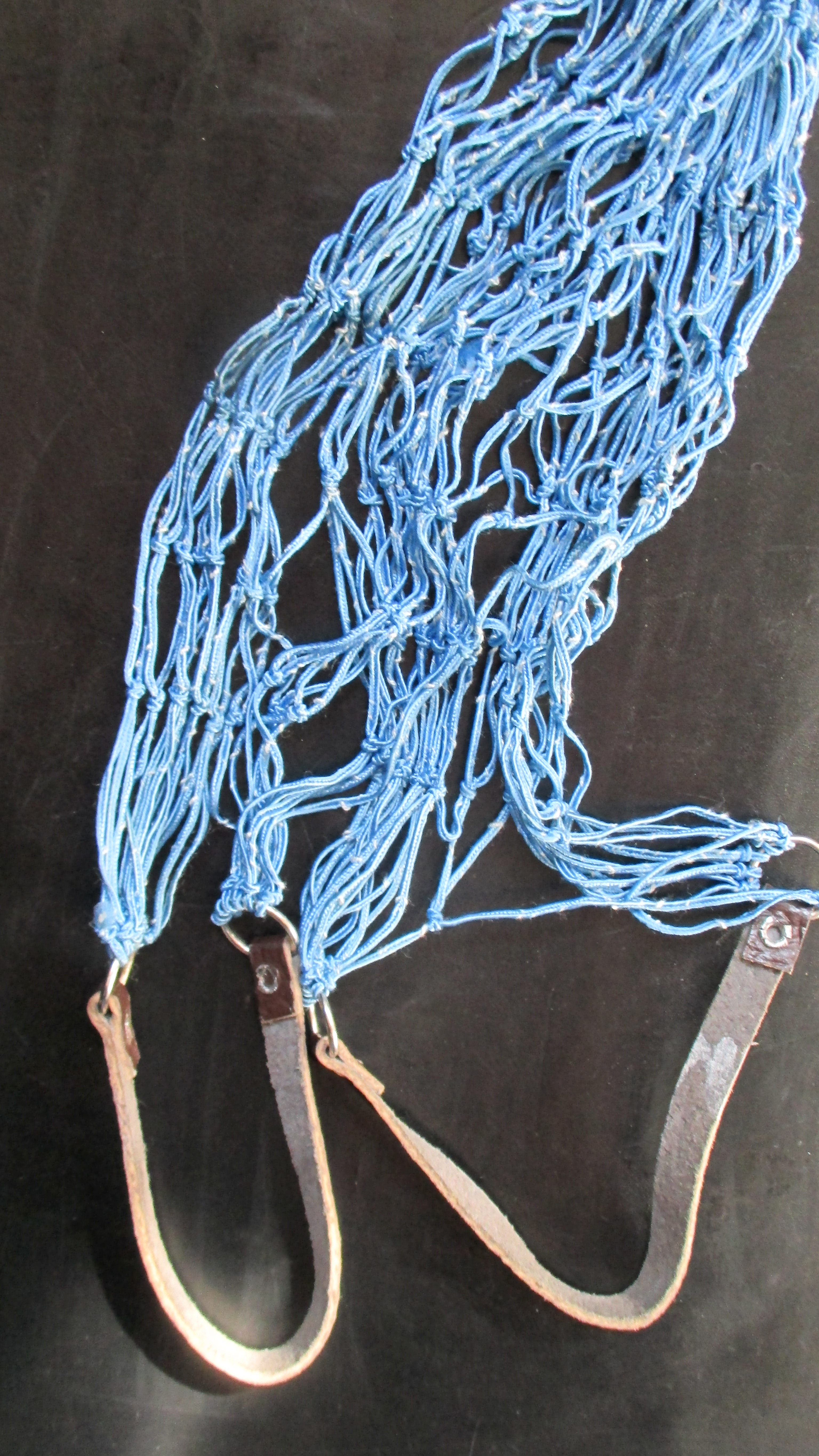
Boodschappennet (draagtas) met lederen handvatten
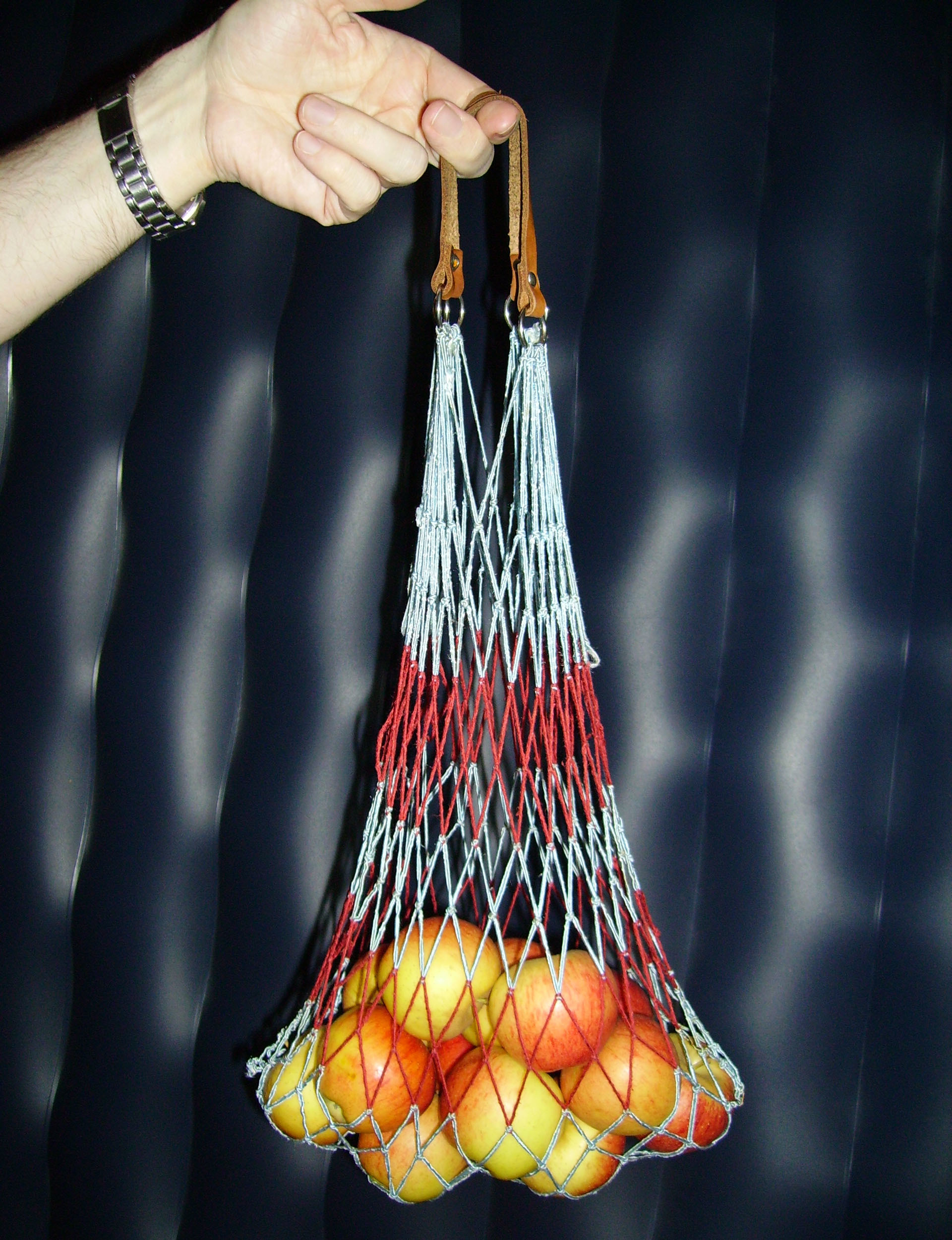
Boodschappennetje met inhoud
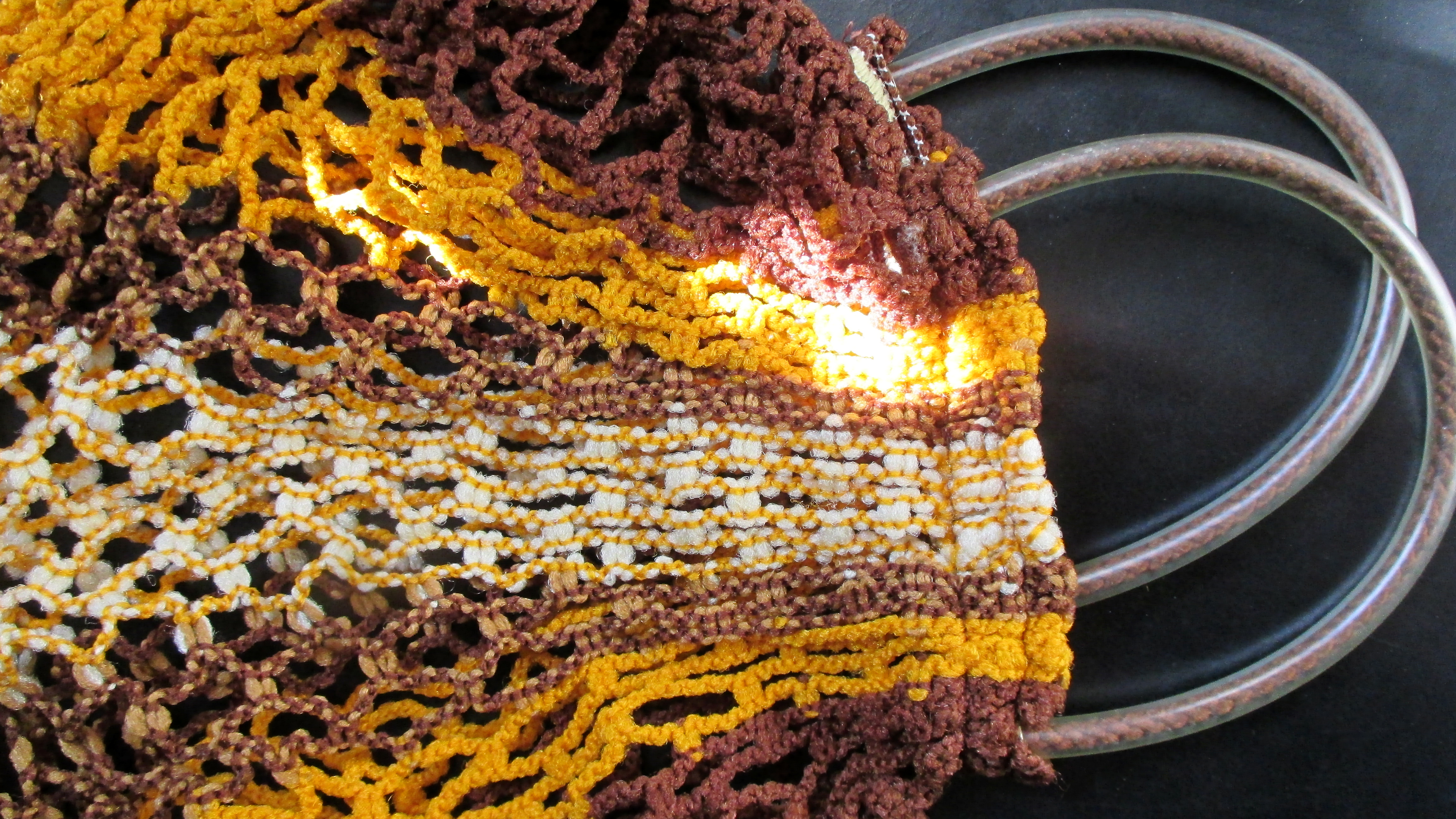
Geknoopt boodschappennet met kunststof handvatten
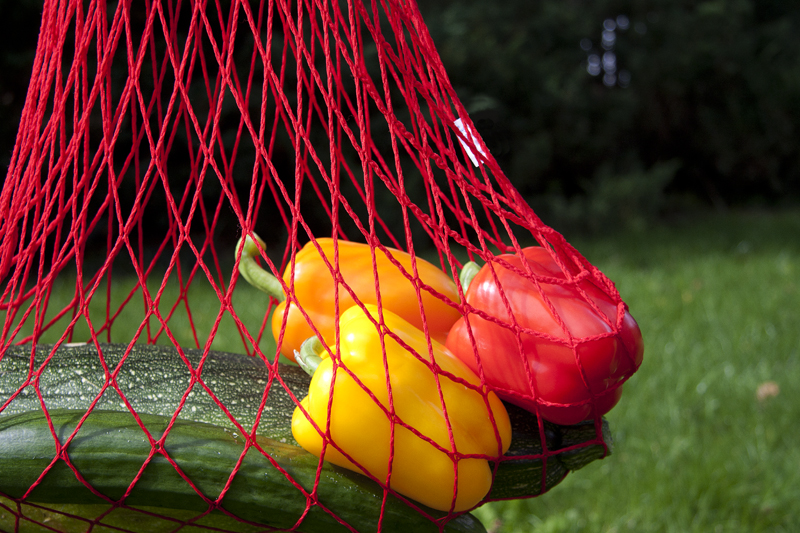
Boodschappennet (schoudertas)
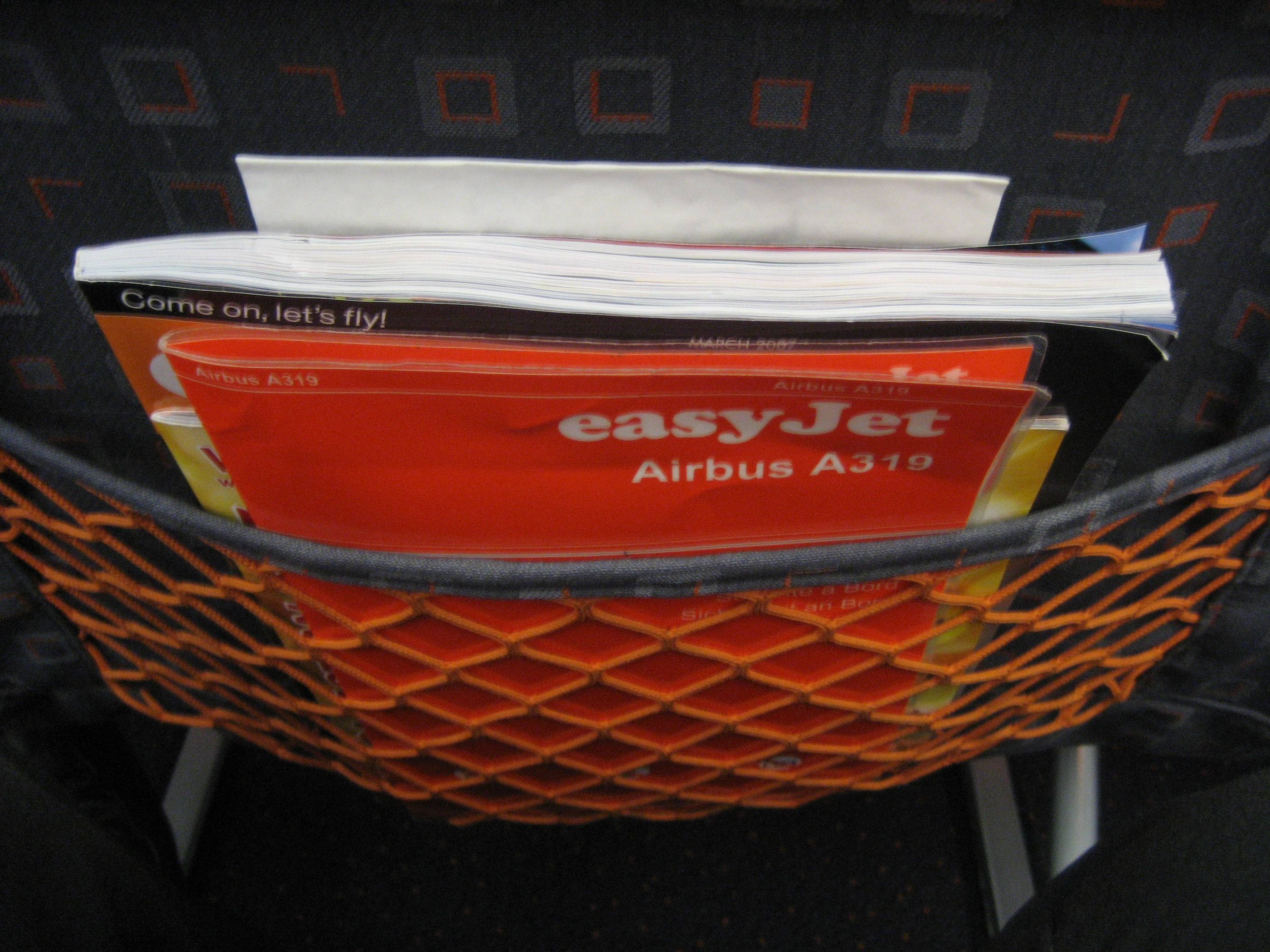
Bagagenet aan een vliegtuigstoel met veiligheidsinstructies, tijdschriften en middelen tegen reisziekte
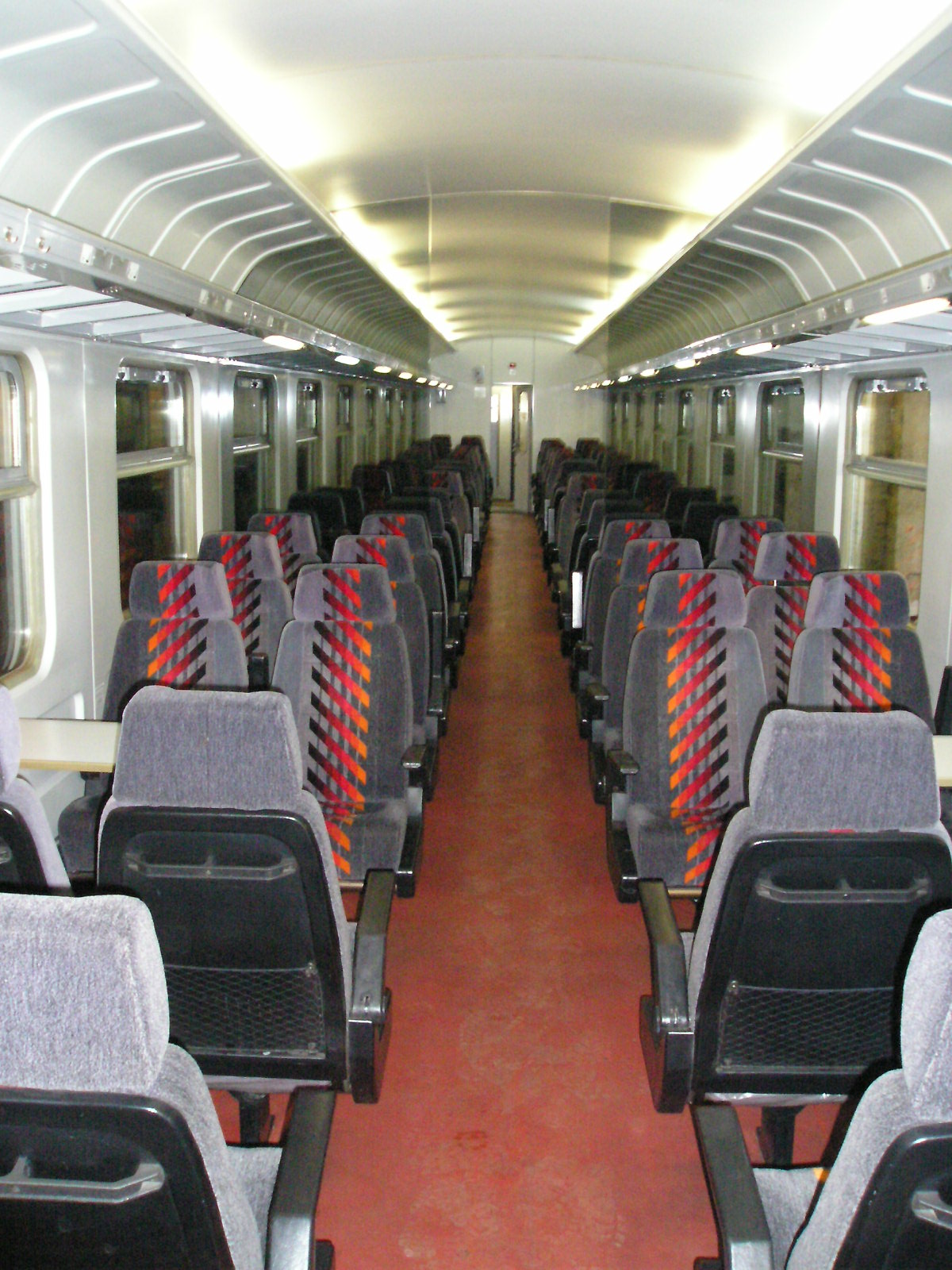
Zittingen met bagagenetten in een trein
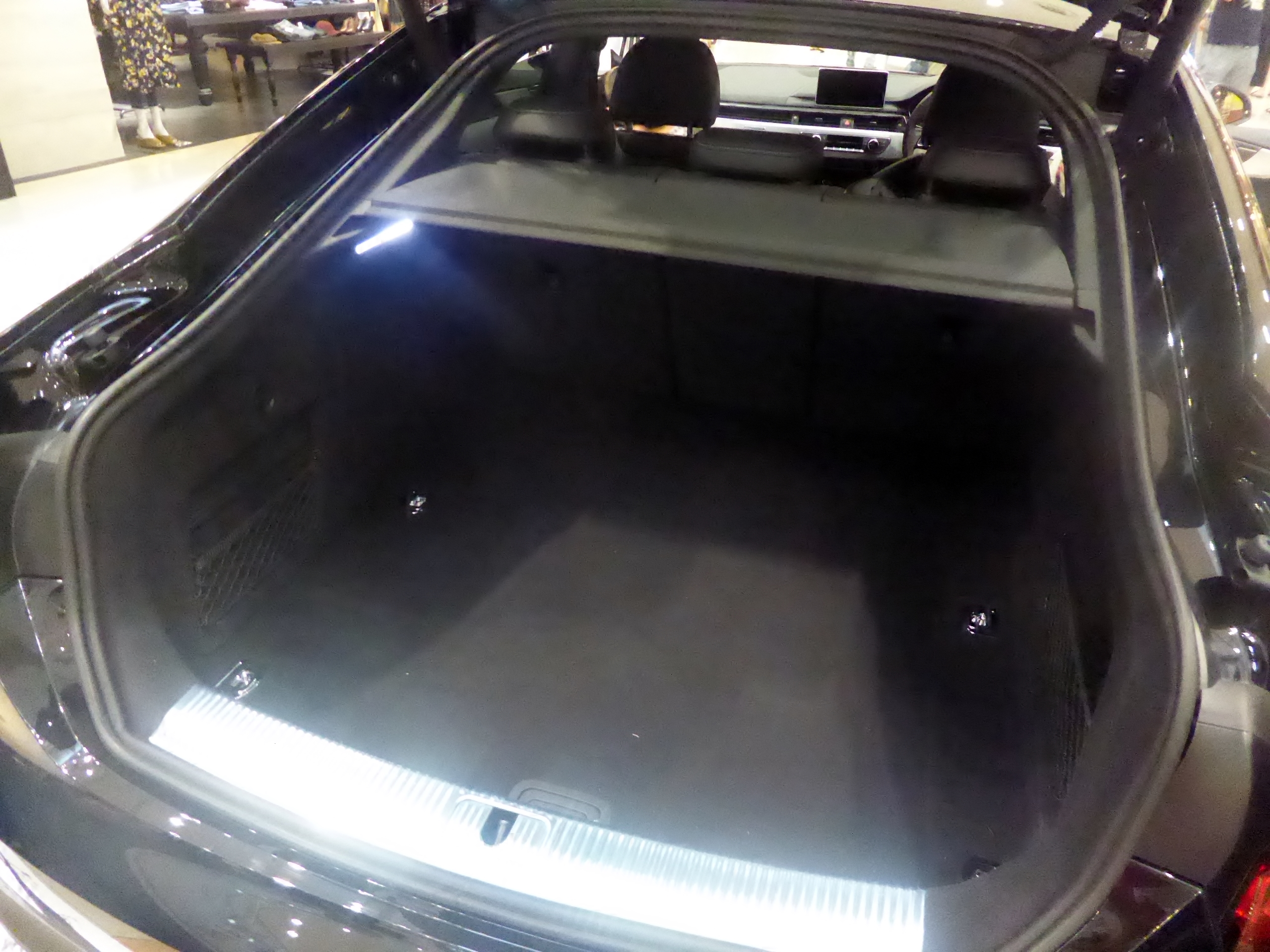
Bagagenet aan de zijwand van de kofferbak van een personenwagen

### Veiligheid
Construction safety nets are flexible plastic nets made from HDPE or High-density polyethylene raw materials.
- Steigernet of valnet, horizontaal opgehangen net bv op bouwplaatsen, bedoeld om kleine vallende voorwerpen op te vangen. Ook als veiligheidsnet voor personen.
  - Valnet of (op)vangnet, net opgehangen als valbeveiliging, bv bij trapezeacts in een circus.
- Randnet, verticale constructie met net. Vaak bij constructie van gebouwen gebruikt als tijdelijke tijdelijke balustrade. Ook bv bij balustrades om te voorkomen dat kleine personen erdoorheen vallen.
- Werfnet of afzetnet, geperforeerd zeildoek dat gebruikt wordt om bouwterreinen af te bakenen.

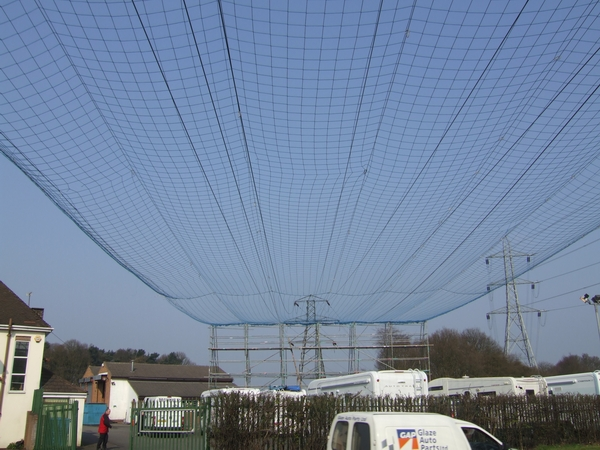
Veiligheidsnet over een weg om verkeer te beschermen bij vervanging van hoogspanningskabels
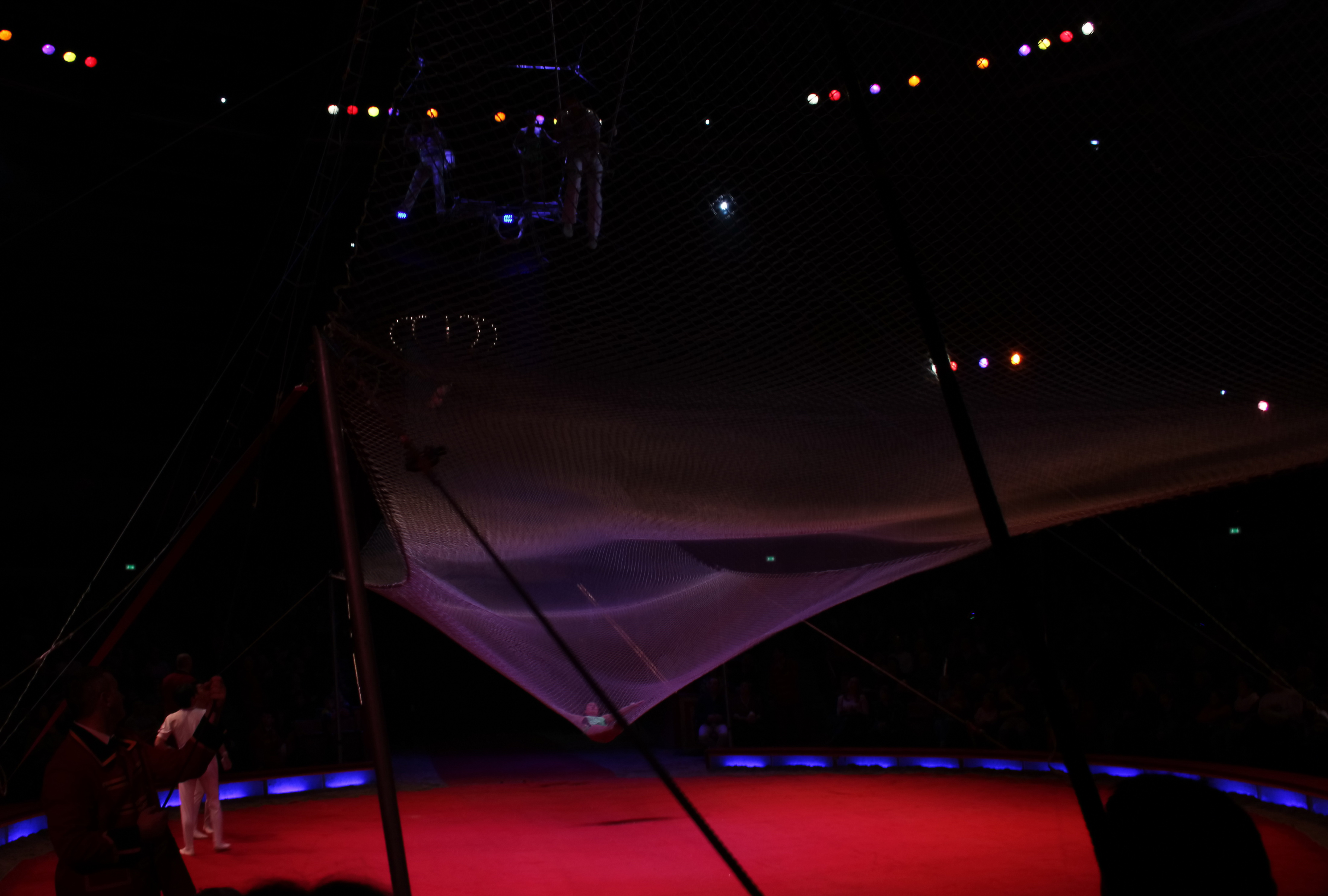
Vangnet in een circus
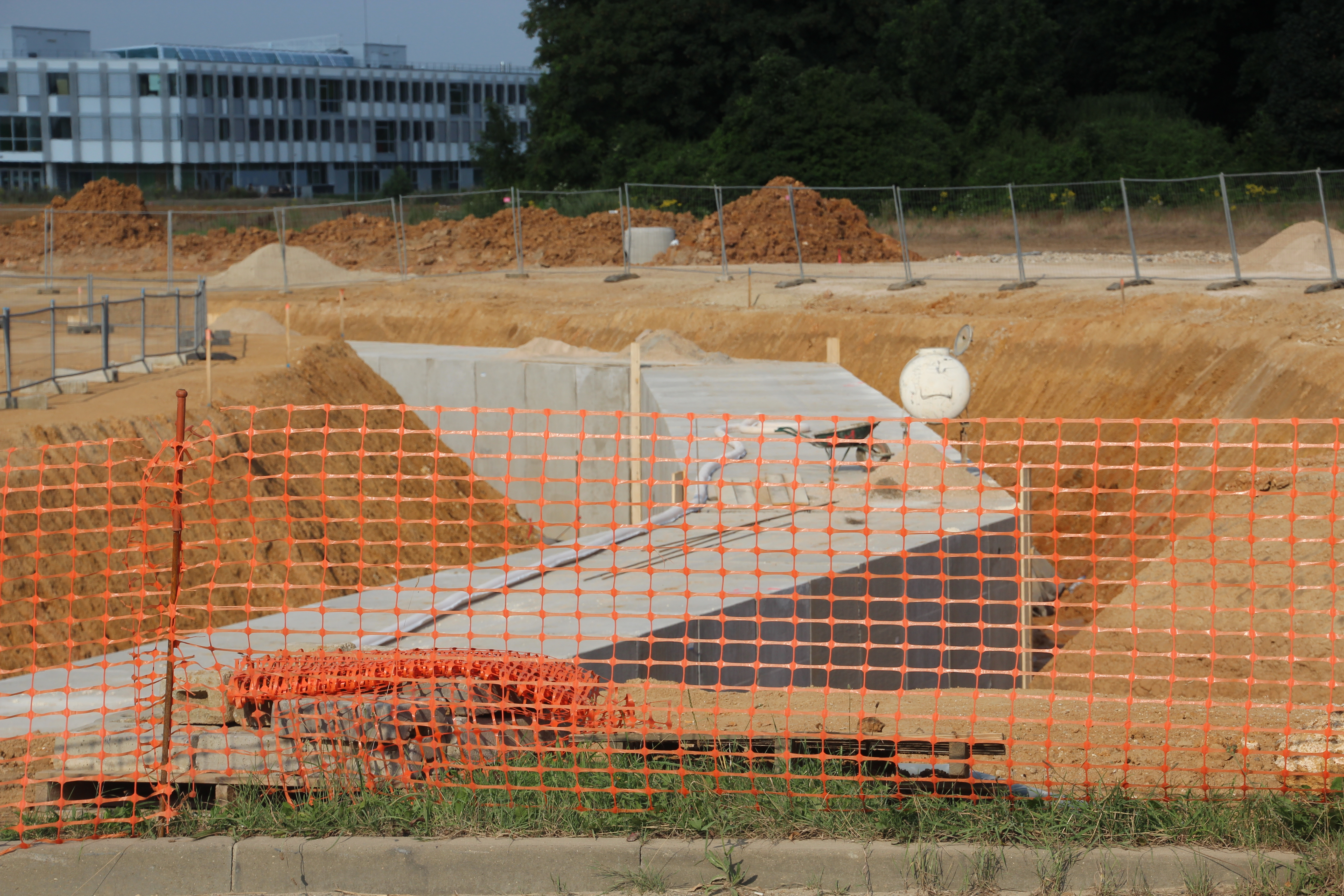
Afzetnet bij de aanleg van een tunnel
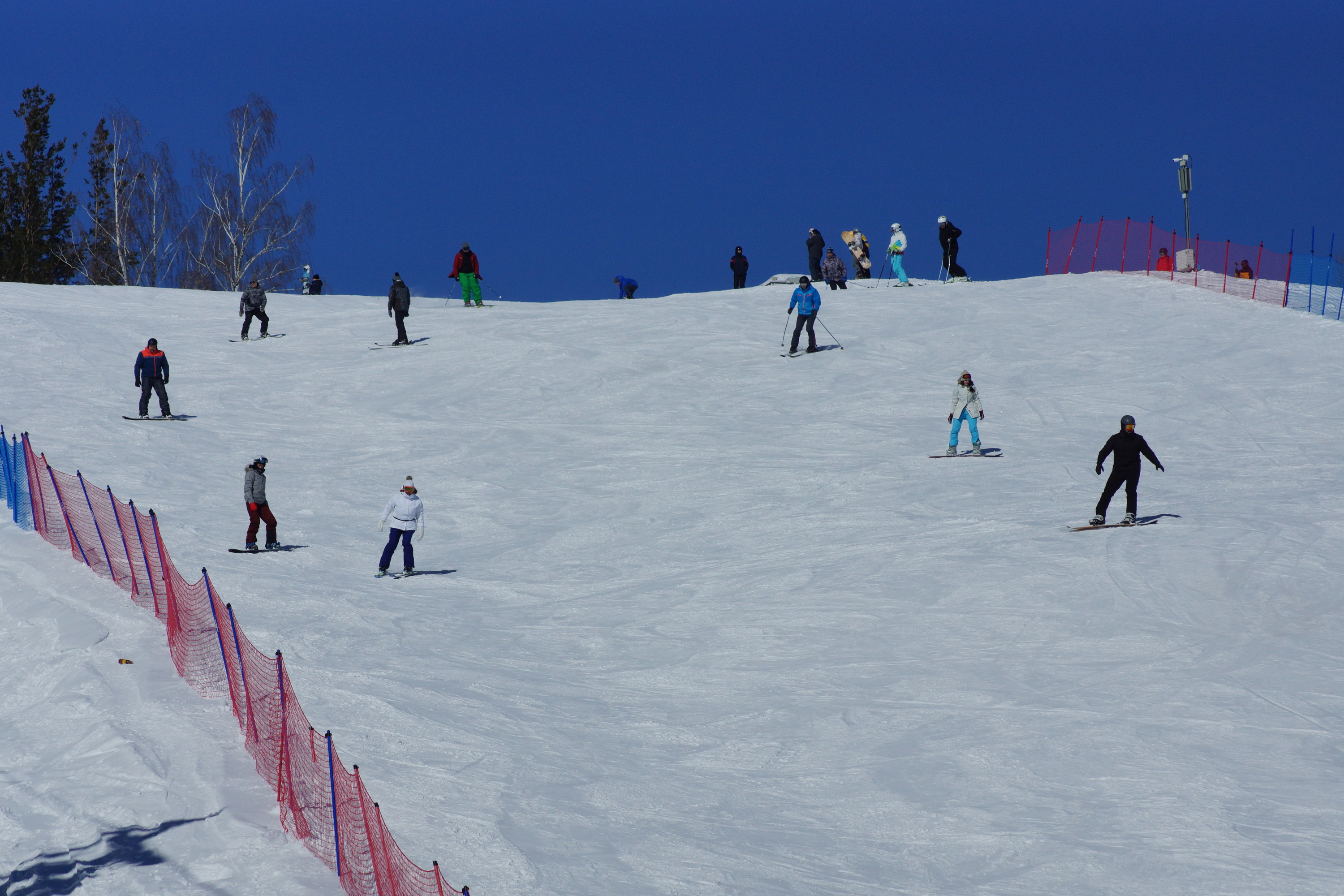
Werf- of afzetnet langs een skipiste

### Agrarisch
- Tuinnet
  - anti-vogelnet, moestuinnet, fruitnet, grote netten met kleine mazen die over gewassen worden gespannen om vogels weg te houden. Sommige netten zijn goed zichtbaar voor vogels, waardoor ze niet verstrikt raken in de netten van gevlochten PE draad.
  - vijvernet, net dat de vijver beschermt tegen vogels, bv reigers.
- Groeinet of klimnet, net met grote mazen (bv 10 cm × 10 cm) waar planten tegen omhoog kunnen klimmen. Bijv. voor bonen en erwten.
- Schapennet of geitennet, net met grote mazen (ca. 15 cm × 15 cm) waarmee eenvoudig een tijdelijk weiland afgezet kan worden
- Vangnet, om vogels en kleine zoogdieren te vangen, ook om bv vogels te ringen
  - Fretteernet[10] of buidel, net waarmee een uitgang van een konijnenbouw[noot 3], wordt afgesloten. Een fret jaagt de konijnen uit hun bouw de netten in.[13][14]
  - Mistnet[10], zeer dun fijnmazig net dat tussen twee palen wordt opgehangen voor het vangen van vogels en vleermuizen. Het wordt in Nederland alleen gebruikt voor biologisch onderzoek.
  - Slagnet of klapnet[10], net met een veerbekrachtigd dichtslaand frame waarmee men vogels kan vangen
  - Trekraam of raamval met net bespannen frame dat, door er aan één zijde een stokje met een lang touw eraan onder te zetten, schuin geplaatst wordt. Zodra een vogel bij het lokvoer eronder komt, wordt het stokje weggetrokken.
  - Werpnet[10], rond net dat langs de randen verzwaard is. het wordt een dier gegooid of snel uitgespreid dat er zo onder gevangen wordt.

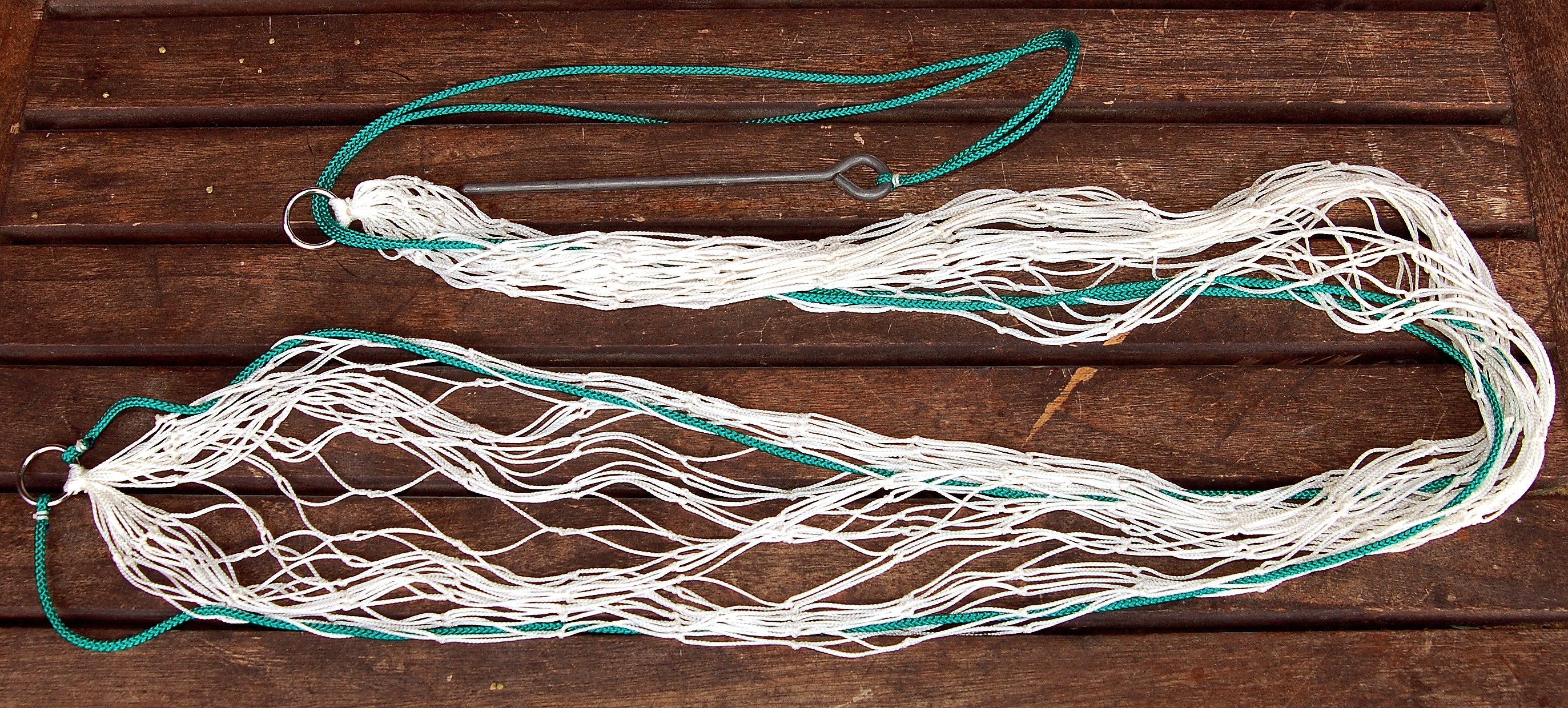
Fretteernet
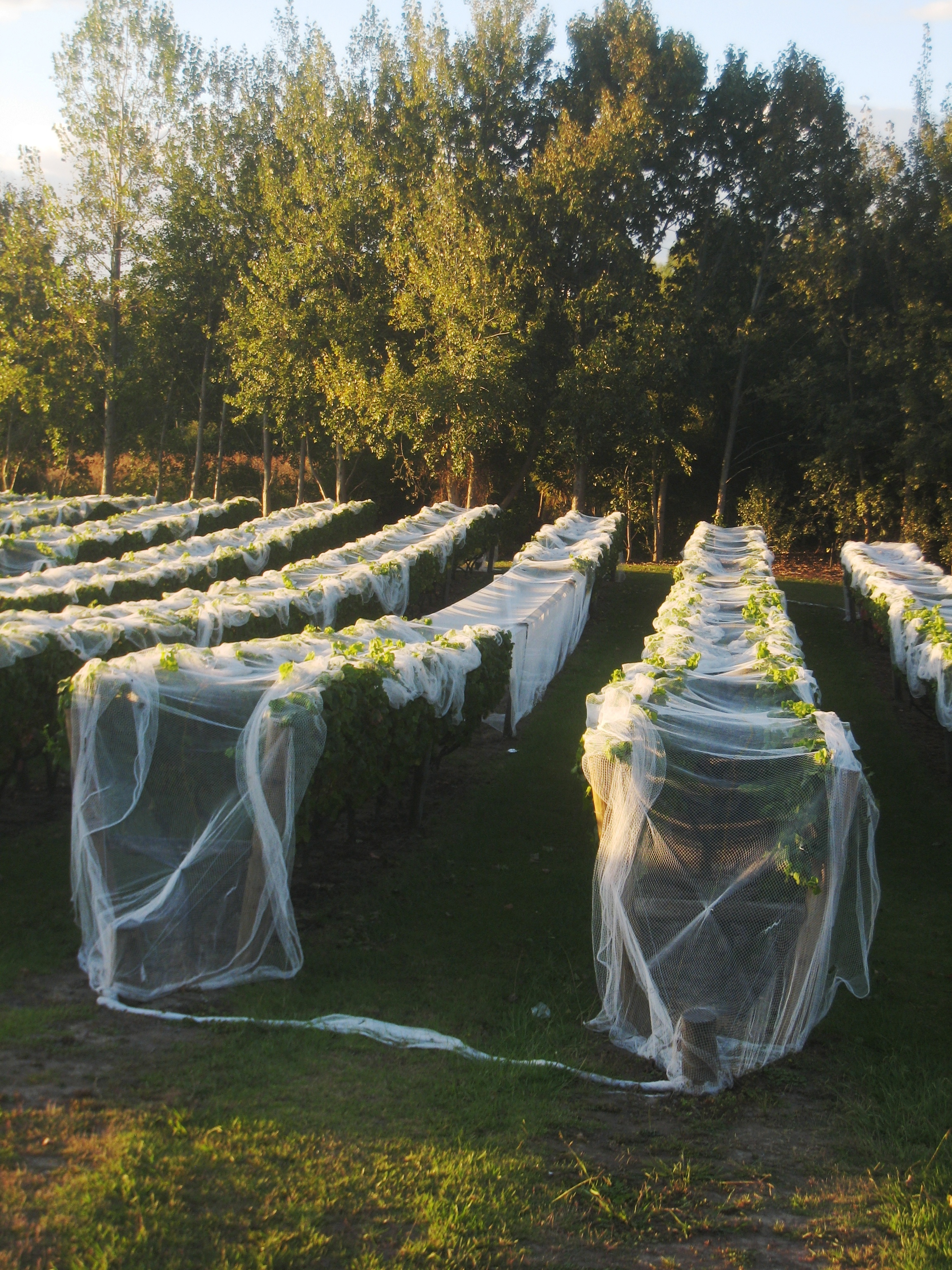
Tuinnet (antivogelnet) over wijnstokken
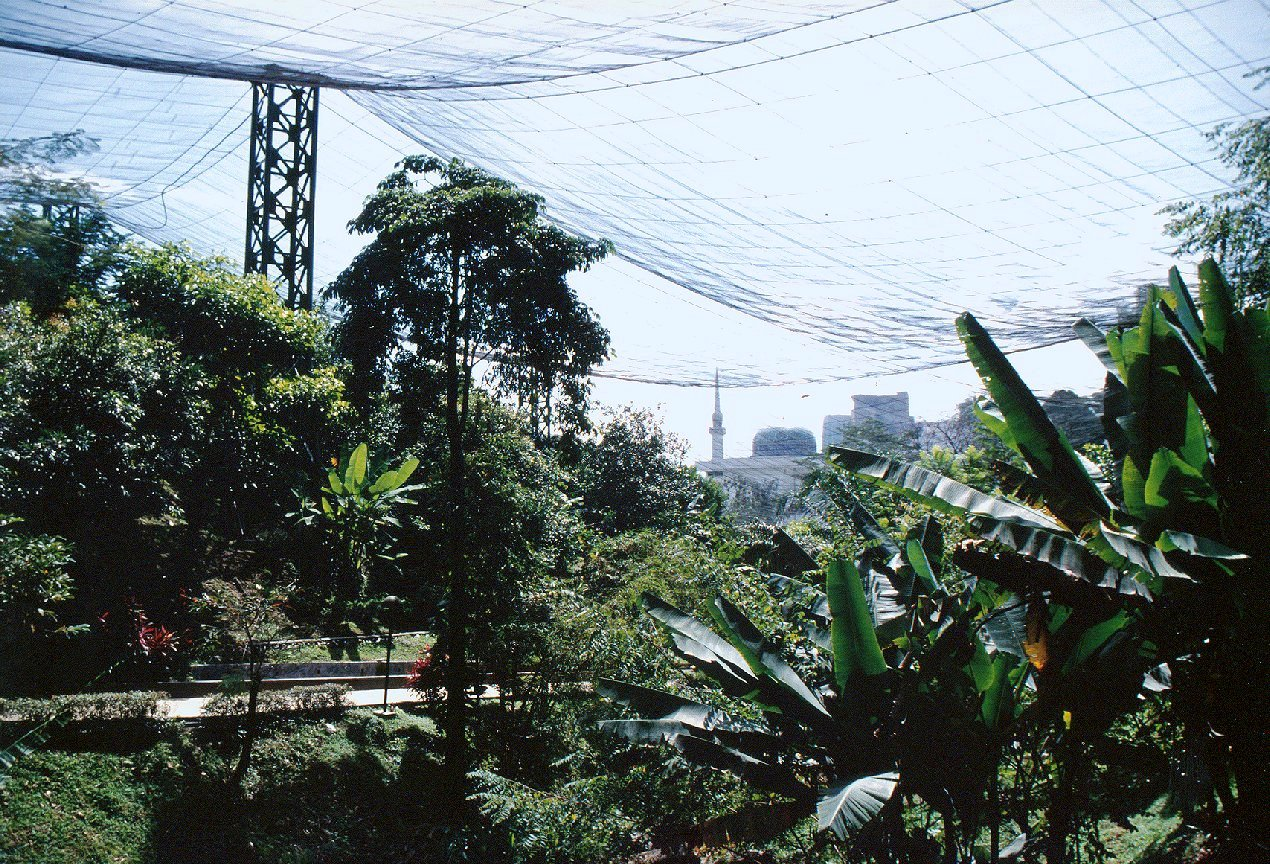
Net over volière
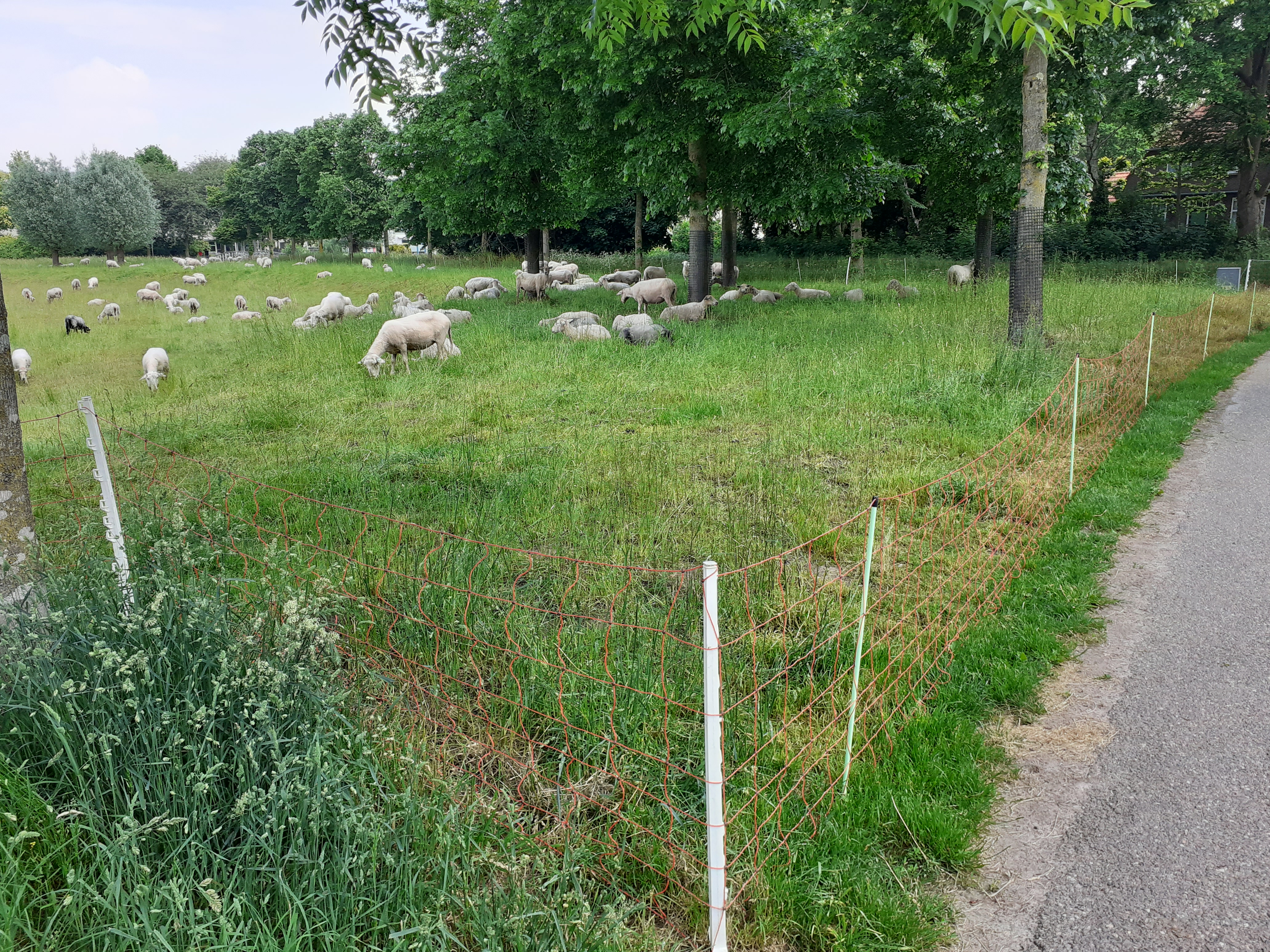
Schapen in een tijdelijk weiland met oranje schapennet
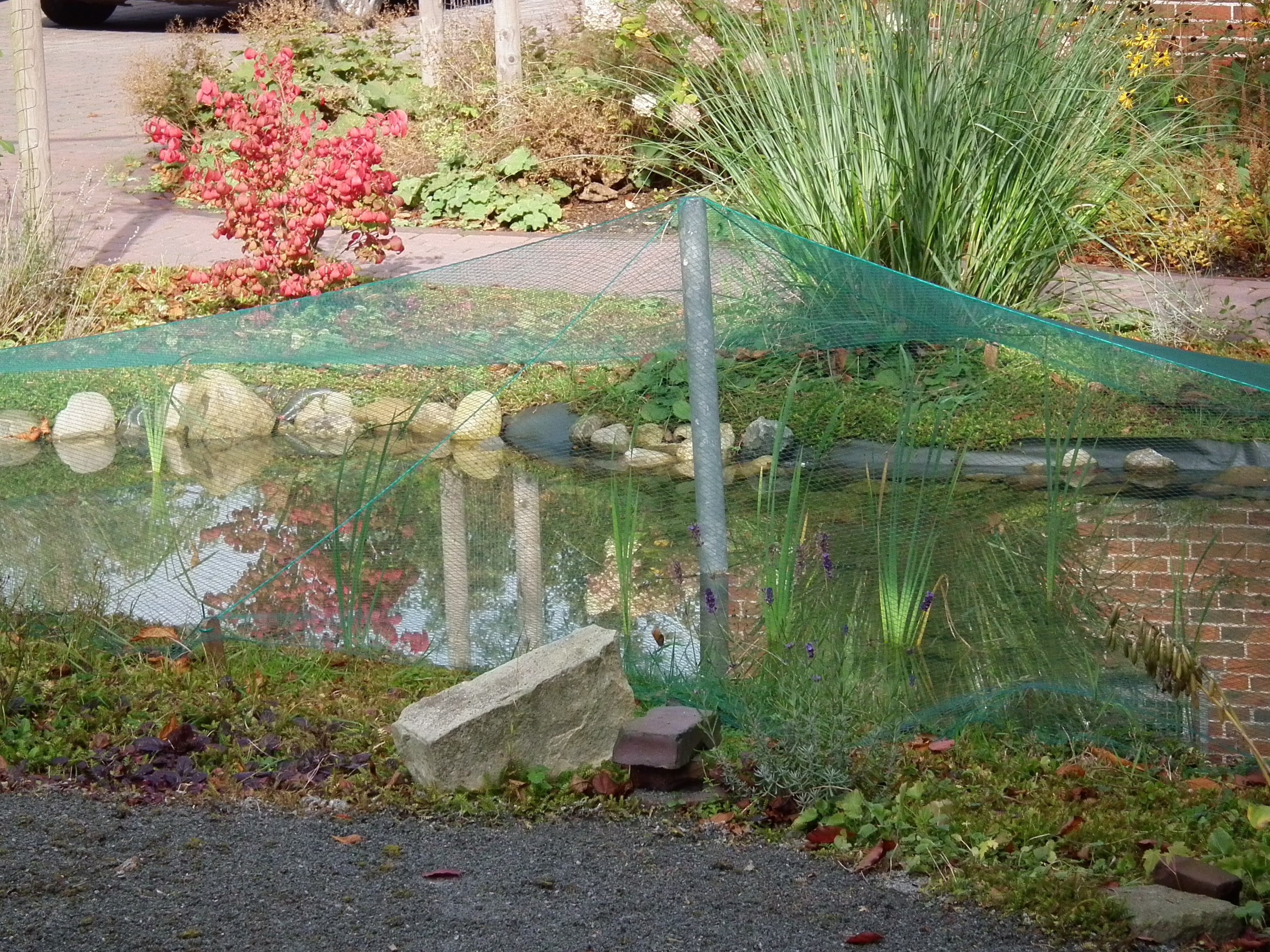
Vijvernet
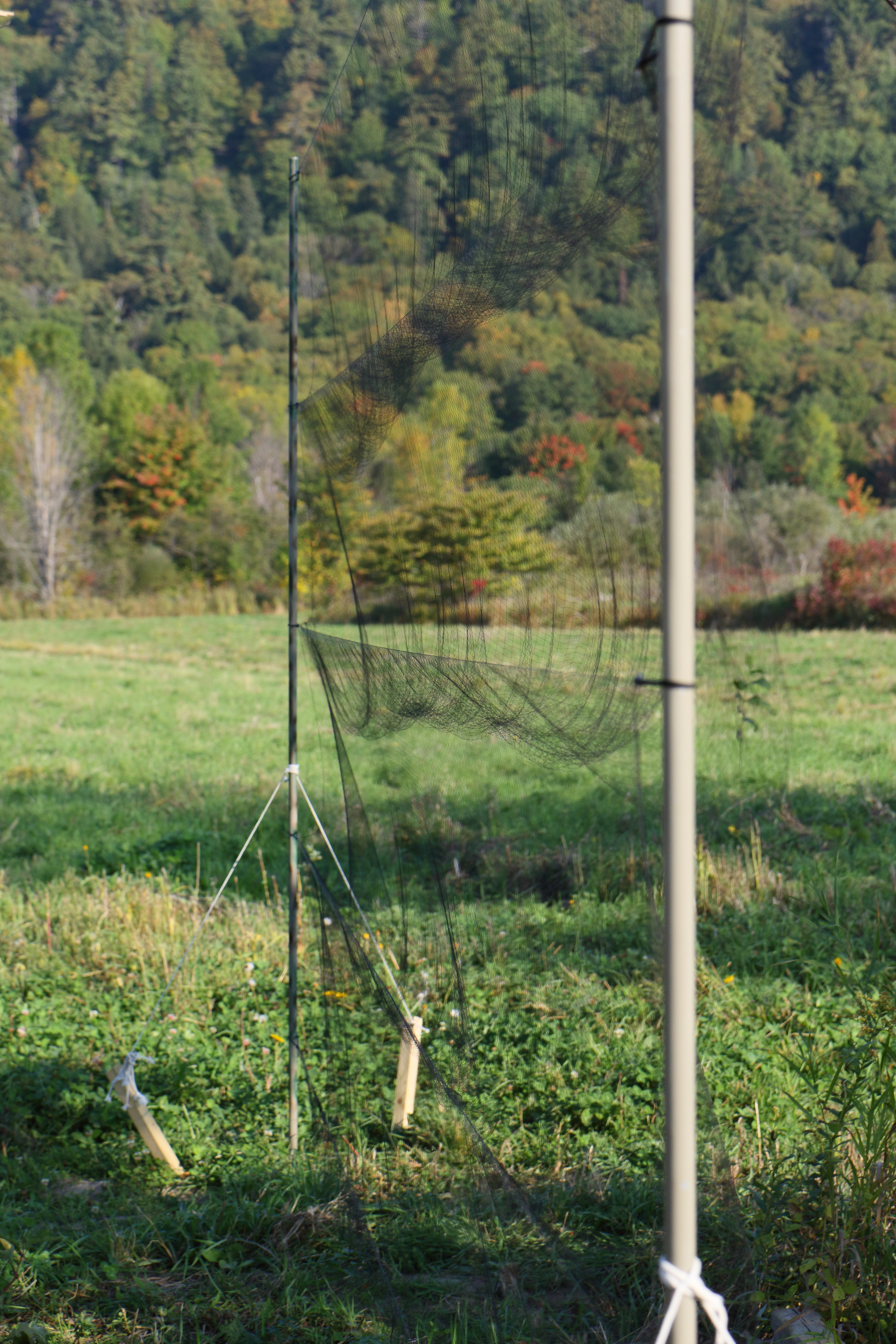
Mistnet
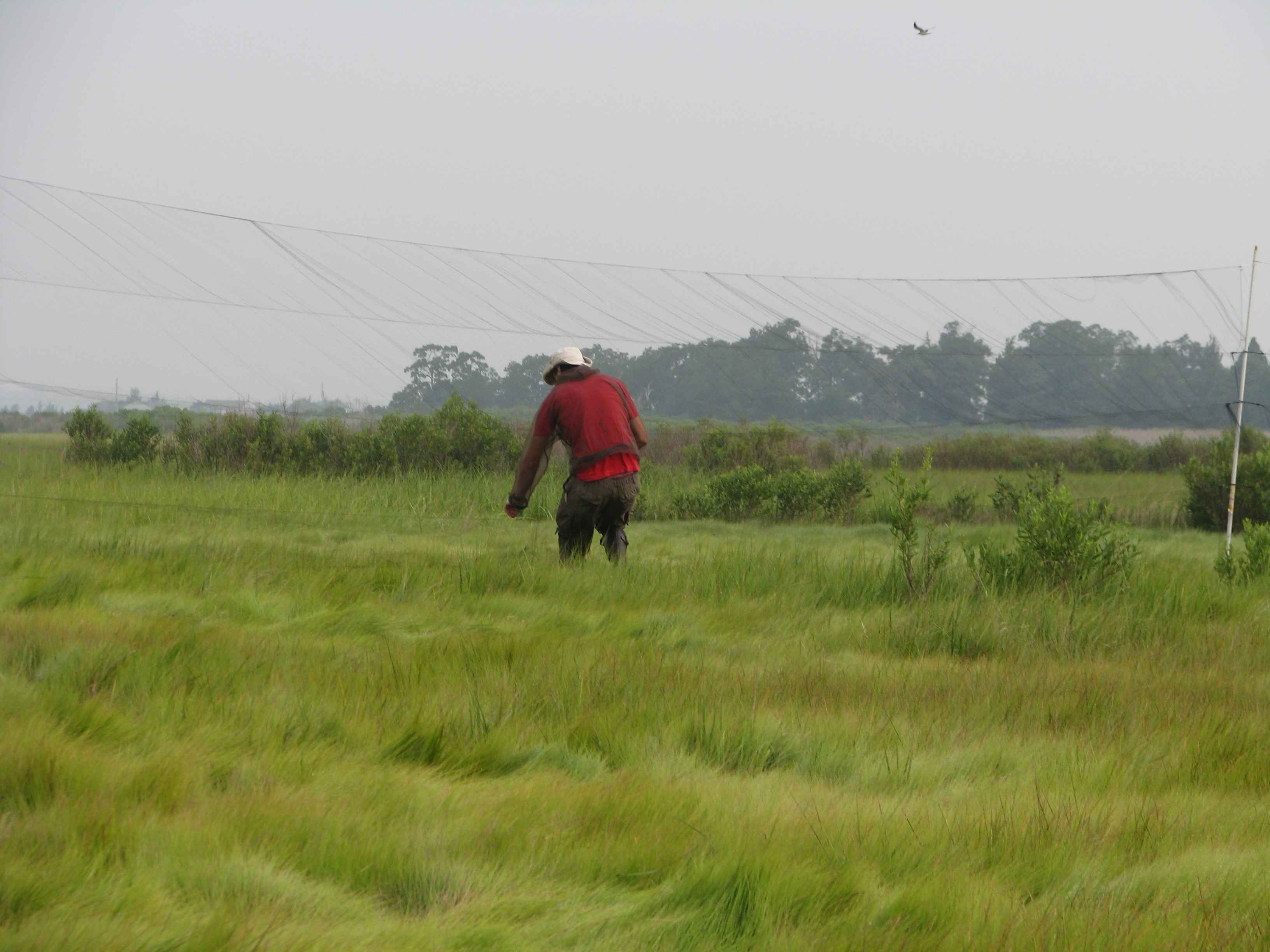
Mistnet voor het vangen van vogels
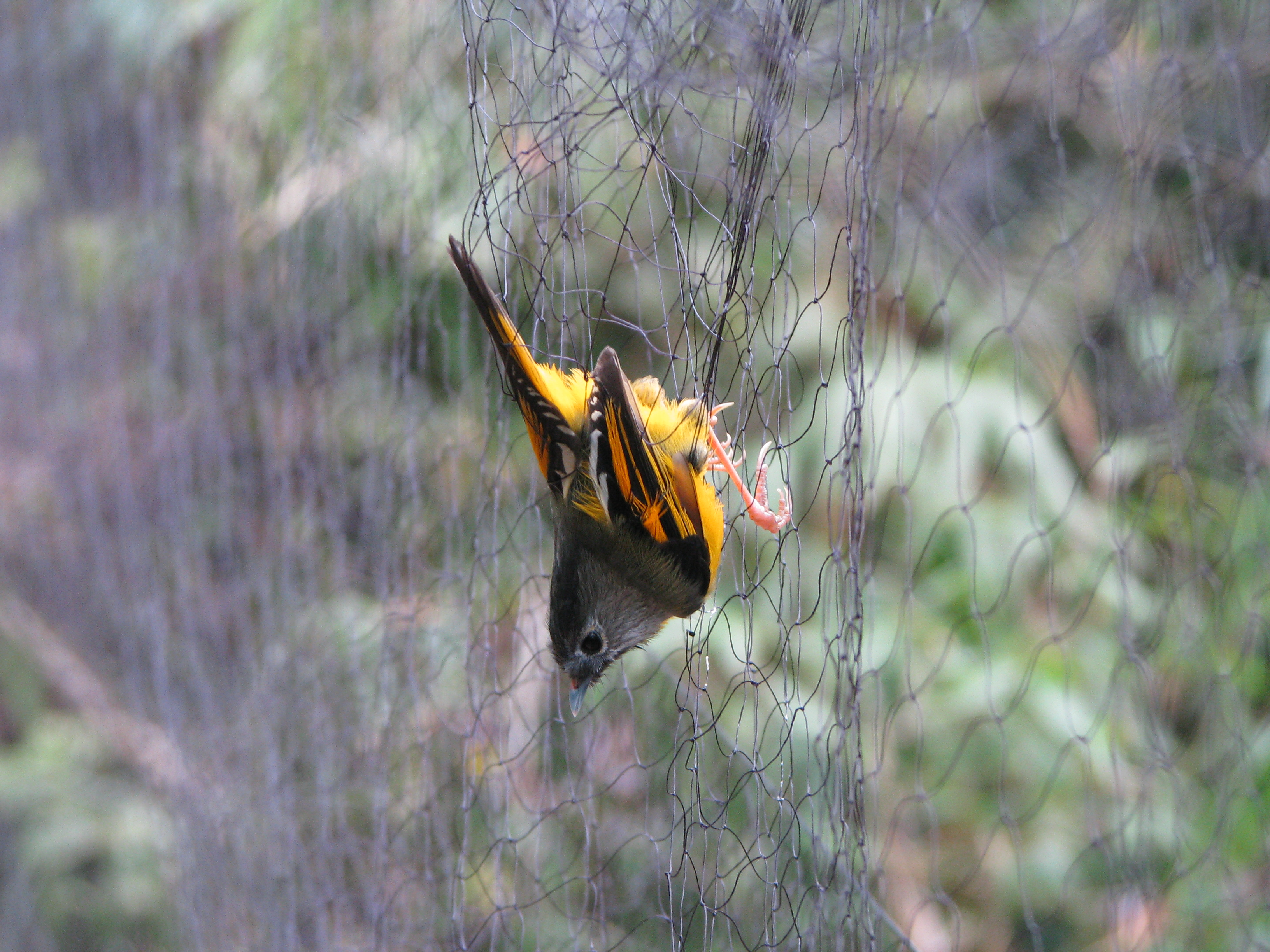
Een gouden nontimalia (Lioparus chrysotis) in een mistnet.
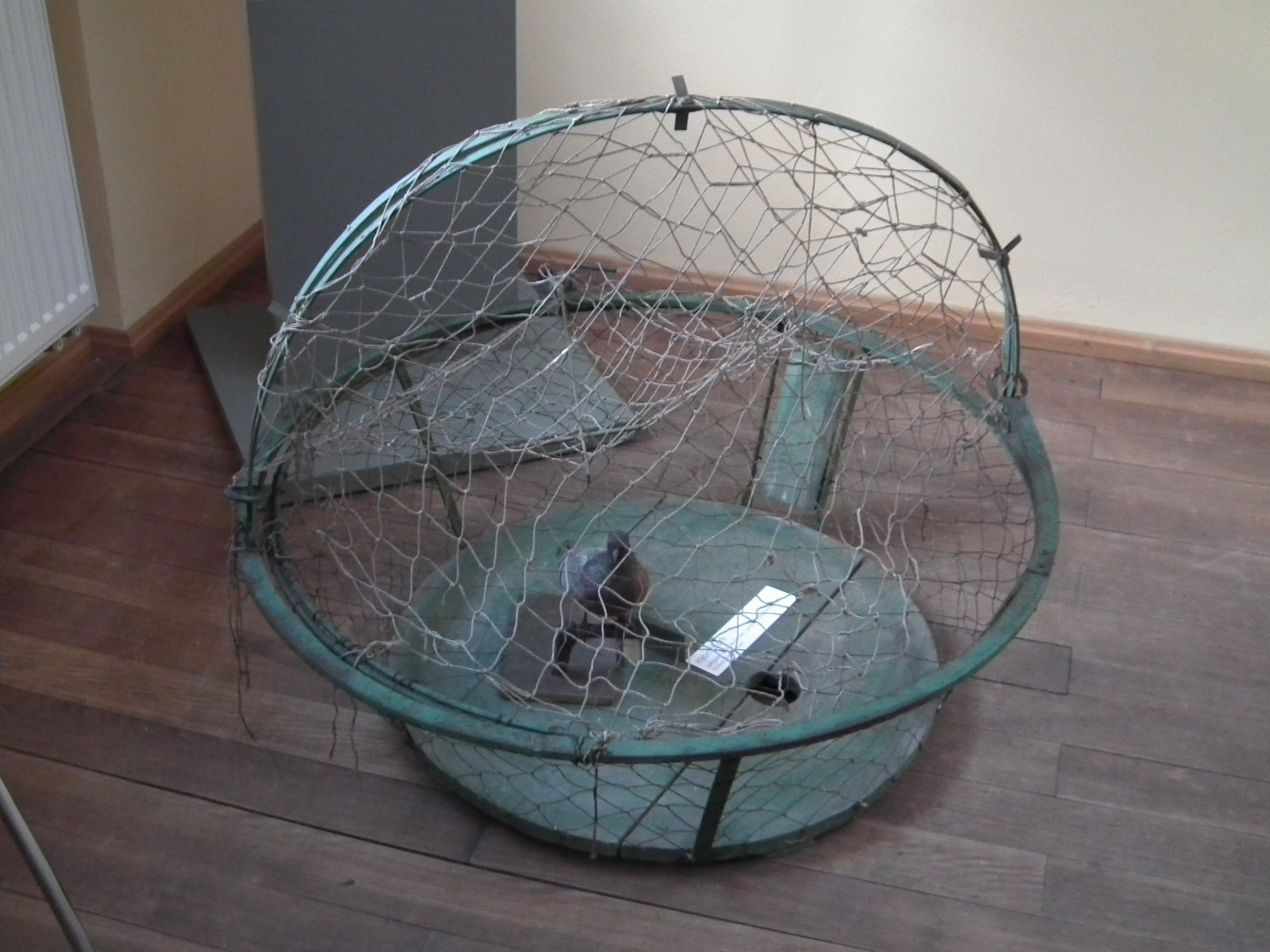
Havikval, een soort slag- of klapnet
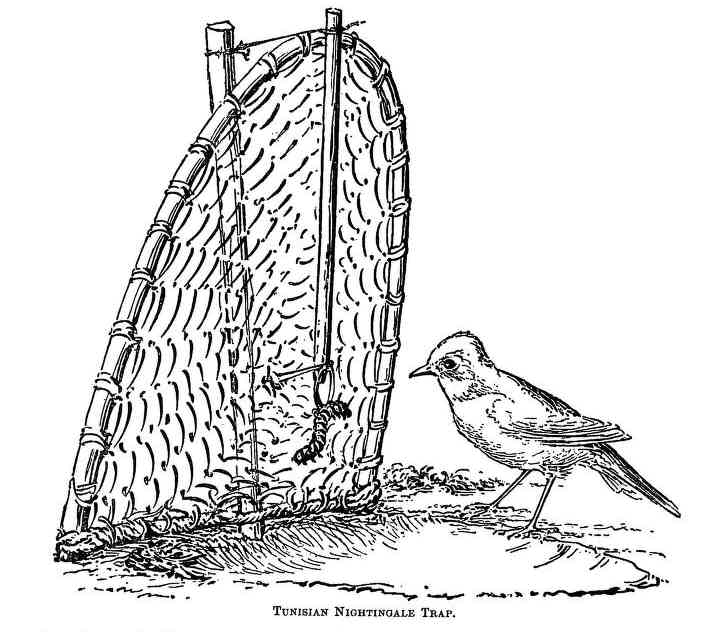
Raamval

### Sport en spel
- Doelnet bij balsporten zoals voetbal, handbal, hockey, ijshockey, waterpolo, kanopolo, tjoekbal en bandy
- Basketbalnet, een bijzonder soort doelnet
- Speelhelftscheidingsnet bij trefvlaksporten zoals tennis, badminton, tafeltennis en volleybal
- Pockets, gaten met een net eronder waar de ballen in gespeeld moeten worden in snooker- en poolbiljarttafels
- Crosse, Lacrossestick met aan het uiteinde een vangnet
- Klimnet, sterk net om in te klimmen, bv bij survivalruns en hindernisbanen. Ook in speeltuinen.
- Ballennet, zak van netwerk waarin ballen vervoerd en opgeslagen worden
- Veiligheidsnet
  - Ballenvanger of backstop. Horizontale netten tussen ijzeren spijlen, bv tussen het speelveld en de toeschouwers, of achter het doel. Soms ook van gaas.
  - Werpkooi, ronde kooi zonder dak van rekbare netten die tussen ijzeren spijlen zijn gespannen, bv bij discuswerpen en kogelslingeren.
  - Slagkooi, langwerpige kooi incl. dak van rekbare netten die tussen ijzeren spijlen zijn gespannen, voor training bij bv honkbal of cricket.
  - Trampolinenet, veiligheidskooi van netten die om een trampolinezijn gespannen tussen ijzeren palen

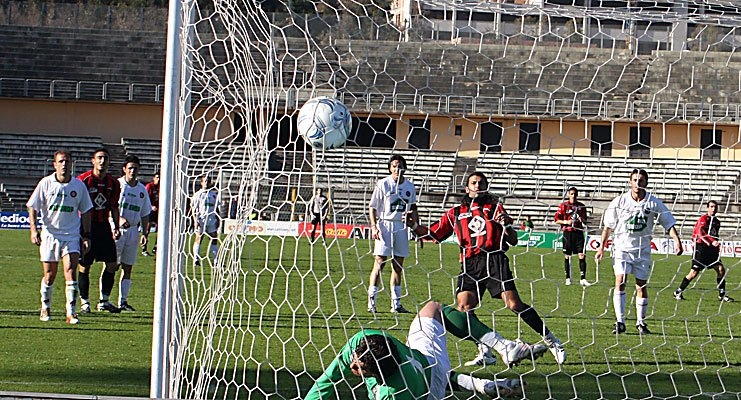
Een knooploos net in een voetbaldoel
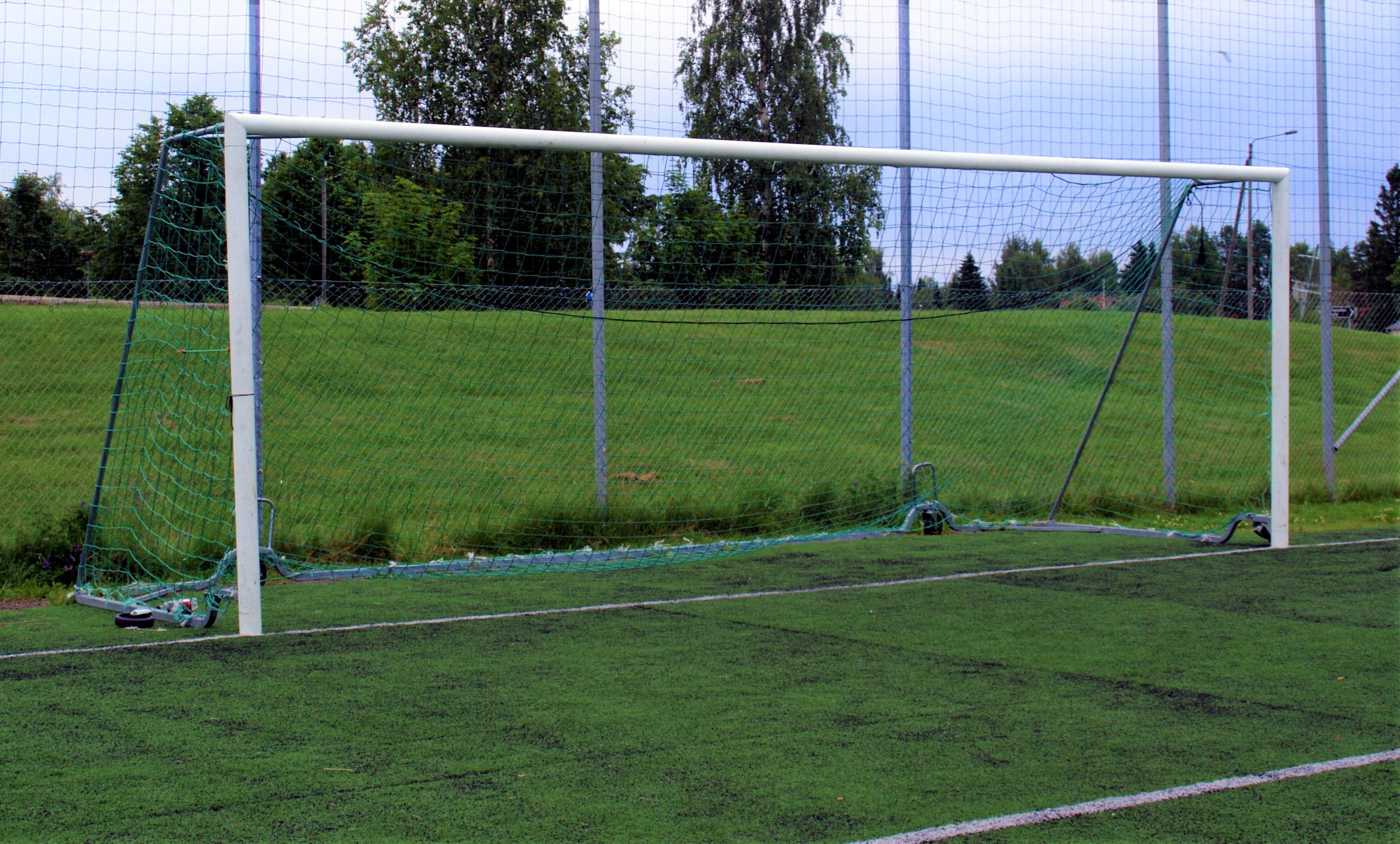
voetbaldoel
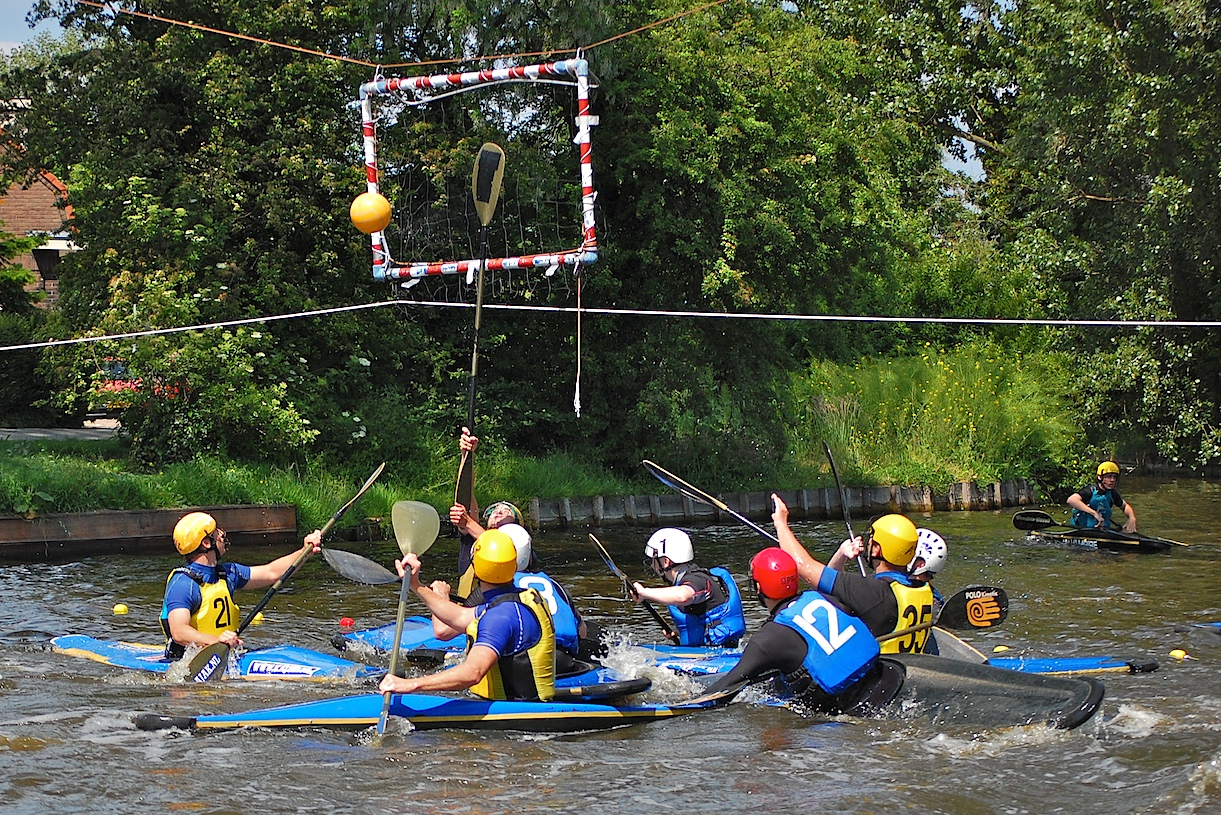
Kanopolodoel
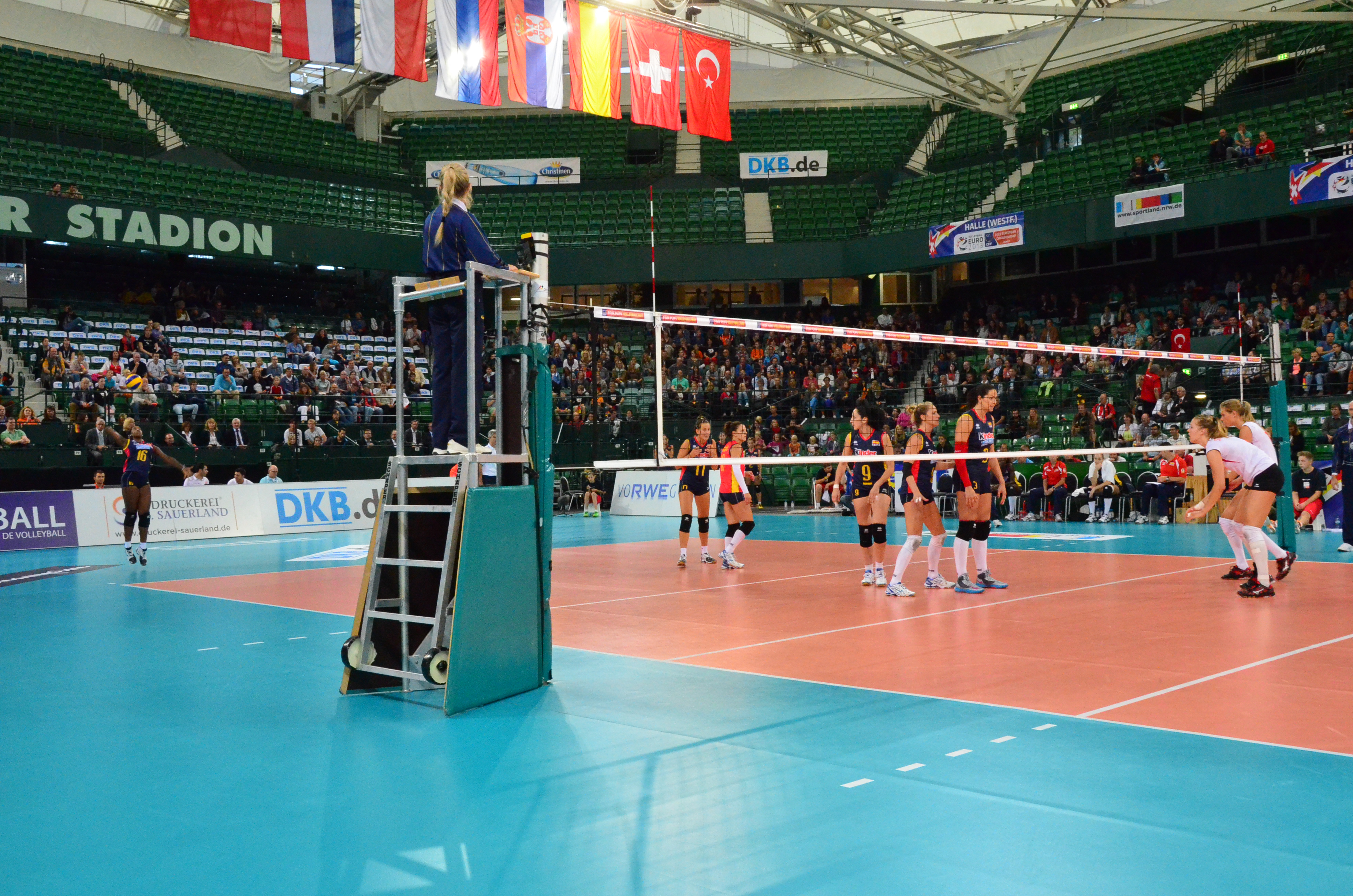
Volleybalnet
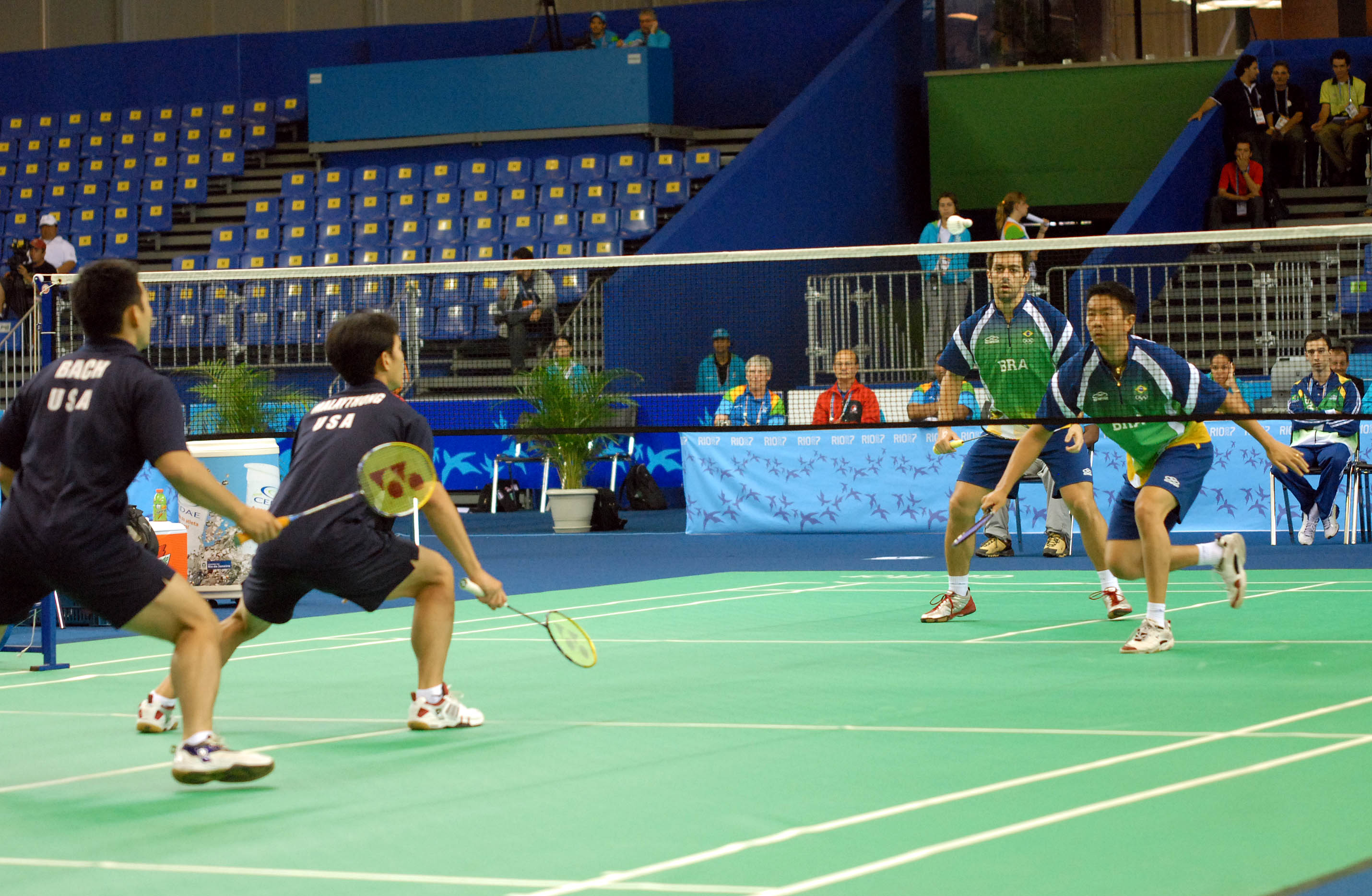
Badmintonnet
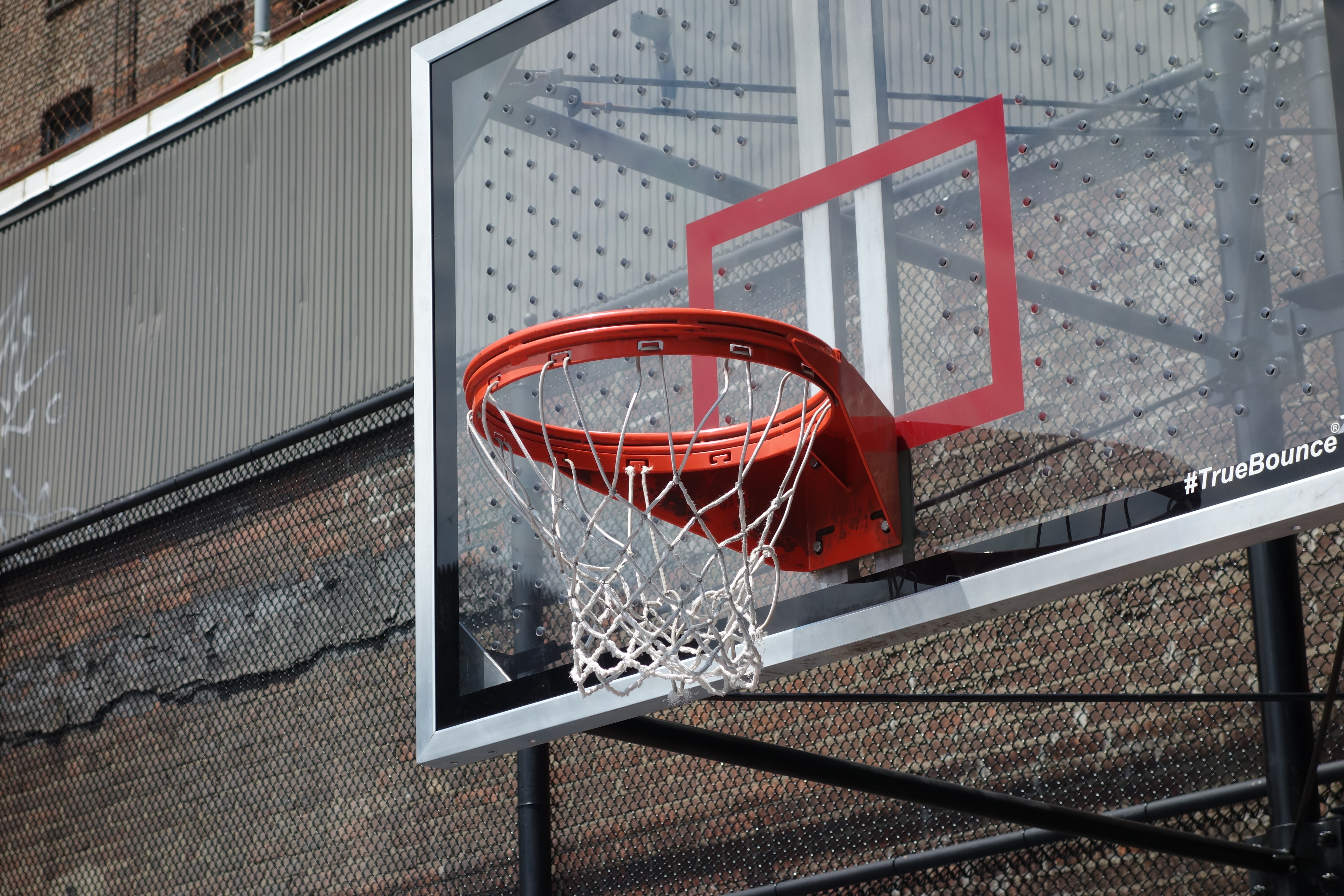
Basketbalnet
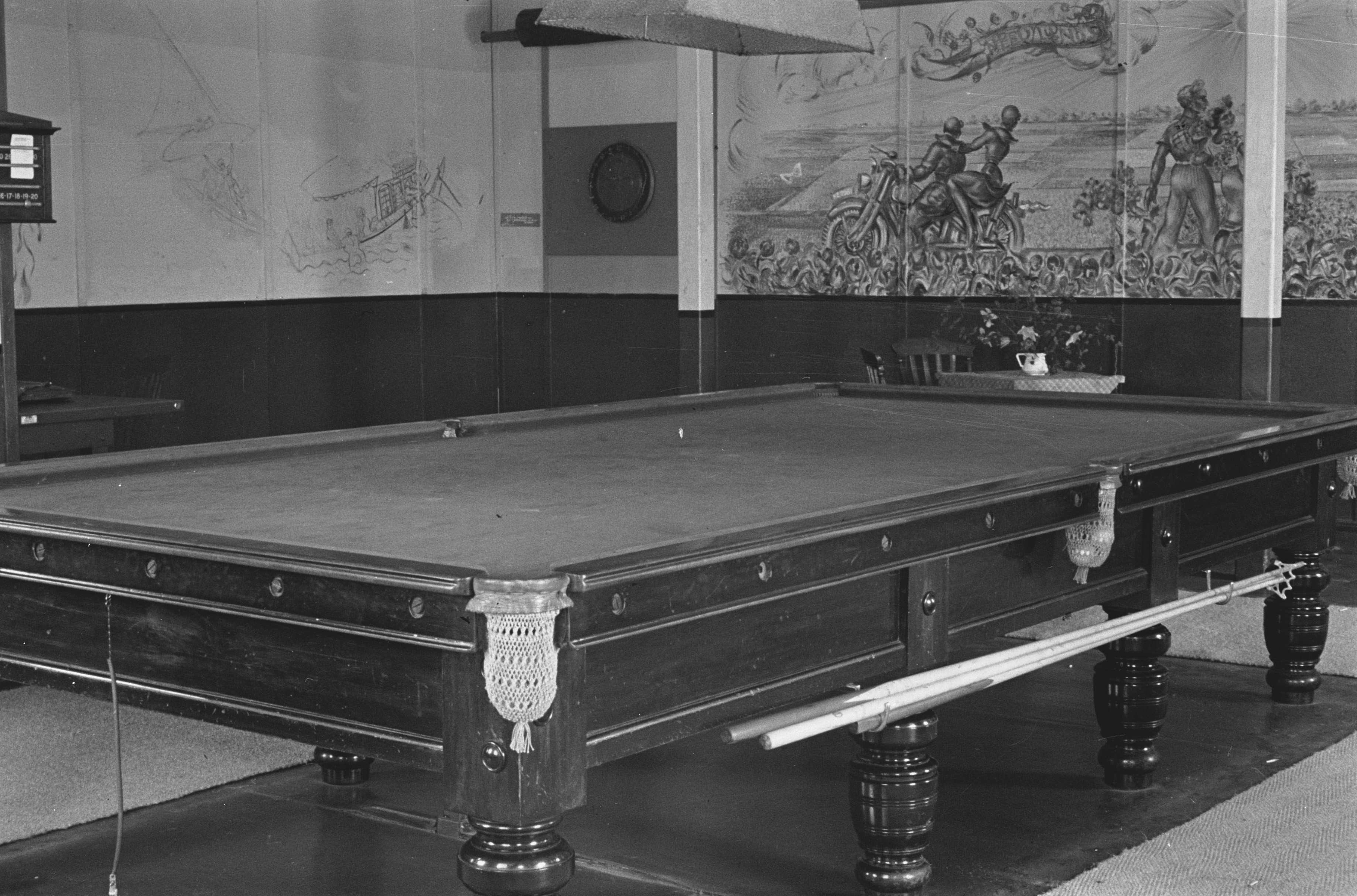
Pockets aan een snookertafel (1941)
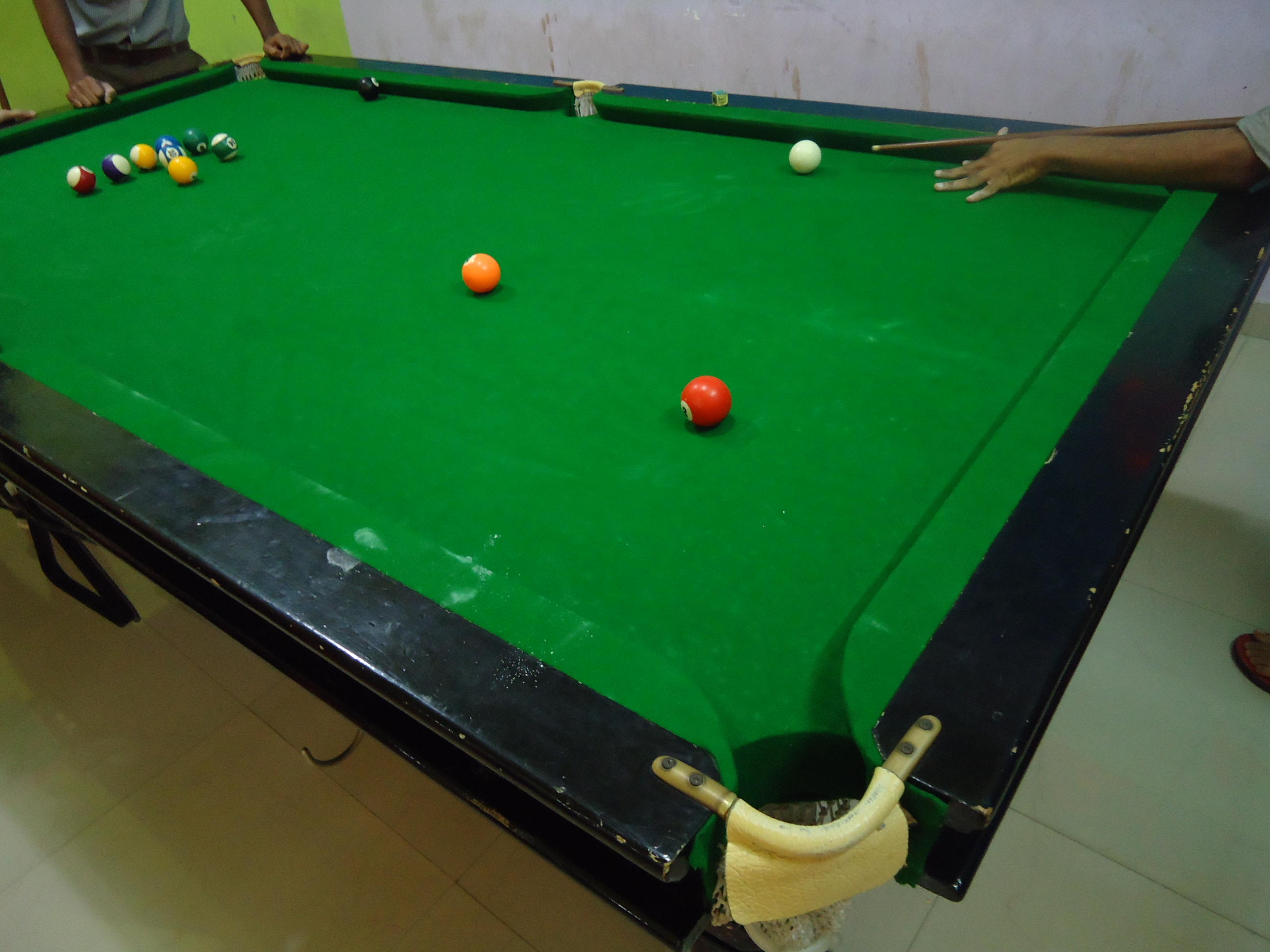
Poolbiljart met pocket
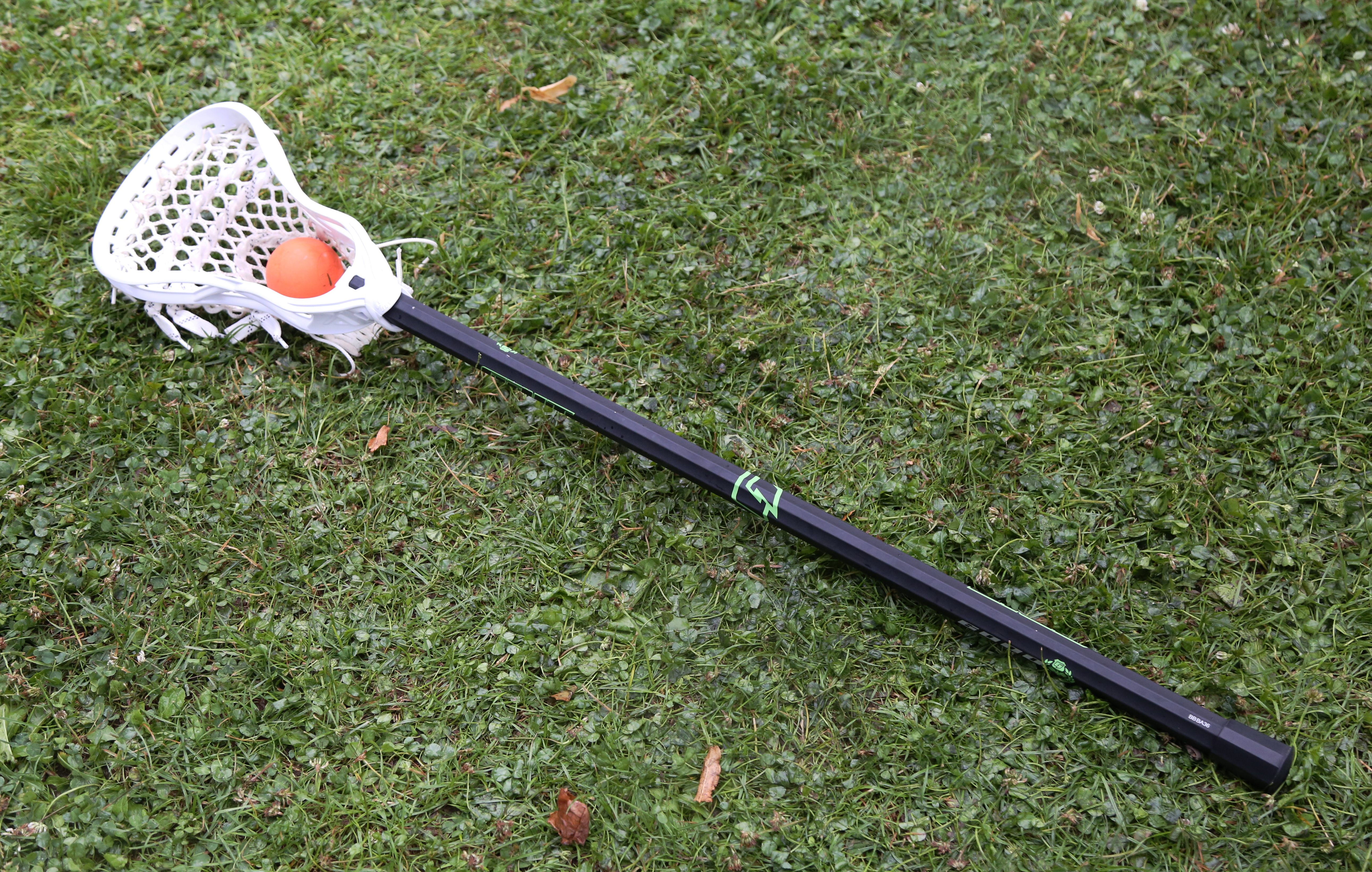
Lacrosse stick (crosse)
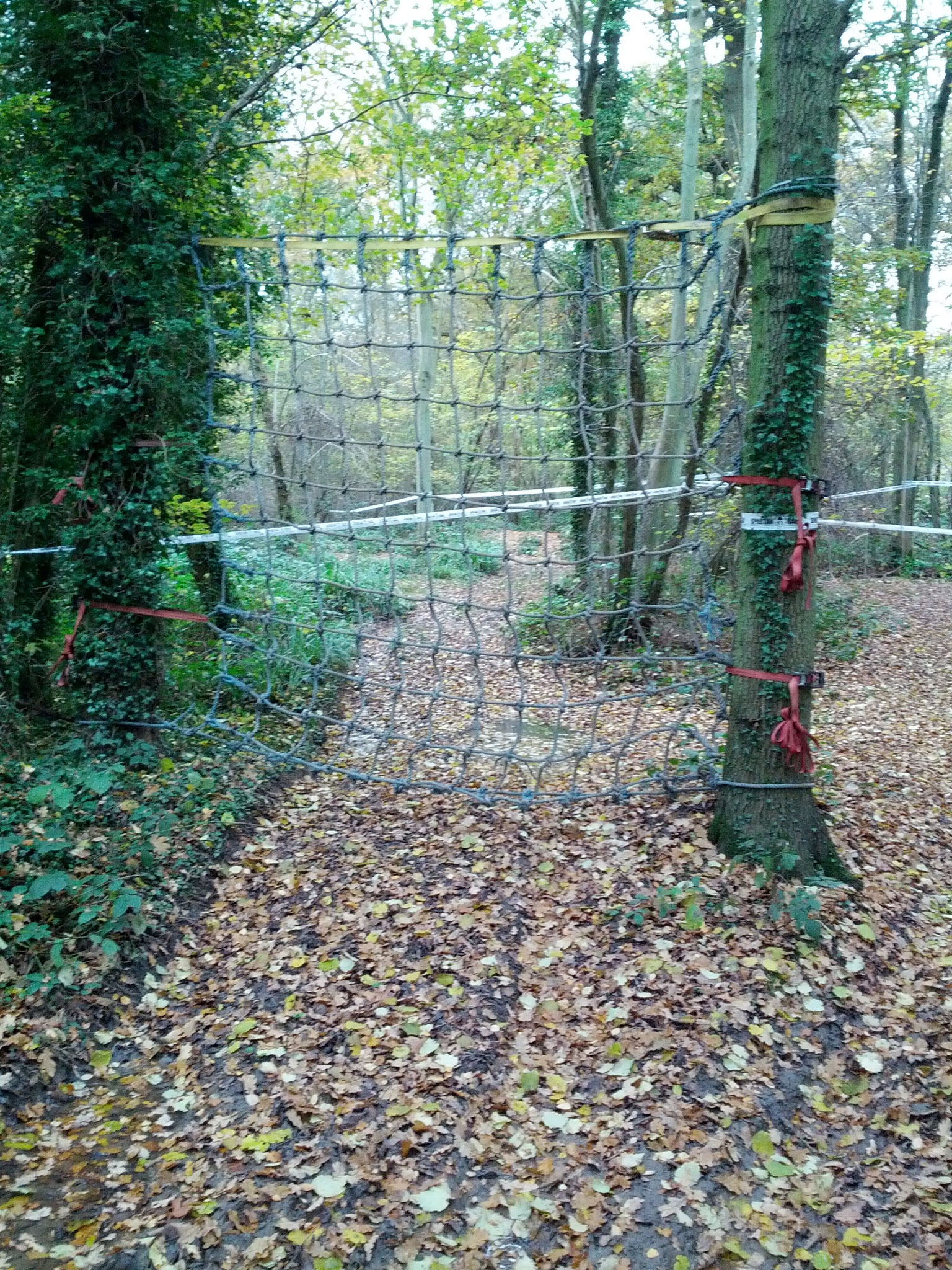
Netobstakel tijdens een obstakelloop
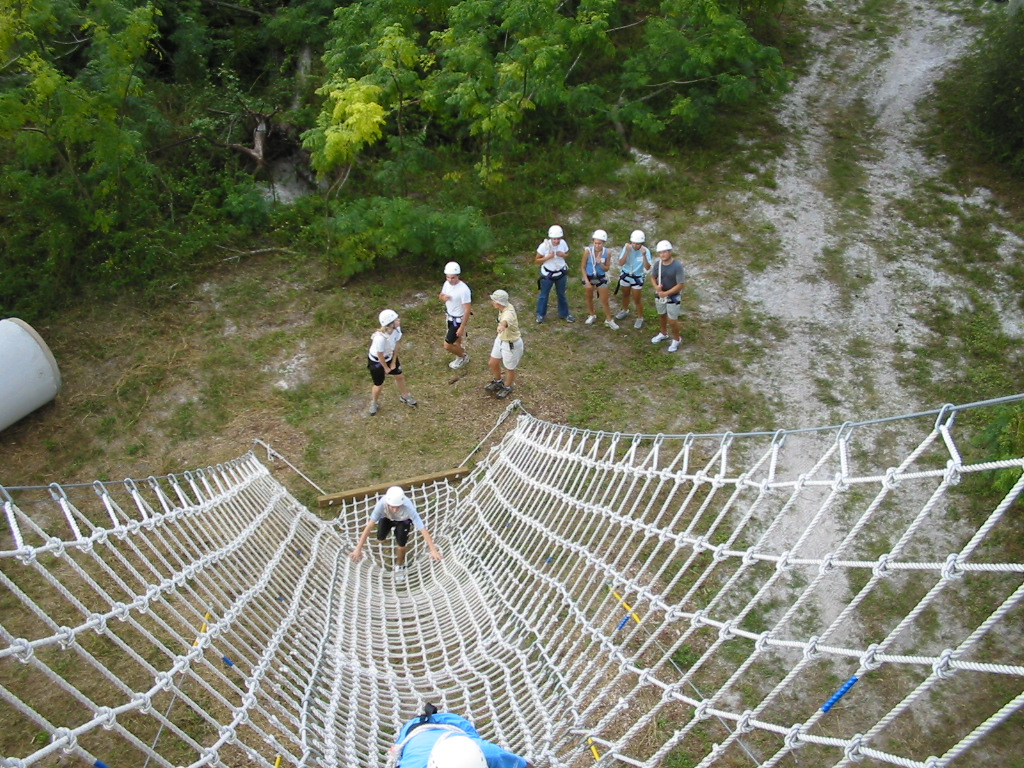
Klimnet bij een survivalrun
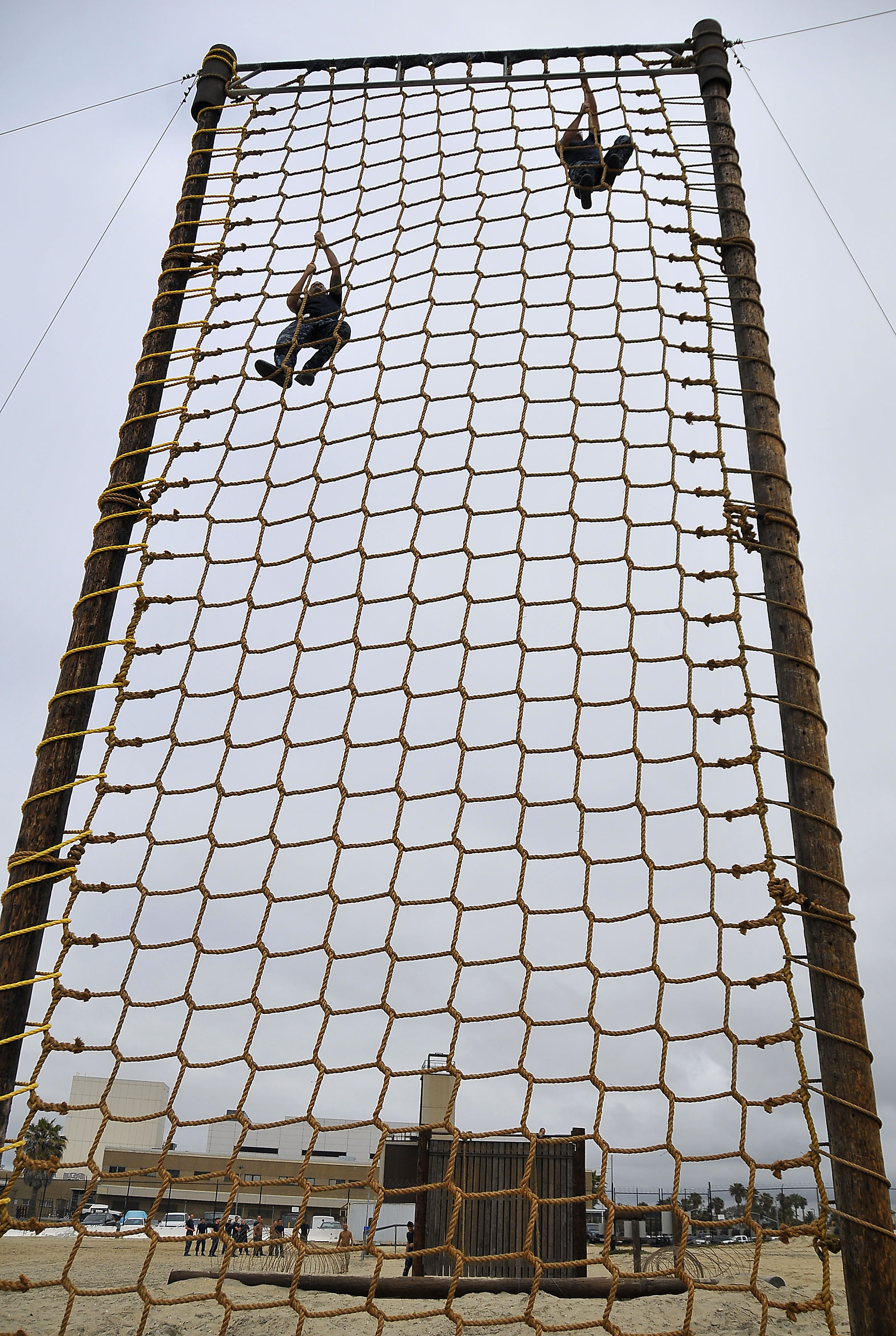
Klimnet op een militaire hindernisbaan
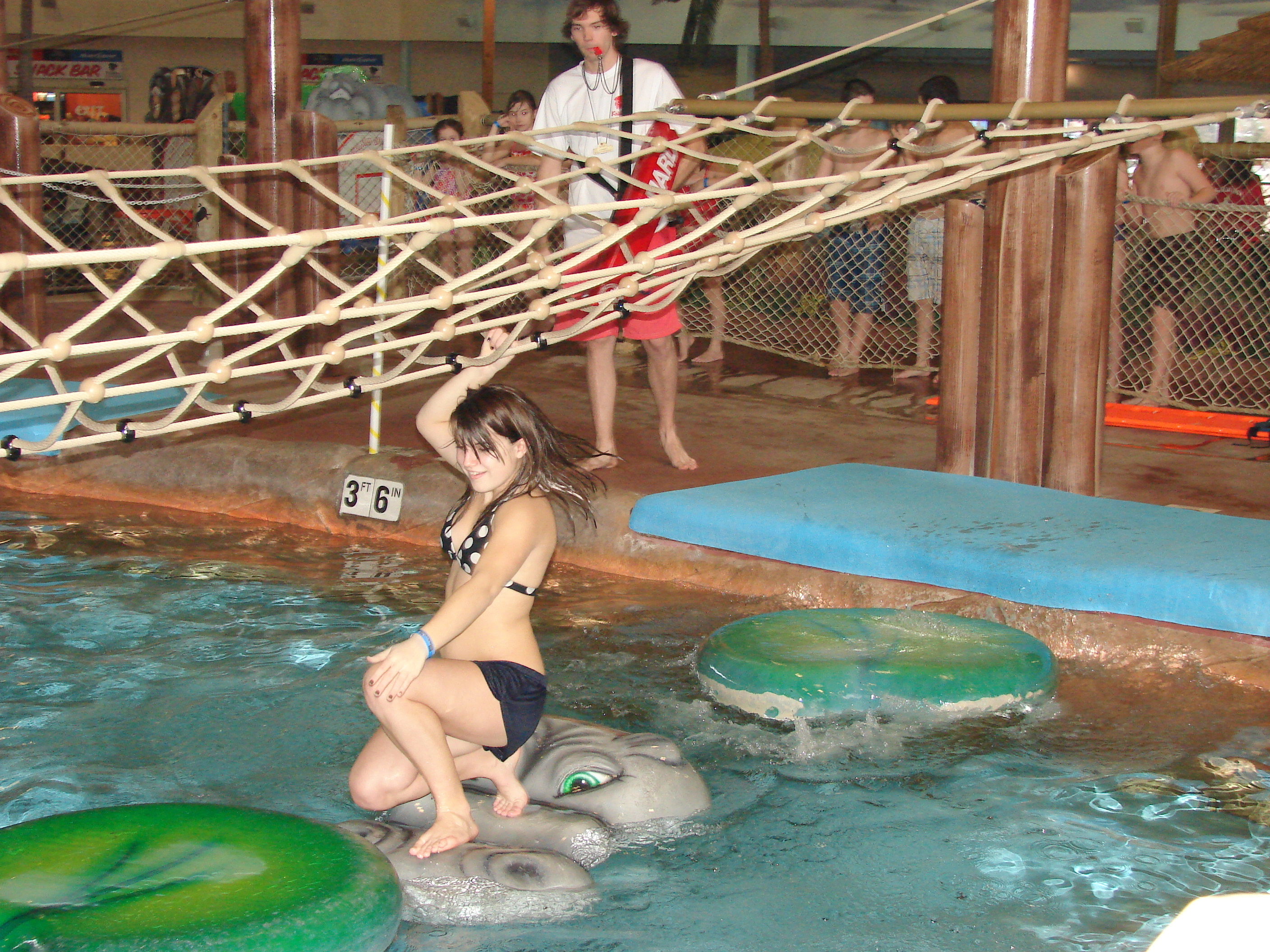
Klimnet in een zwembad
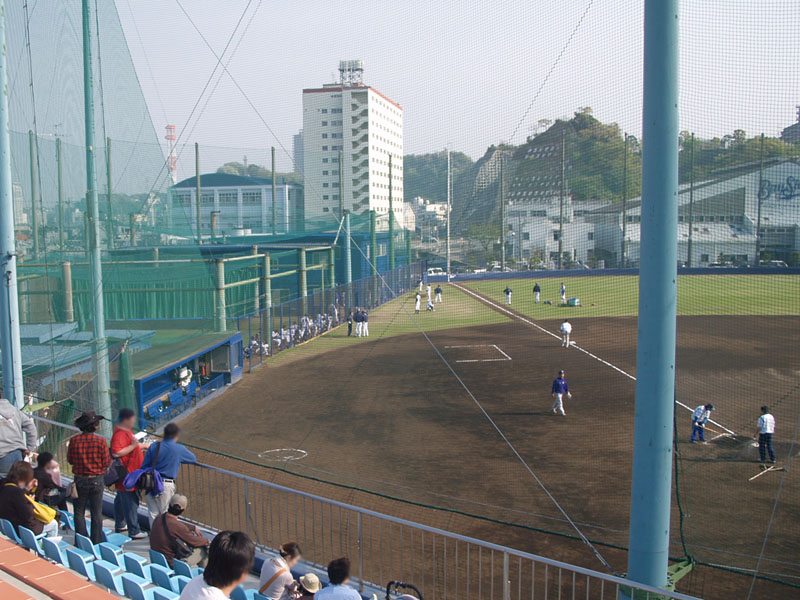
Ballenvanger in een honkbalstadion
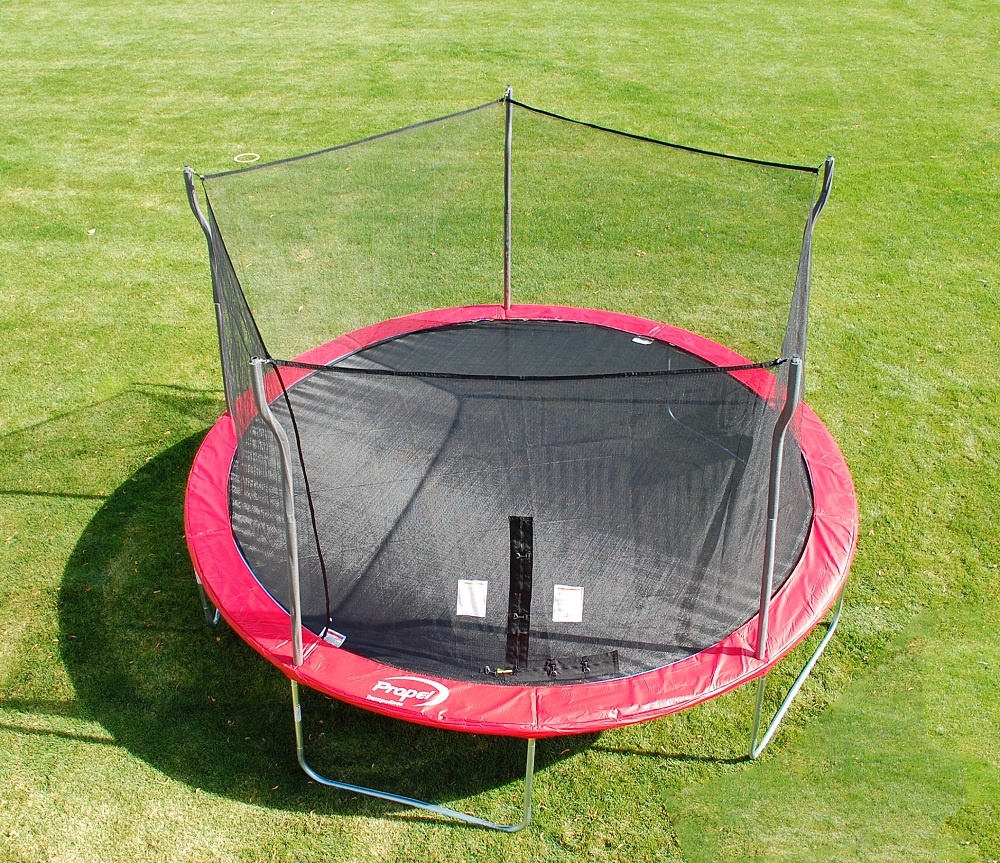
Trampoline met veiligheidsnet
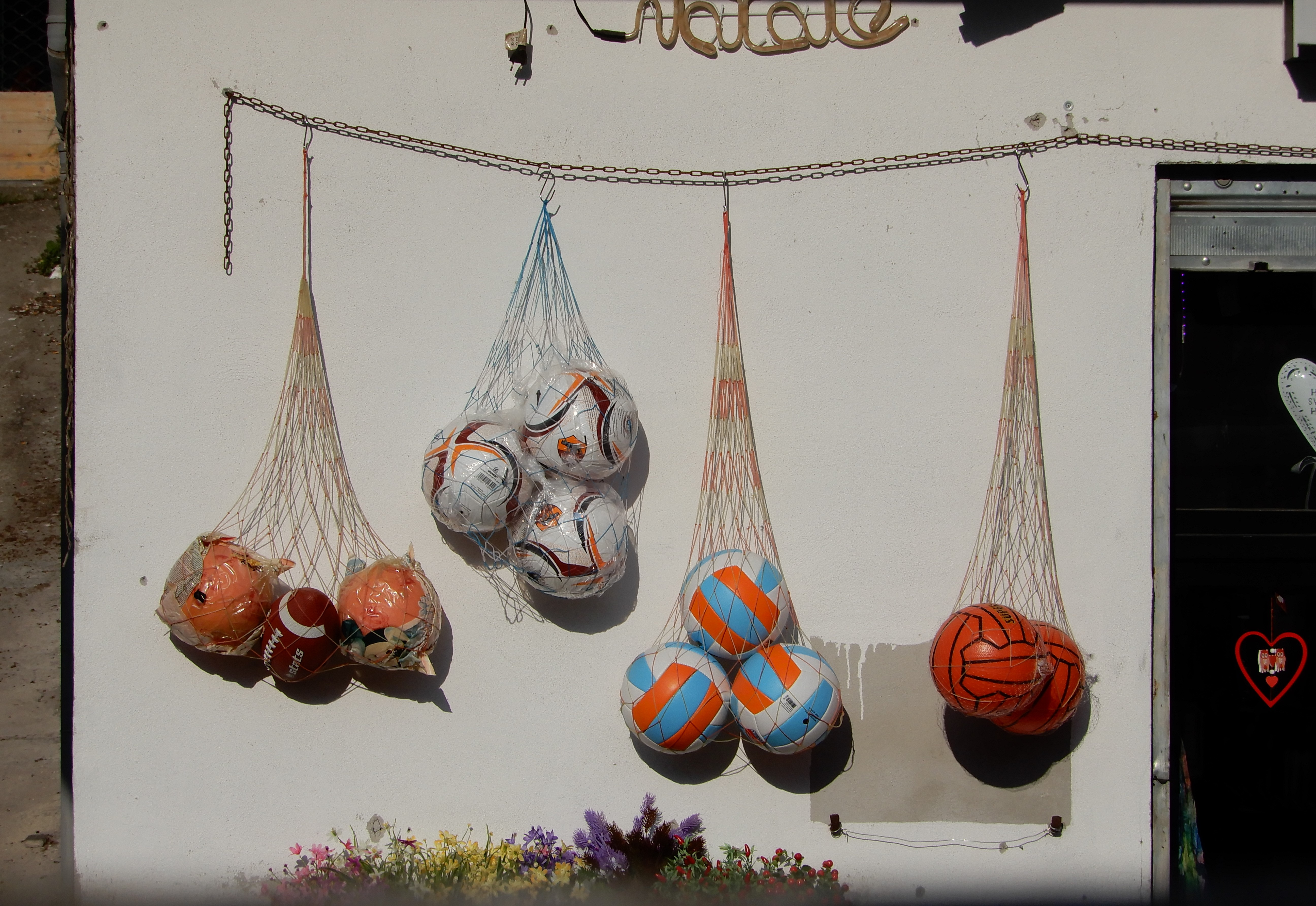
Ballen in ballennetten

### Kleding
- Netkleding, kleding van net (textiel)
  - Netkous
  - Nethemd
  - Netshirt
- Voile, netvormige stof. Tevens de naam voor netsluiers op dameshoeden.
- Haarnet, hoofddeksel van net. Ook gebruikt als onderdeel van veiligheidskledij, om te voorkomen dat hoofdharen in machines komen, en als hygiënekledij, bv in ziekenhuizen, bij bedrijfsmatige voedselbereiding, farmaceutische, elektronische- en computerindustrie (cleanrooms).
  - Baardnet, hygiënekledij in bv cleanrooms

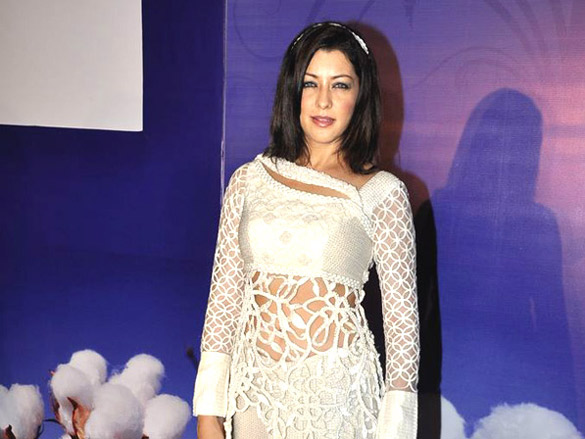
Mode gemaakt van netwerk
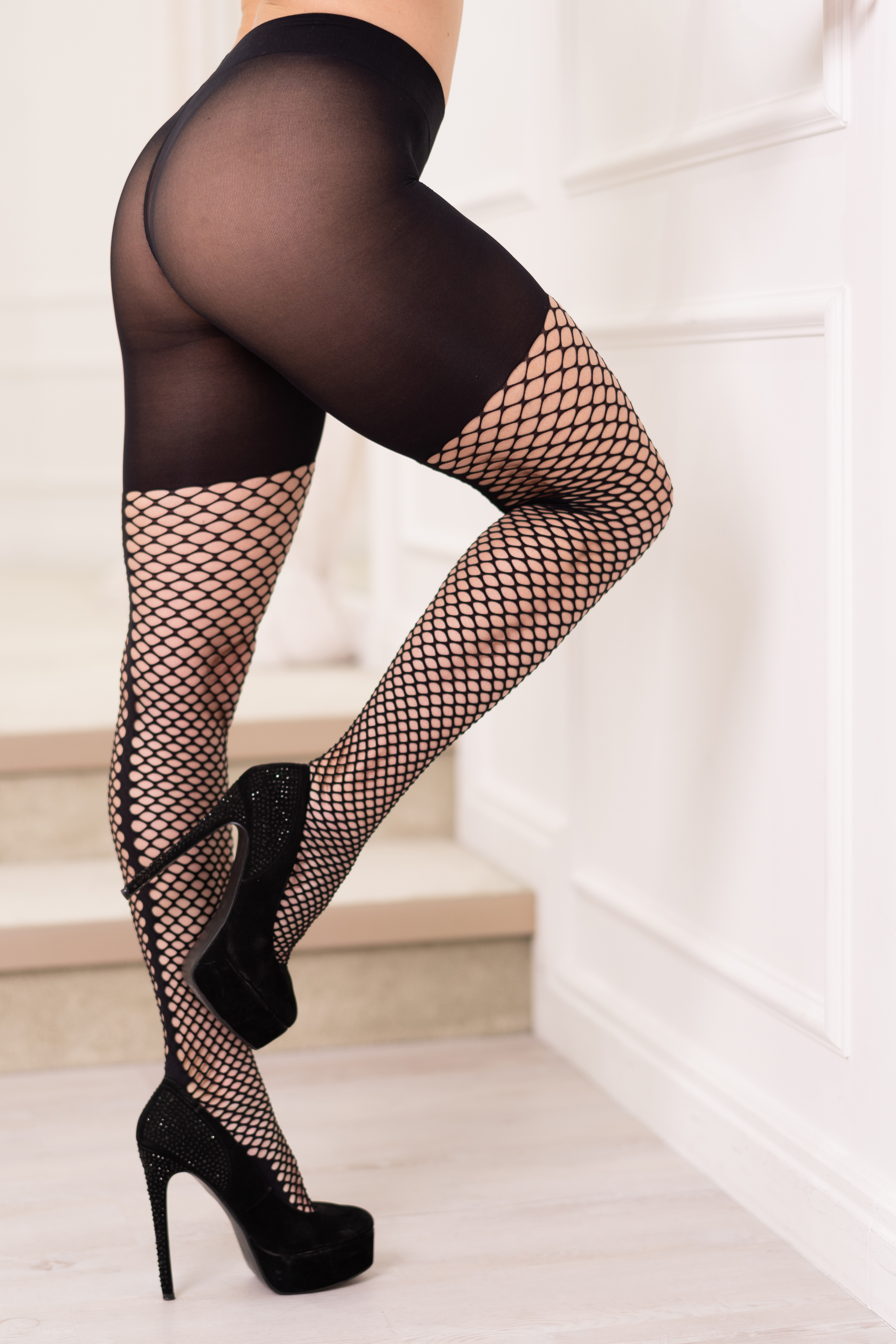
Netkous met grove structuur en naad
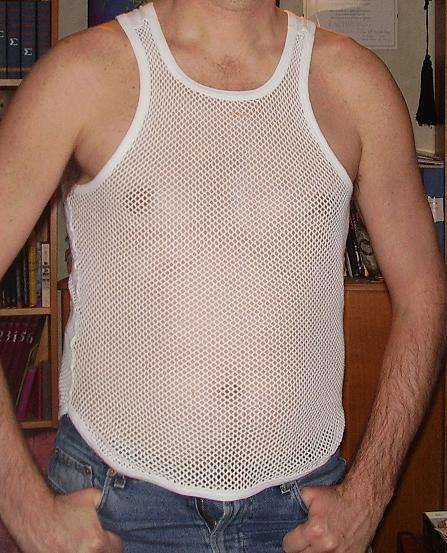
Nethemd
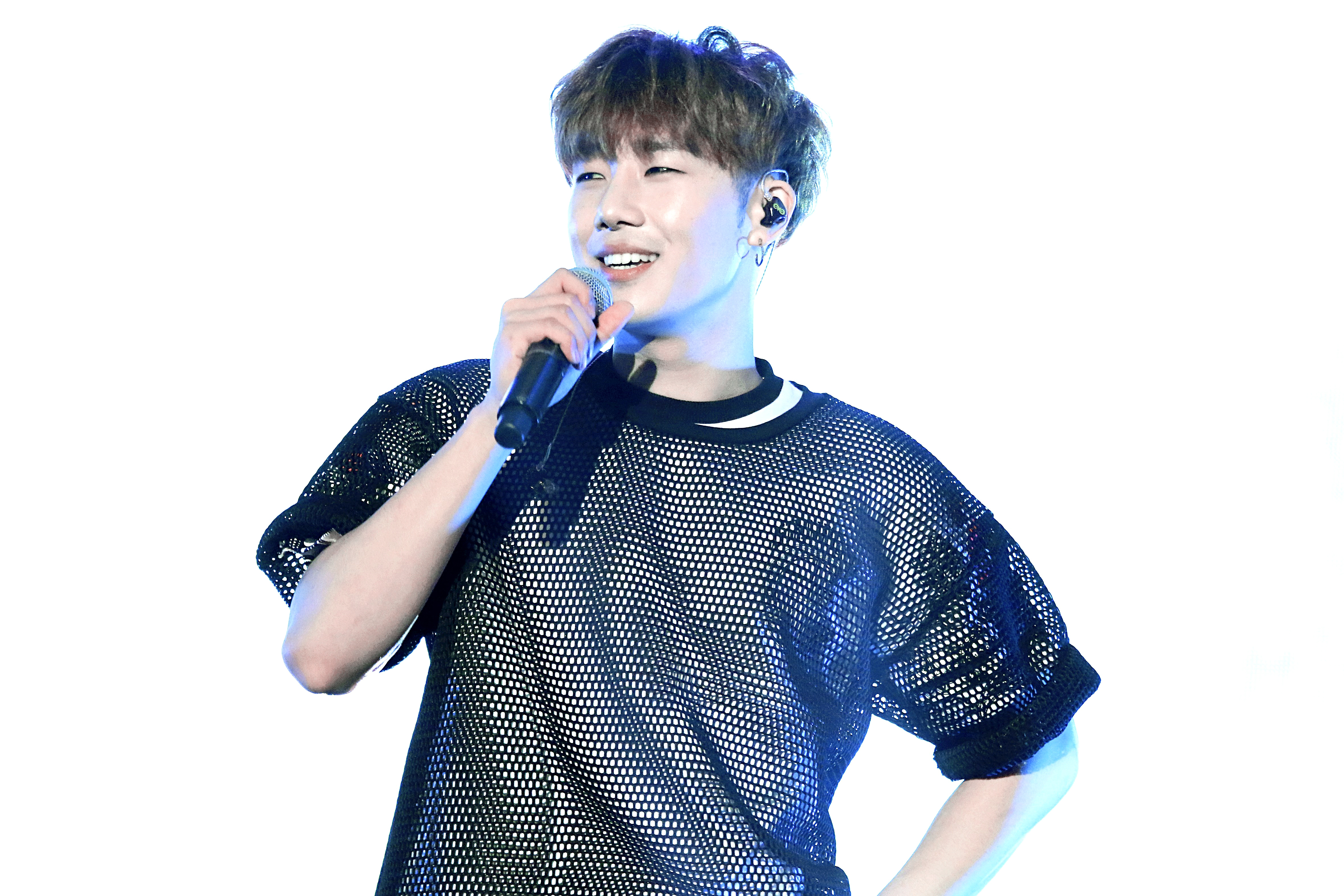
Netshirt
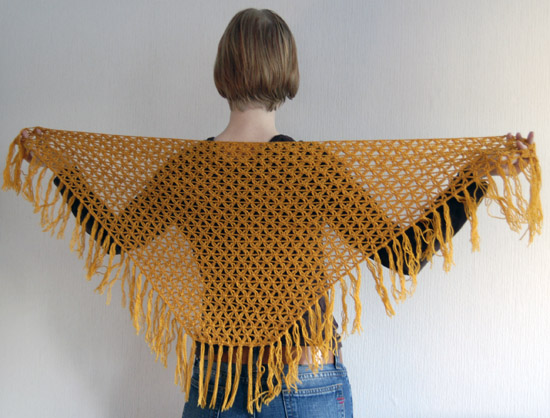
Gehaakte netshawl
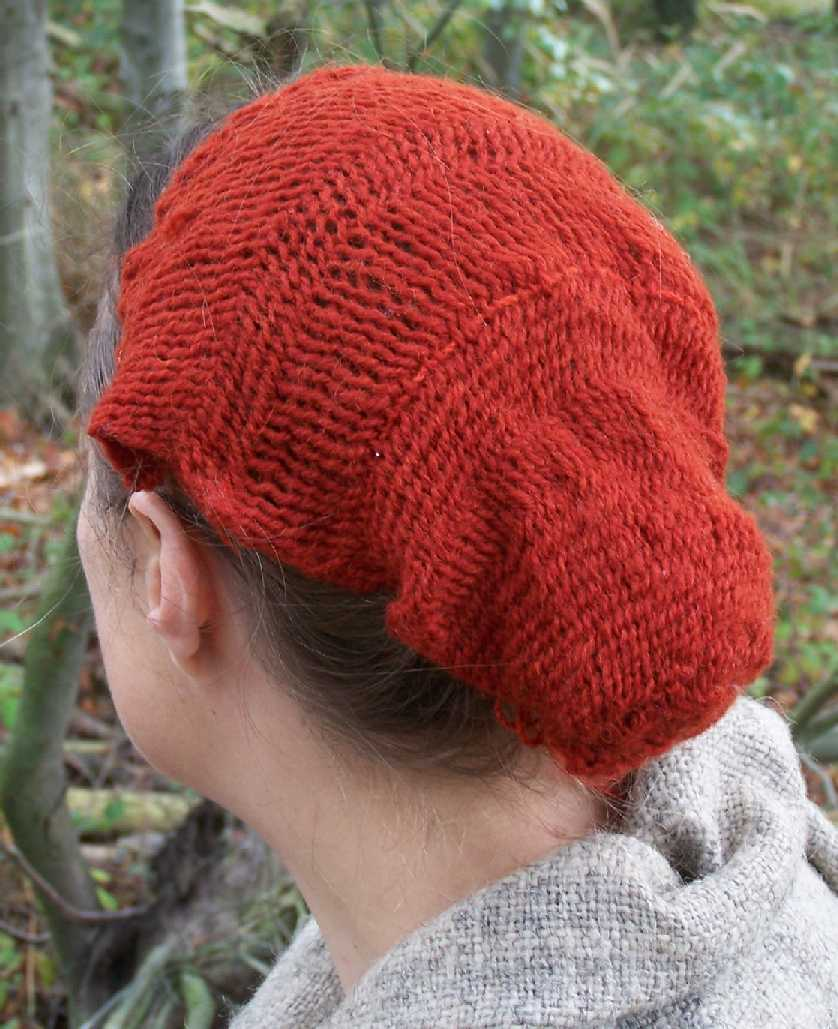
Haarnet van ca. 1400 vC (reconstructie naar de Deense Bredmos-vrouw uit Arden (veenlijk) )
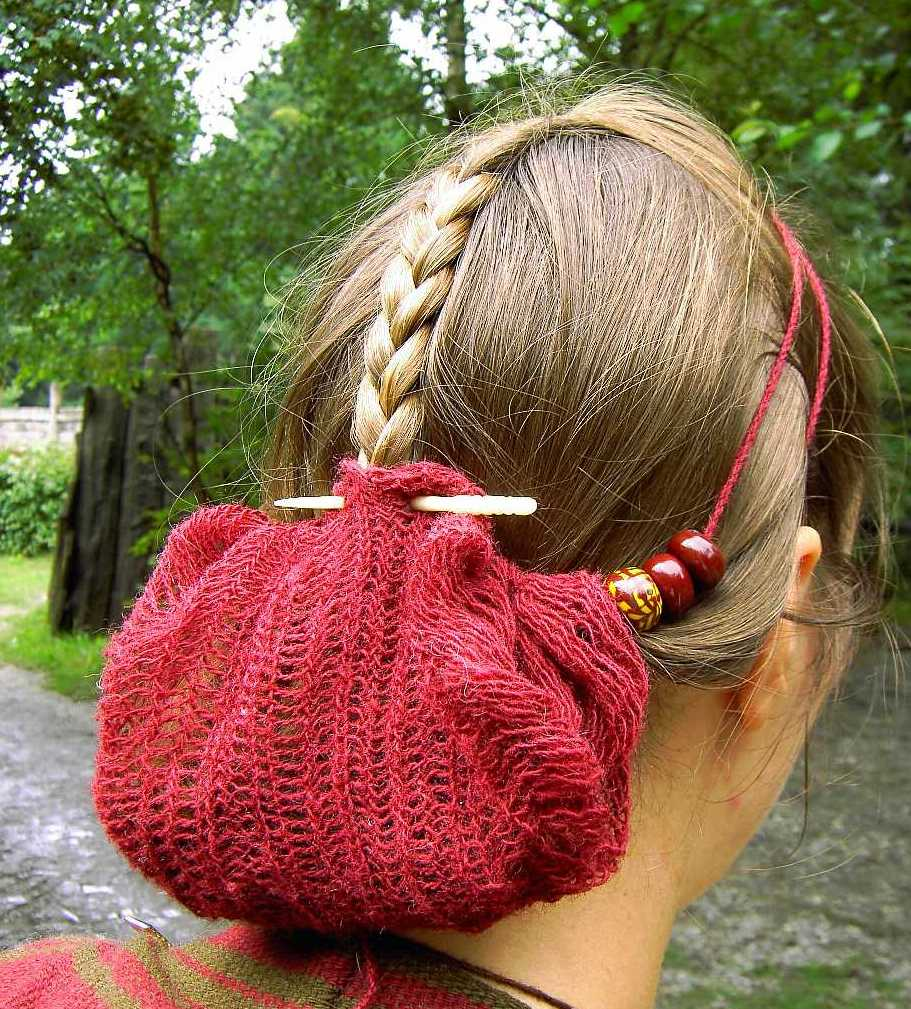
Saksisch haarnet (ca. 6e eeuw, reconstructie)
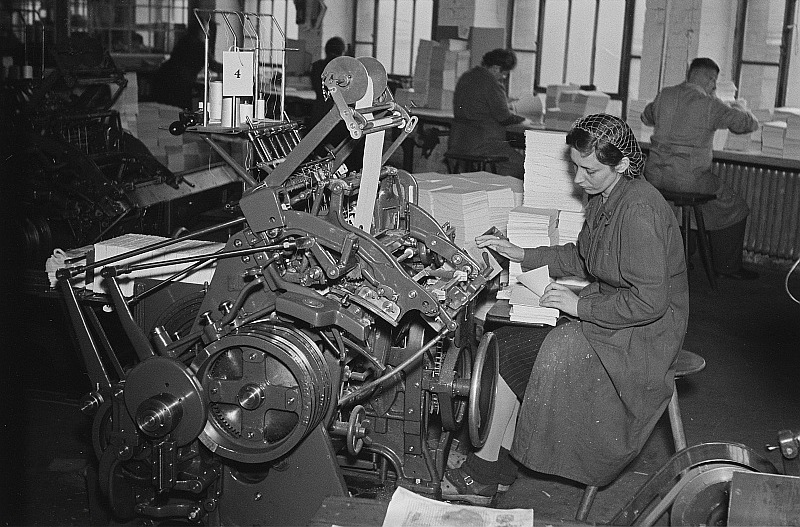
Arbeidster met haarnet in een drukkerij
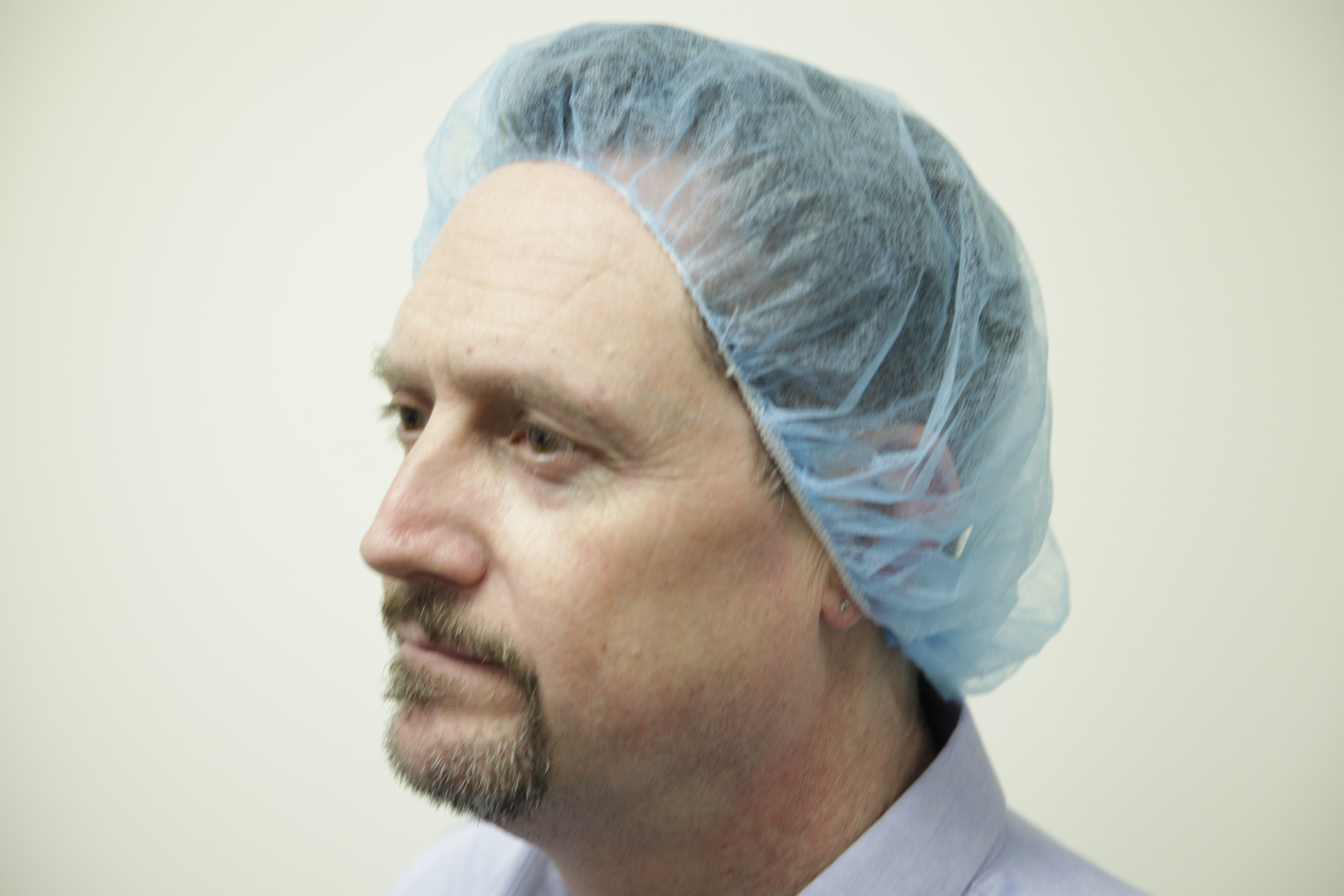
Medisch haarnetje
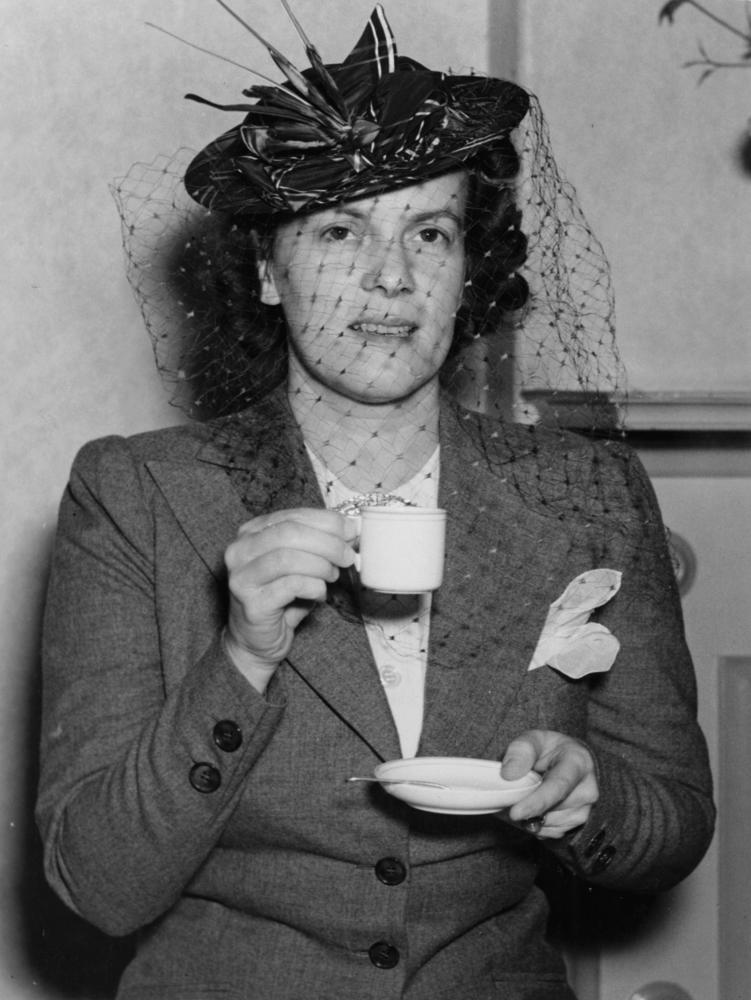
Dameshoed met voile

### Verpakken
- Verpakkingnetje, klein net gebruikt in detailhandel voor groente en fruit, bv citrusvruchten en uien.
  - Sinaasappelnet (nylon)[15]
- Netzak, groot verpakkingsnet, o.a. gebruikt voor aardappels, uien en houtblokken[16]
- Kerstbomennet
- Schuimnet, netvormig hoesje van EPE, gebruikt ter bescherming van fruit enwijnflessen.

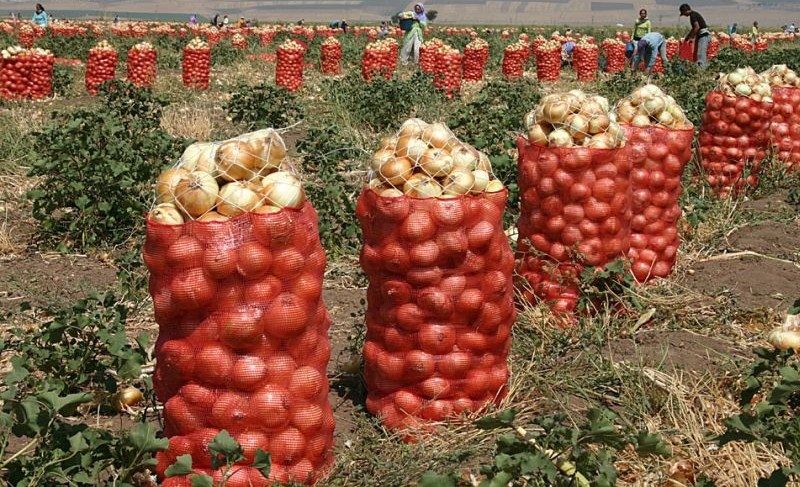
Uien in netzak
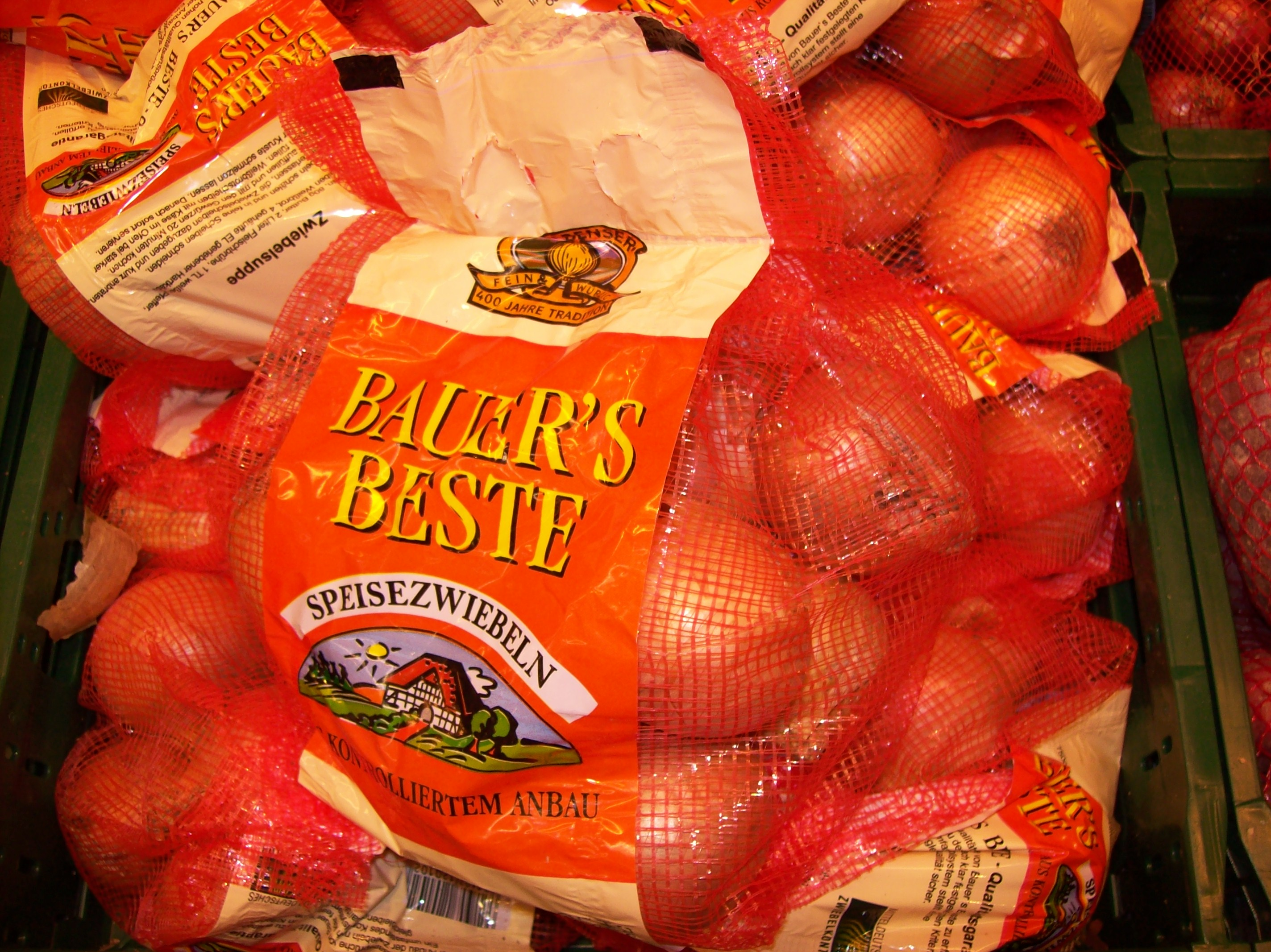
, uien in netzak
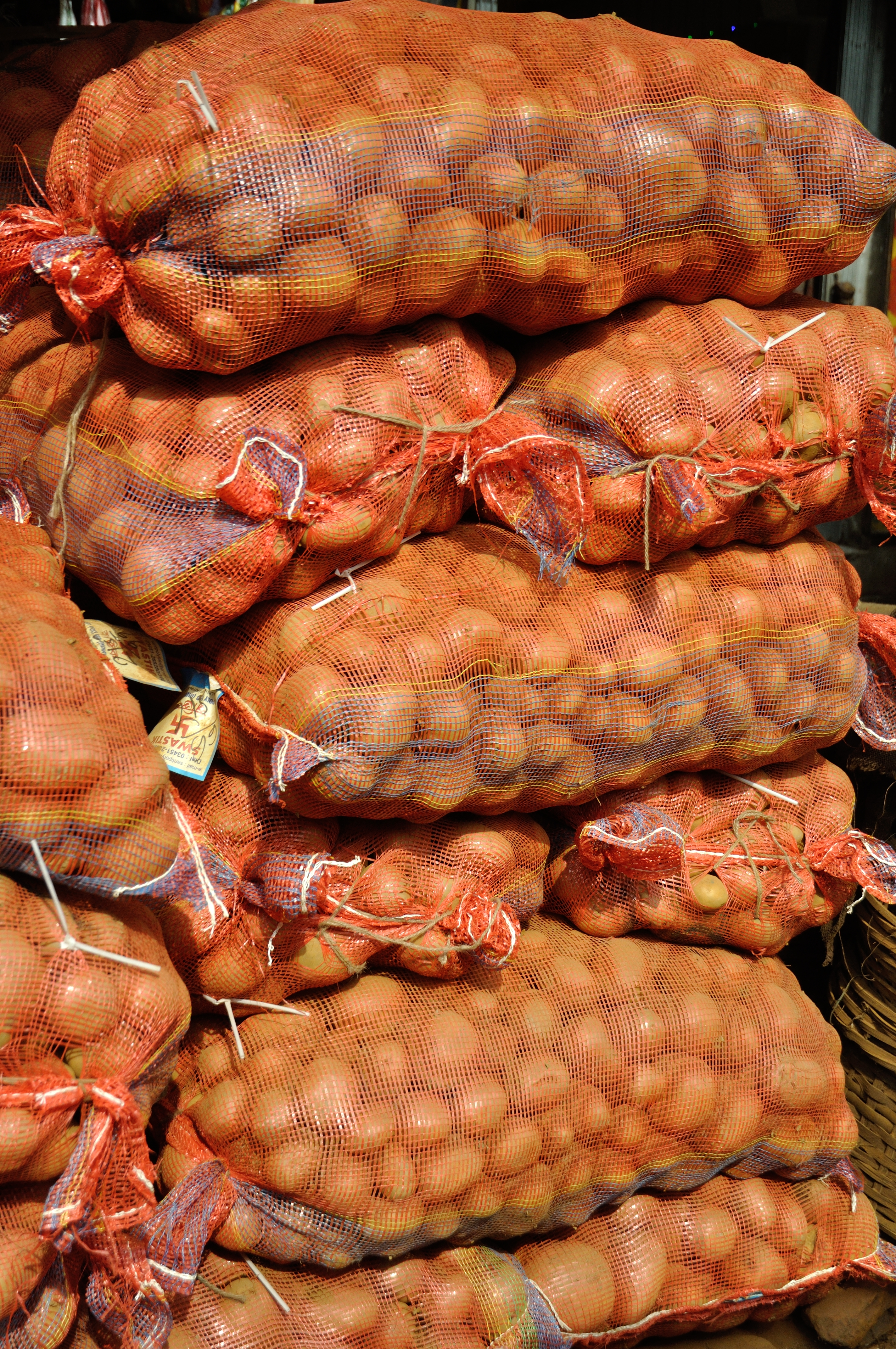
Aardappels in netzak
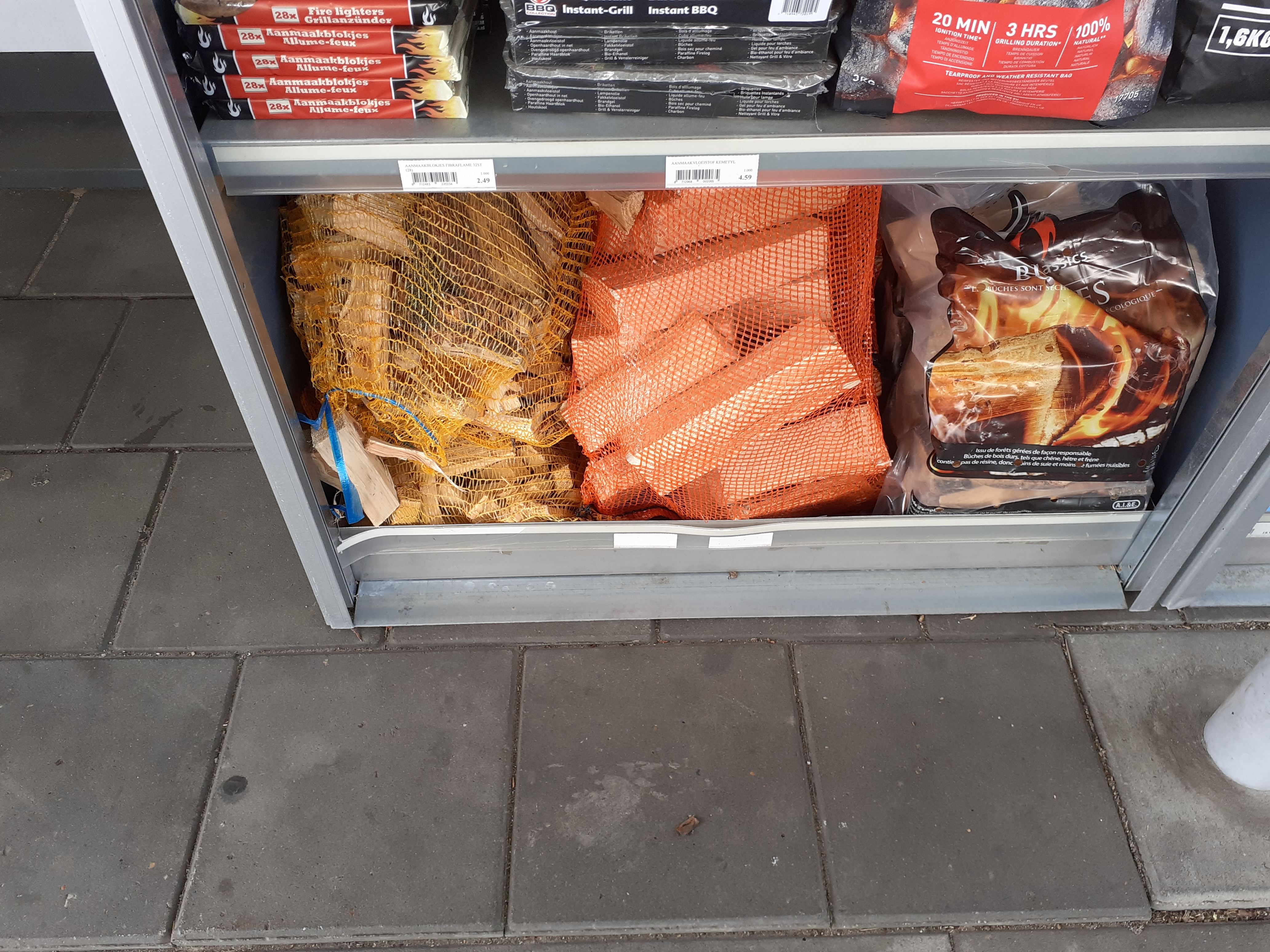
Brandhout in netzak
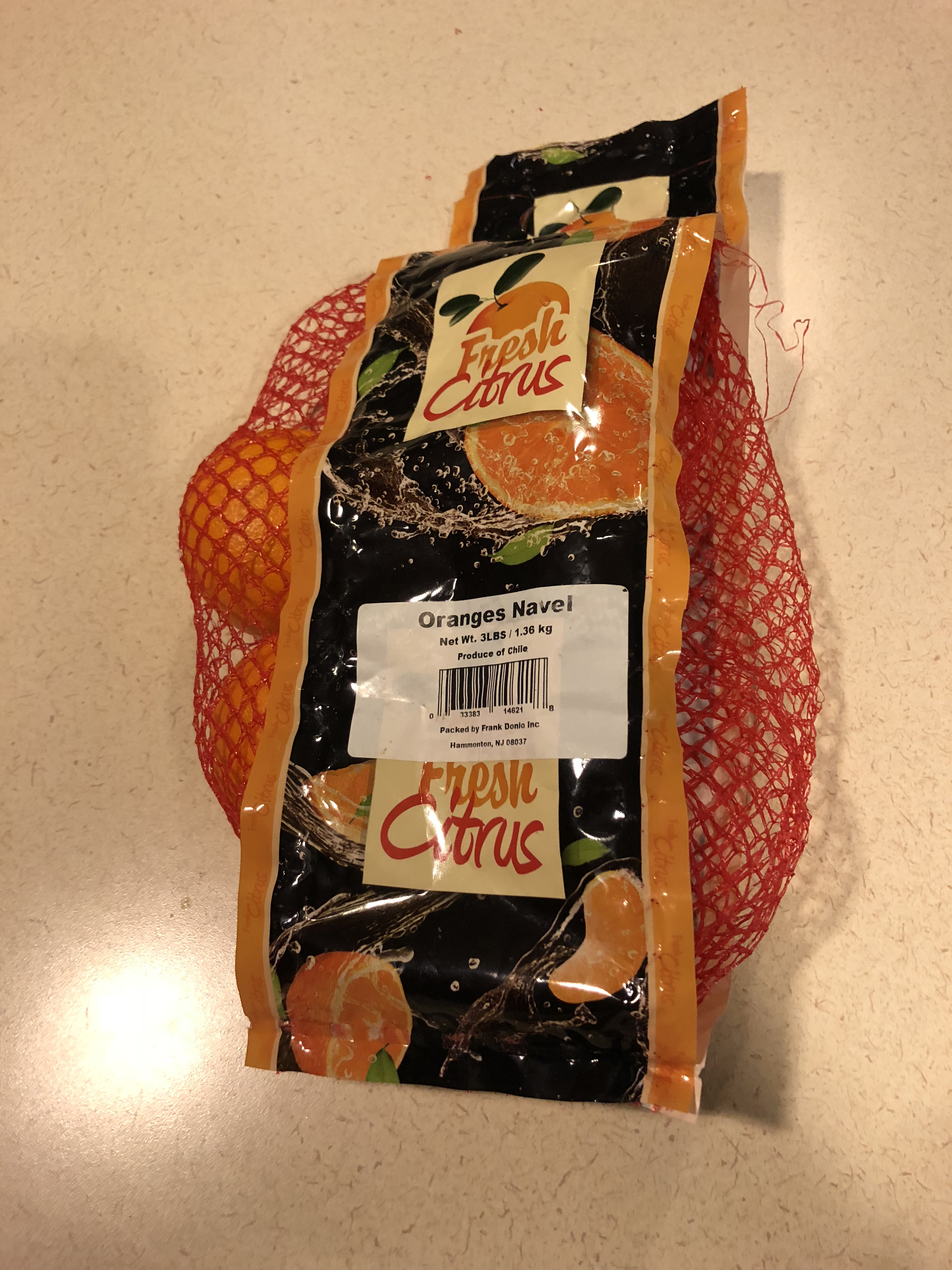
Sinaasappels in een net
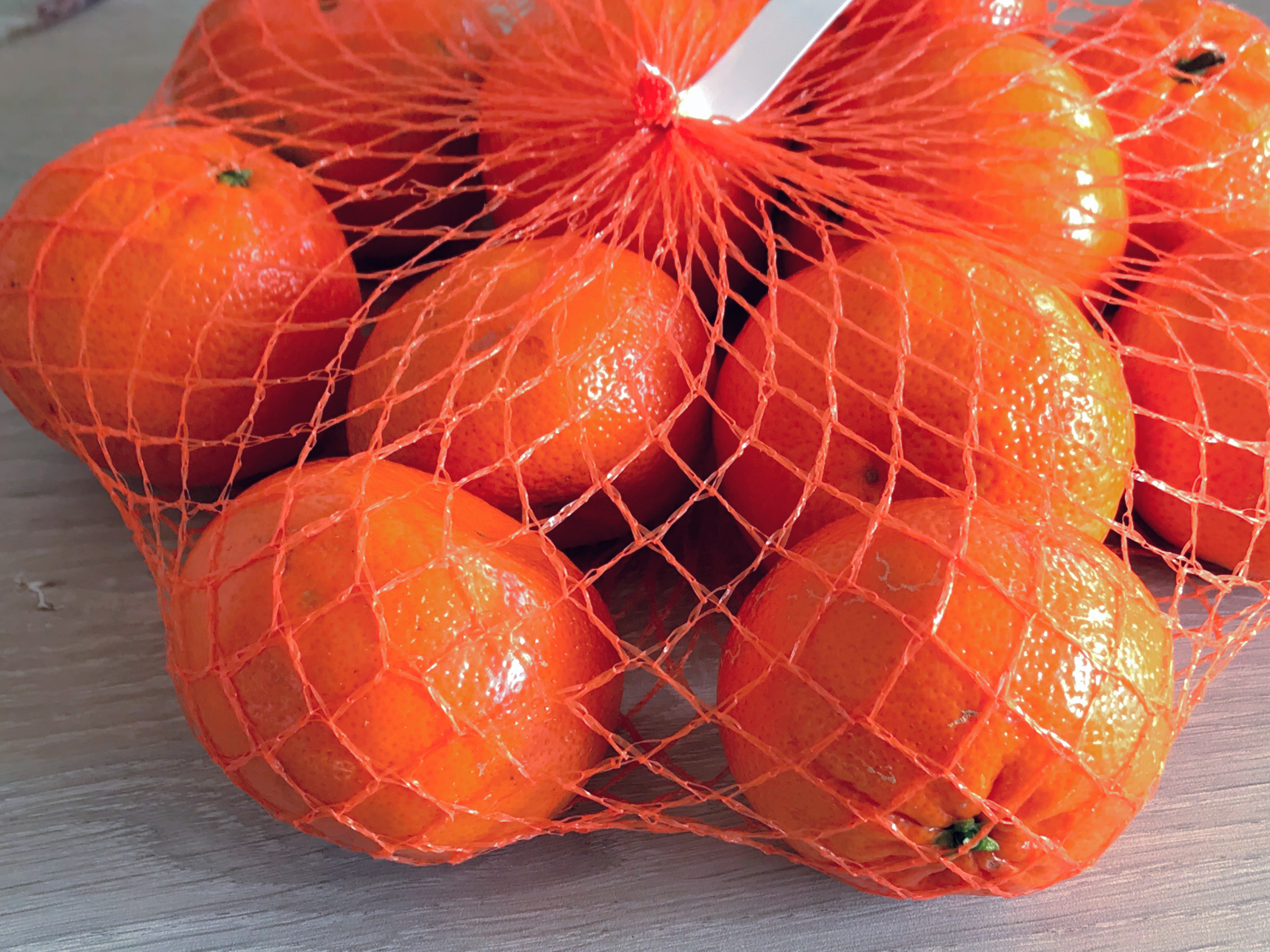
Mandarijnen in een net
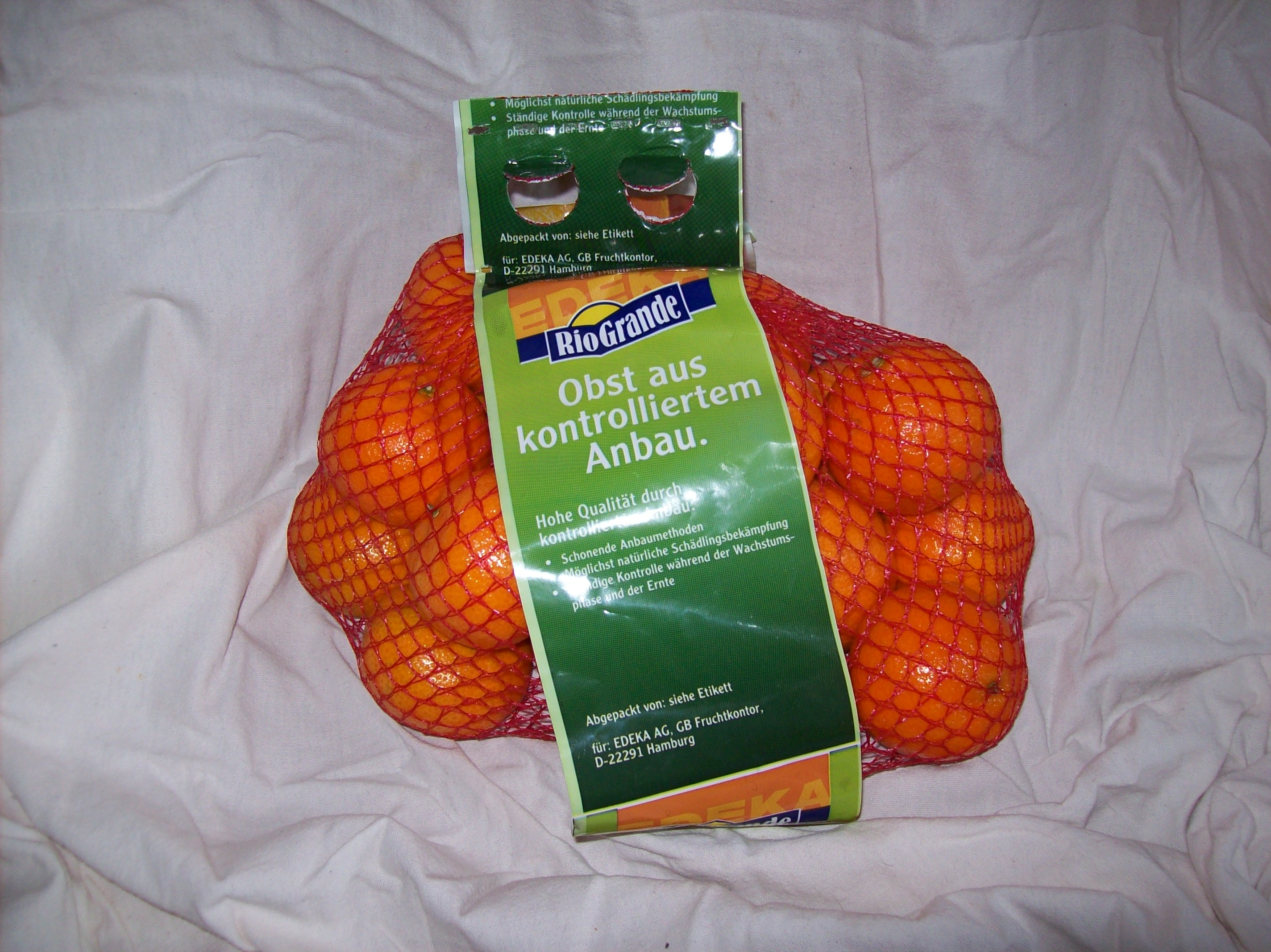
Clementines in een net
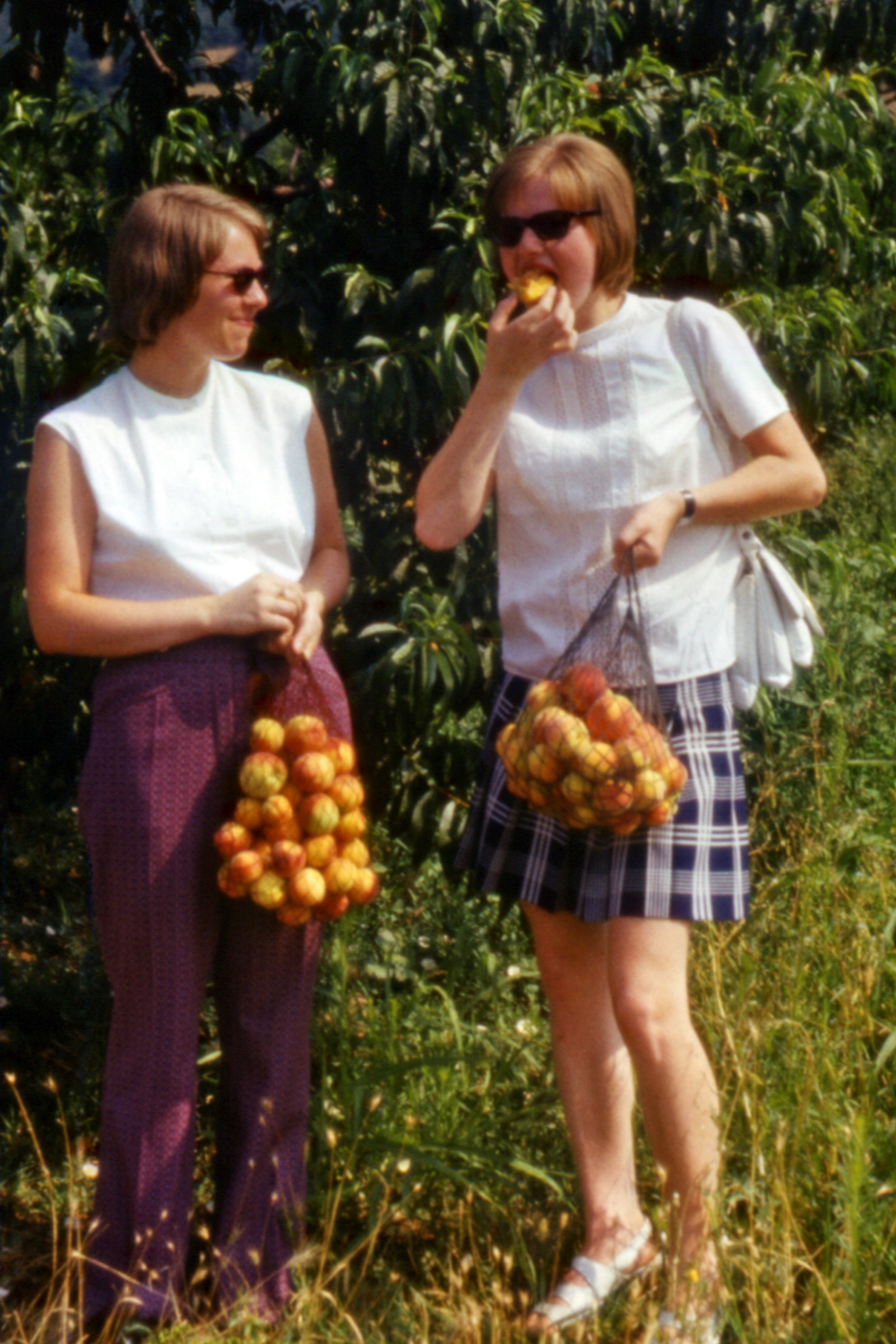
Vrouwen met perziken in een net (1974)
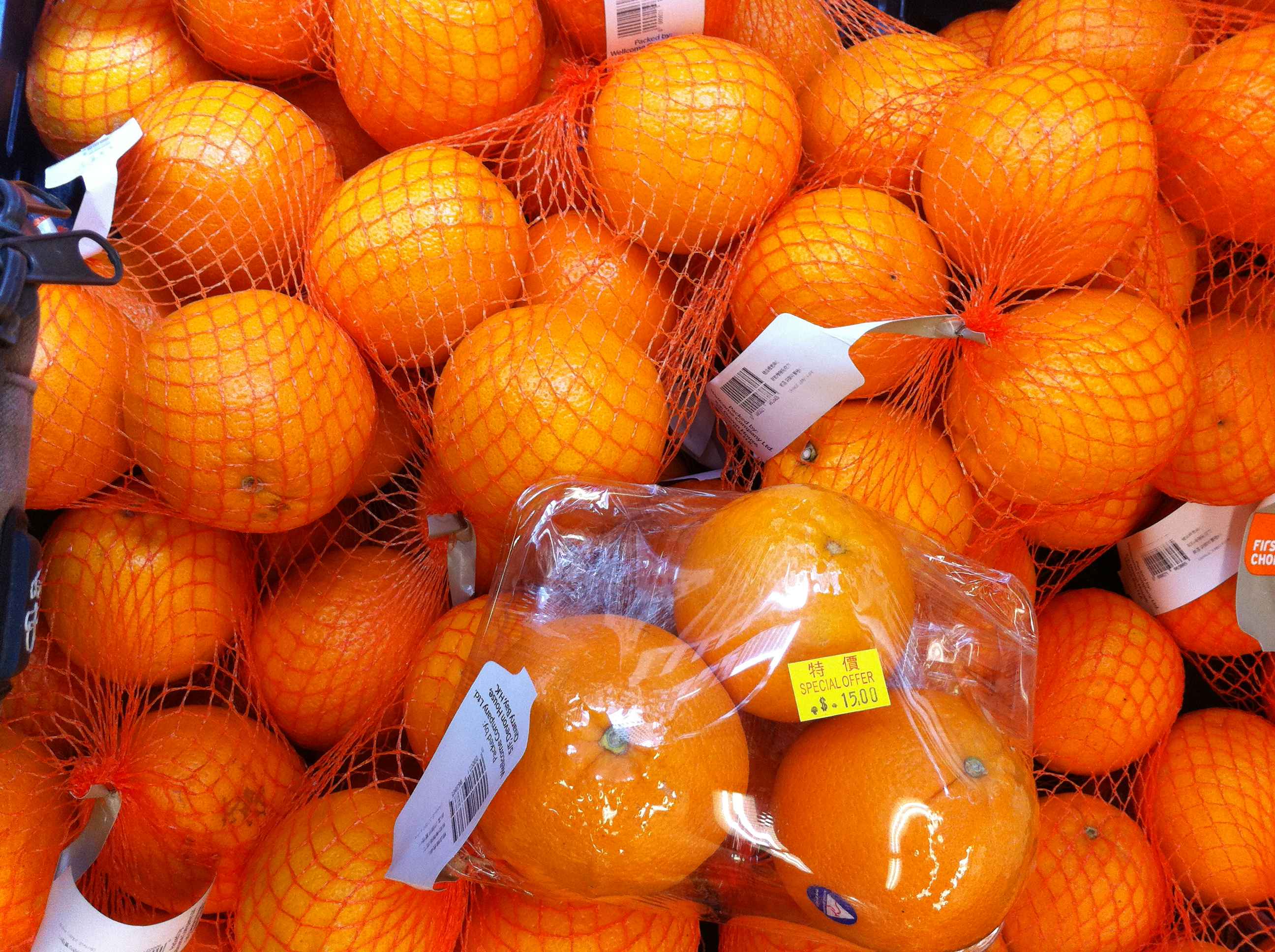
Sinaasappelnet
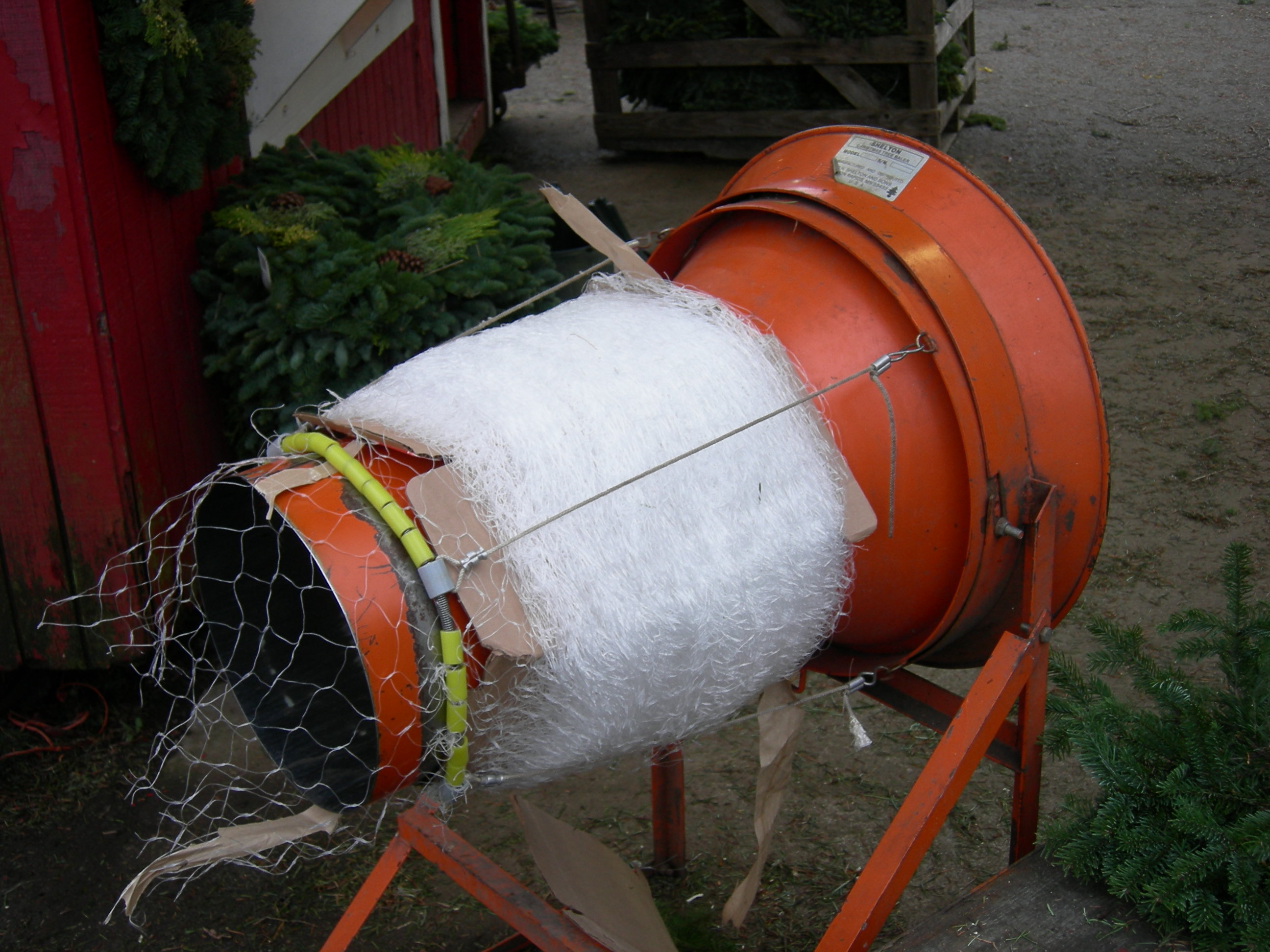
Netmachine voor het verpakken van kerstbomen
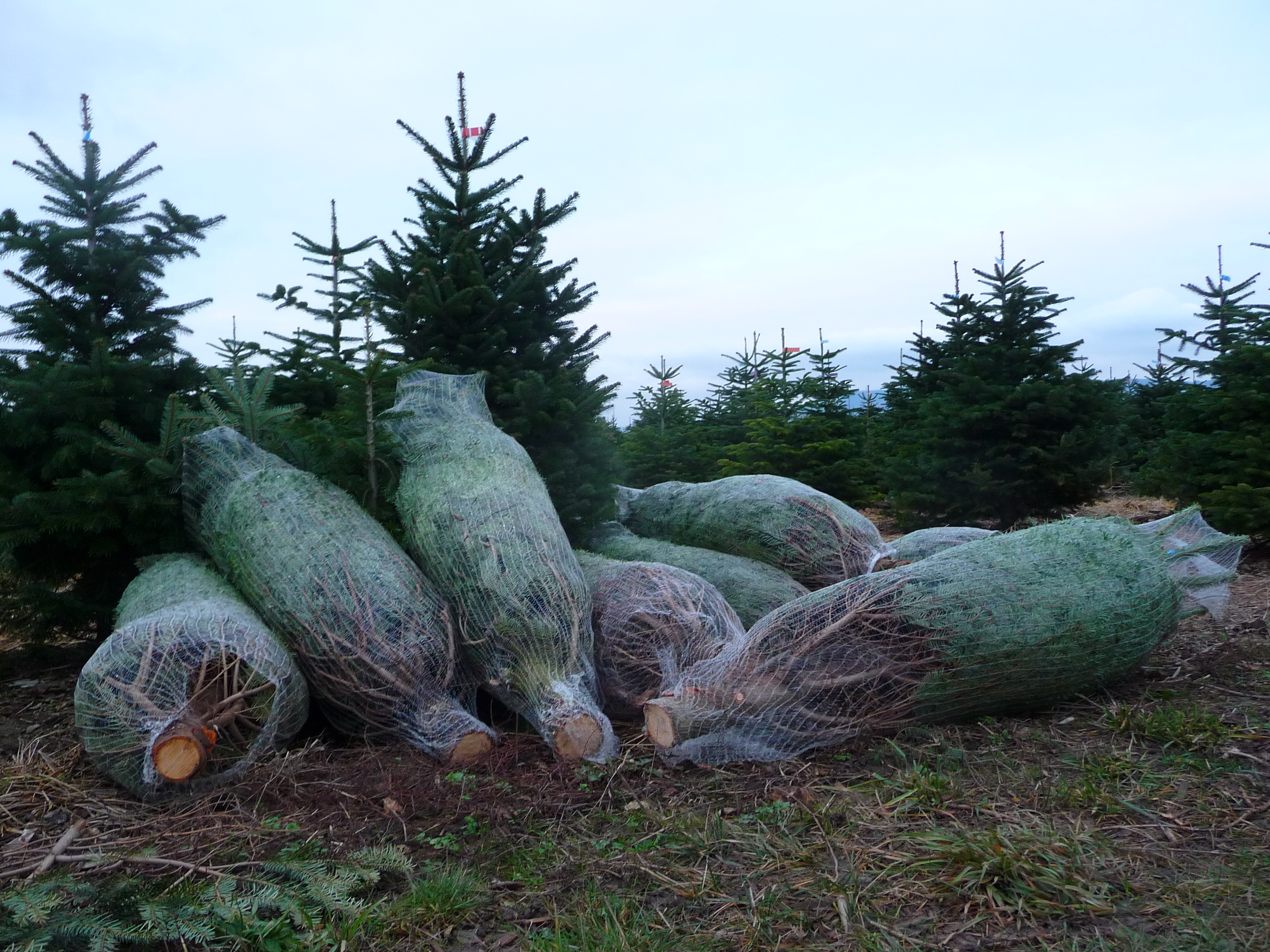
Kerstbomen in net
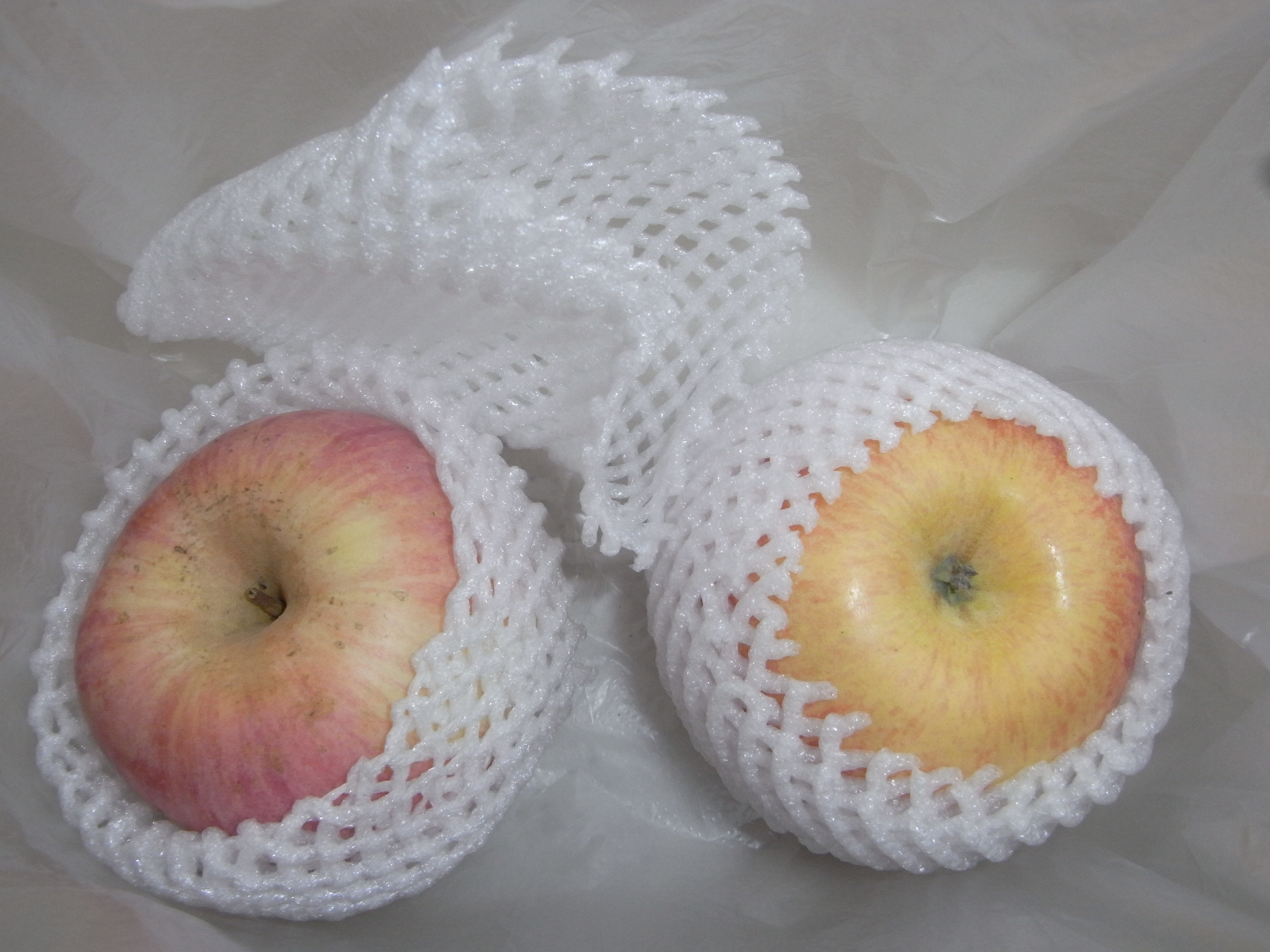
Appels verpakt in EPE foam netje

### Overig
- Insectennet of muskietennet, fijnmazig net om insecten te weren.
  - Klamboe constructie van muskietennet dat vooral in de tropen boven en rond het bed gehangen wordt
  - Hor, een met insectennet (of horgaas) bespannen frame dat op een kozijn bevestigd wordt.
- Haaiennet, lang verticaal net dat rond stranden in het water wordt geplaatst om aanvallen van haaien op zwemmers te voorkomen.
- Hangmat, net of doek dat tussen twee bevestigingspunten wordt opgehangen waarop men kan liggen.
- Relingnet, net van ca. 60 cm hoog, met mazen van 40 à 50 mm, dat aan de reling van schepen wordt opgehangen om te voorkomen dat personen of losliggende spullen door de reling heen overboord slaan.
- Netprothese of ‘mesh’, kunststof implantaatstructuur op textielbasis voor bv. het voorkomen of sluiten van hernia, zoals liesbreuk (hernianet) en buikwandbreuk.
- Vitrage of glasgordijnen, vaak witte, dunne gordijnen van netachtig materiaal.
- Wasnet, zakje van netmateriaal, gebruikt om (kleine) kledingstukken in de wasmachine te beschermen tegen verlies of beschadiging. Het wasnet zorgt ervoor dat kleding niet ‘verstrikt’ kan raken of kapot wordt getrokken tijdens het wasprogramma.
- Netverband, elastische ’sleeve’ van katoenen verbandmateriaal waarmee bijvoorbeeld een verbandgaasje op een wond kan worden gefixeerd, zonder dat daar ander fixatiemateriaal voor nodig is. Netverband is er in allerlei vormen, voor verschillende lichaamsdelen, zoals bv. hand, pols, knie, bovenbeen of schouder.
- ‘Screendoek’ of ‘schaduwdoek’, los geweven pvc-gecoat glasvezeldoek met zeer kleine mazen. Het kan ook van HDPE, polyester of zelfs aluminium. Komt voor in verschillende dichtheden of gradaties van schaduw van ongeveer 5% tot 95% (percentage van het zonlicht dat tegengehouden wordt). Wordt bijvoorbeeld gebruikt in screens en los opgehangen als bescherming van bv. gewassen, speelplaatsen, tuinen en voertuigen tegen de zon.[17]
  - Zwembadnet, sterk pvc-gecoat glasvezeldoek (‘screen-’/‘schaduwdoek’) met zeer kleine mazen, dat voorkomt dat er vuil, blad of bloesem in het zwembad terecht komt. Laat in tegenstelling tot een zwembadzeil regenwater door.
  - Zandbaknet, net om katten en honden uit een zandbak te houden. Soms gemaakt van ‘screen-’/‘schaduwdoek’, soms een ‘gewoon’ grootmaziger net.

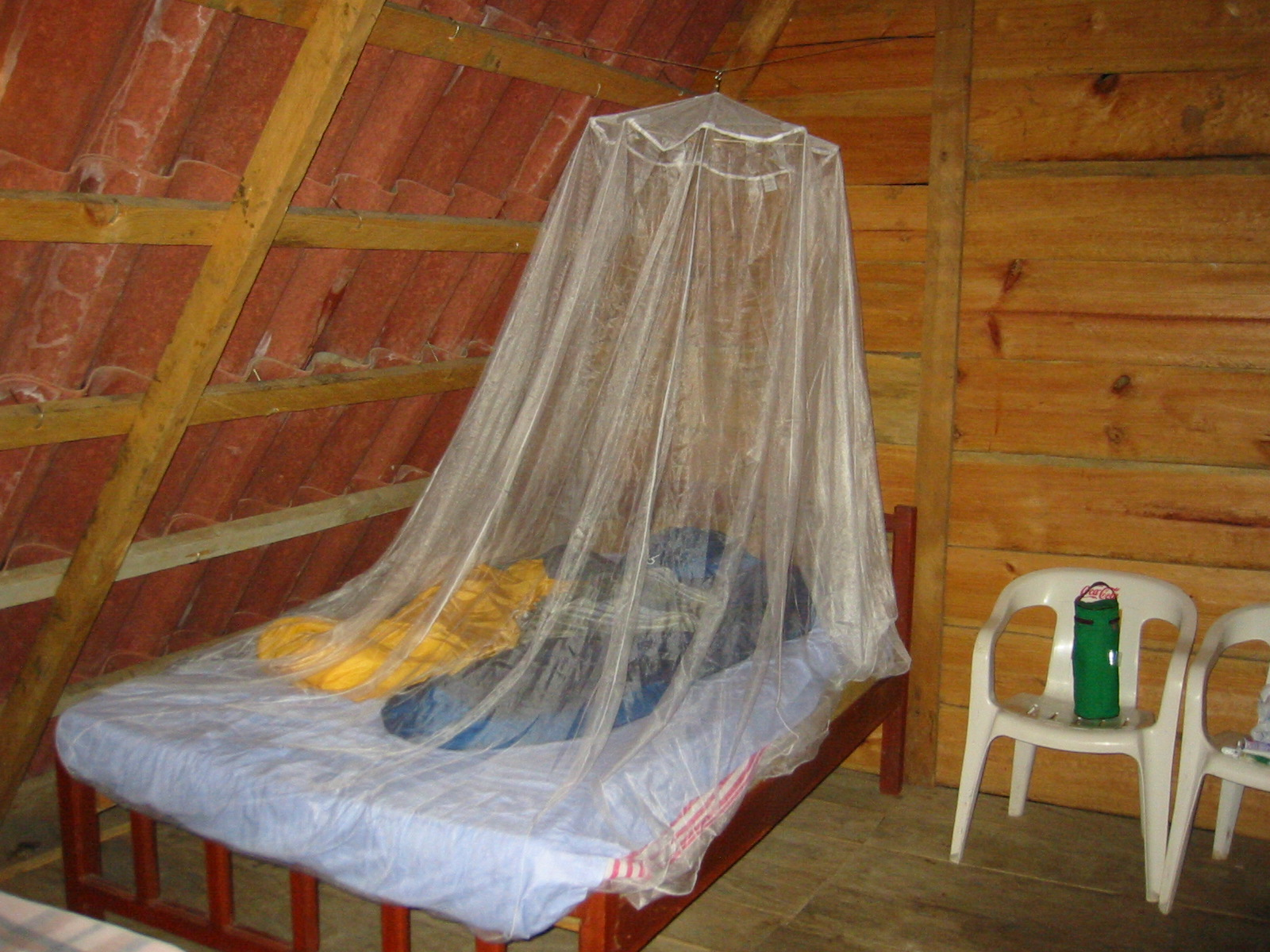
Klamboe
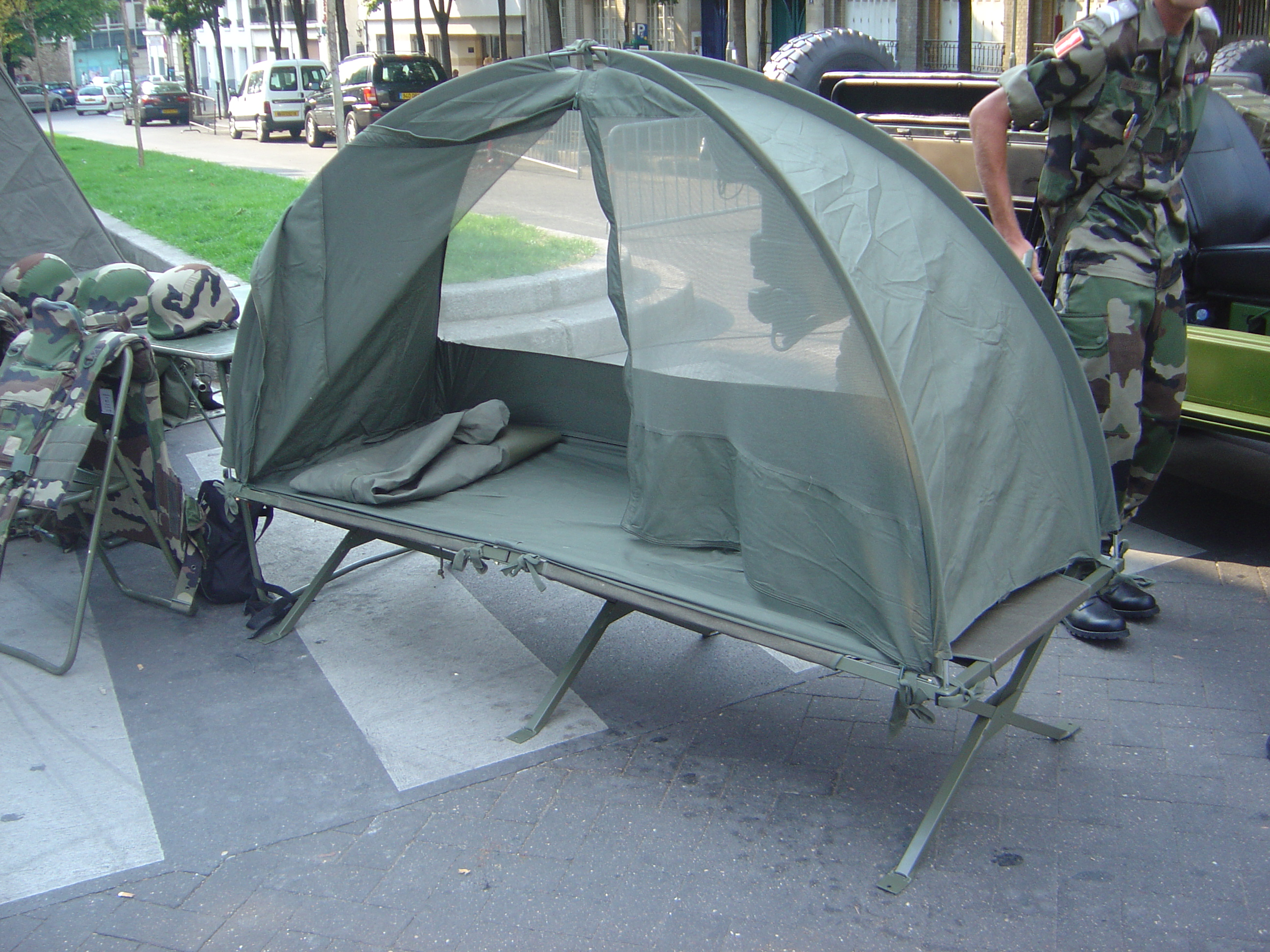
Veldbed met muskietennet
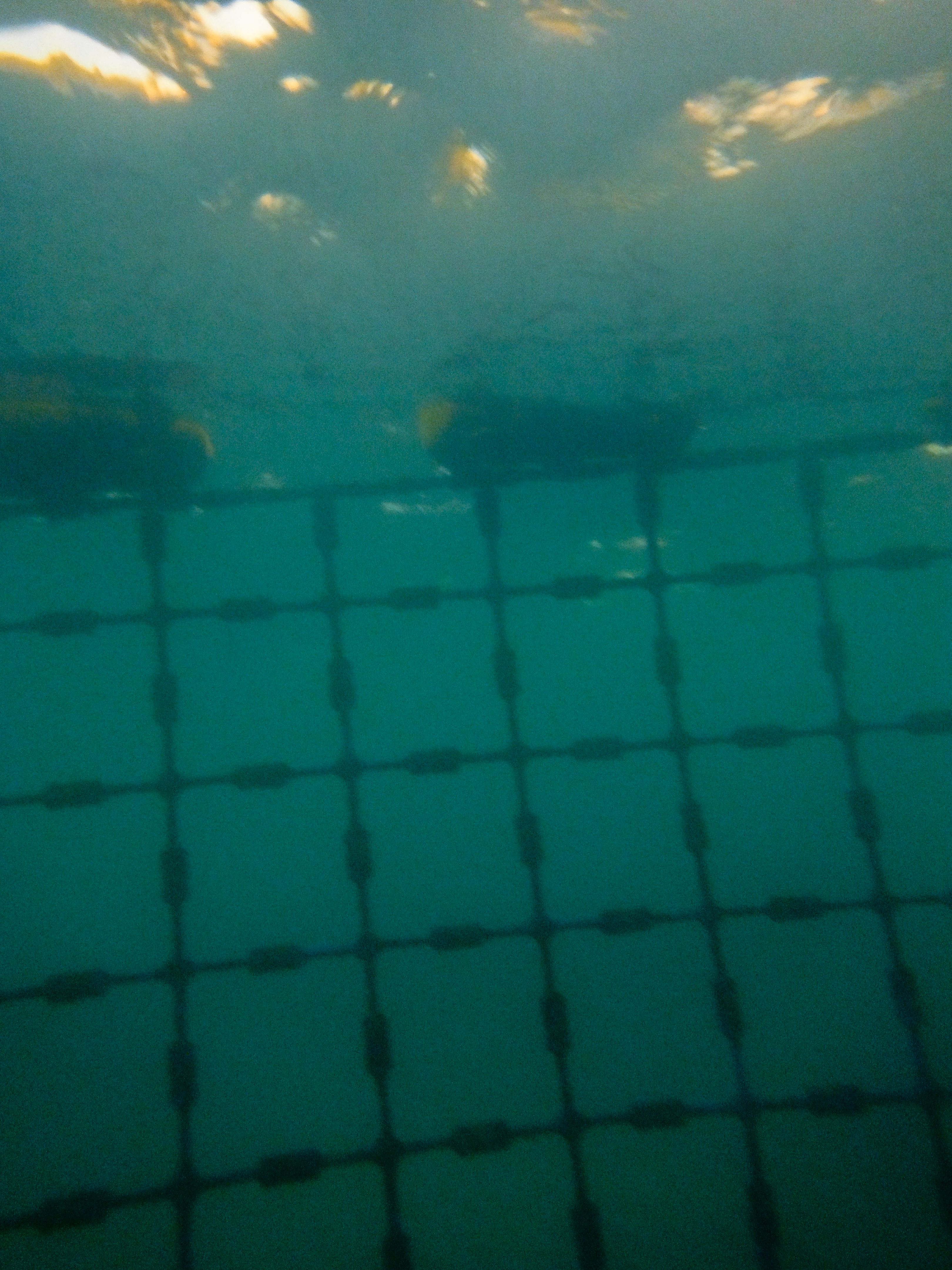
Haaiennet
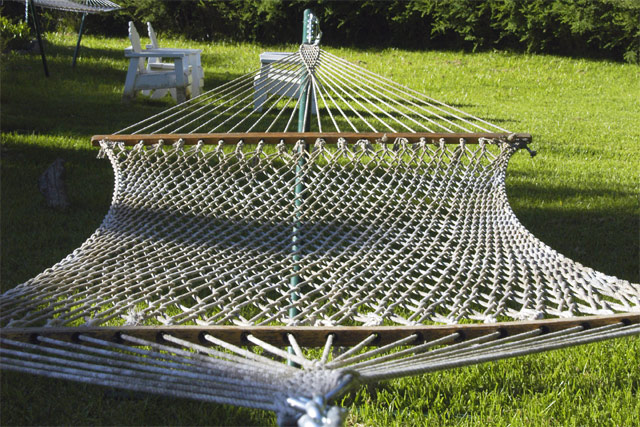
Nethangmat met spreidstangen
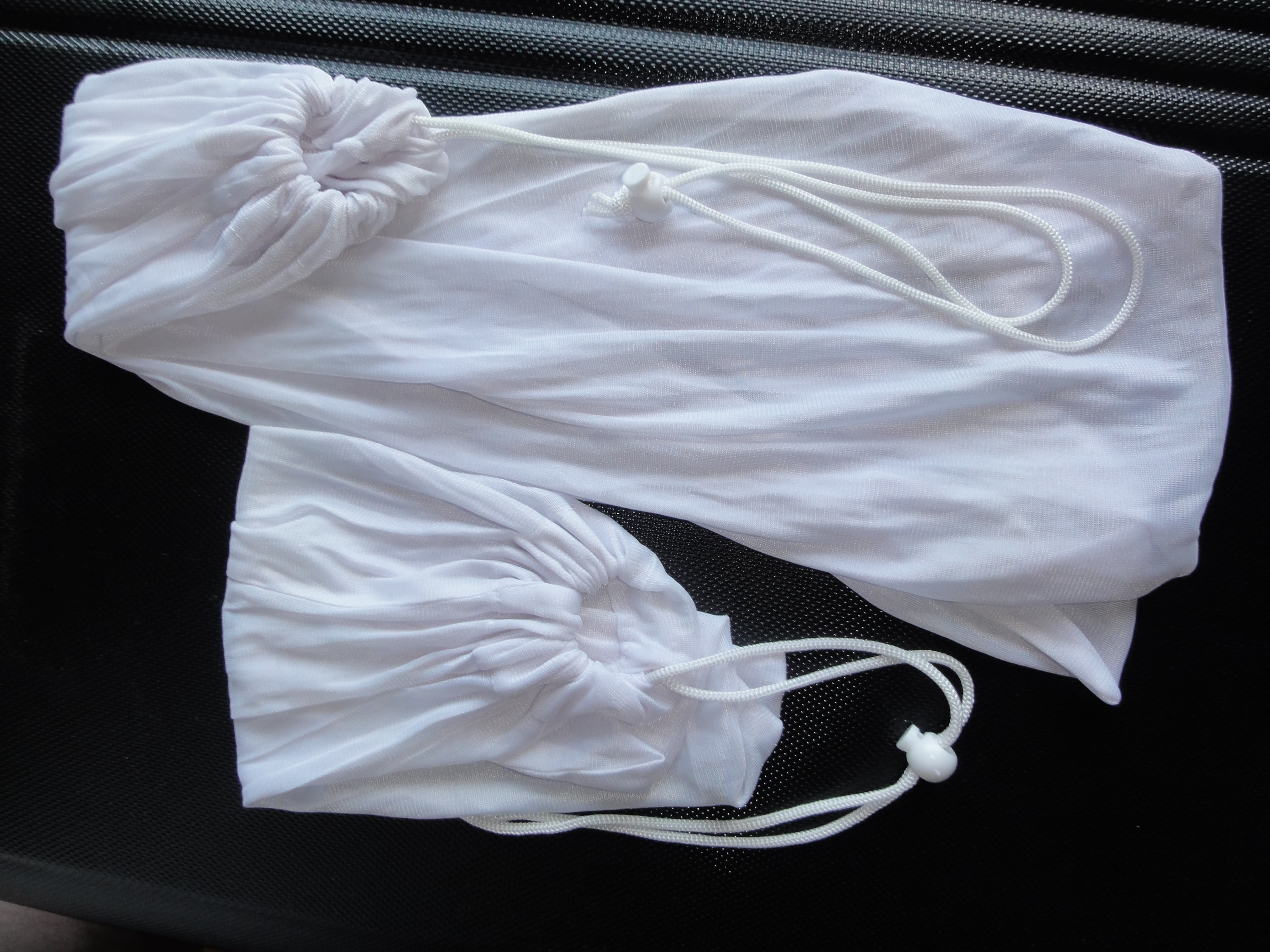
Wasnetje

### Militair
- Camouflagenet, groot net, meestal voorzien van stroken (kunst)stof. Ze imiteren vegetatie, en worden gebruikt om opstellingen, voertuigen en installaties etc. te verbergen. Moderne camouflagenetten schermen ook de hittesignatuur enigszins af. Er zijn camouflagenetten in iedere omgevingskleur. Vaak combinaties van groen, bruin en zwart. Maar ook netten voor stedelijke, sneeuw en woestijnomgevingen. In de netten kunnen bv takken, gras en lappen stof gestoken worden om het camouflage-effect verbeteren. Sommige uitvoeringen zijn door impregnatie weer- en rotbestendig en bovendien brandvertragend. Ze kunnen ook dienen als wind- en zonbescherming. Ze worden vastgezet aan voertuigen of objecten, en aan de grond met grondpennen om flapperen te voorkomen. Vaak worden er palen onder geplaatst om een ‘natuurlijke’ vorm te creëren. Ook jagers gebruiken soms camouflagenetten.
- Helmnet, klein net dat over een gevechtshelm gespannen wordt om de vorm en glans van de helm te verbergen. Aan het helmnet worden soms stroken (kunst)stof bevestigd. In het net kan extra camouflagemateriaal, bv takken, gestoken worden. Vaak wordt een helmnet op zijn plaats gehouden door een elastische helmband, waarachter ook extra camouflagemateriaal gestoken kan worden, bv takken of gras.
- Gelaatsnet of gezichtsnet, klein (ca. 100x100cm) licht net dat voor het gelaat gehangen wordt als camouflagemiddel; het net verbergt de contouren en kleur van het gelaat. Sommige jassen hebben een ‘ingebouwd’ oprolbaar gelaatsnet in de capuchon.[18] Gelaatsnetten worden onder andere gebruikt door sluipschutters.
- Anti-onderzeebootnet, onder water geplaatste netten in de monding van een haven of zeestraat, die voorkomen dat een onderzeeboot erin vaart.
- Anti-torpedonet, netten die aan een afgemeerd of anderszins stilliggen schip worden opgehangen om het te beschermen tegen torpedo's

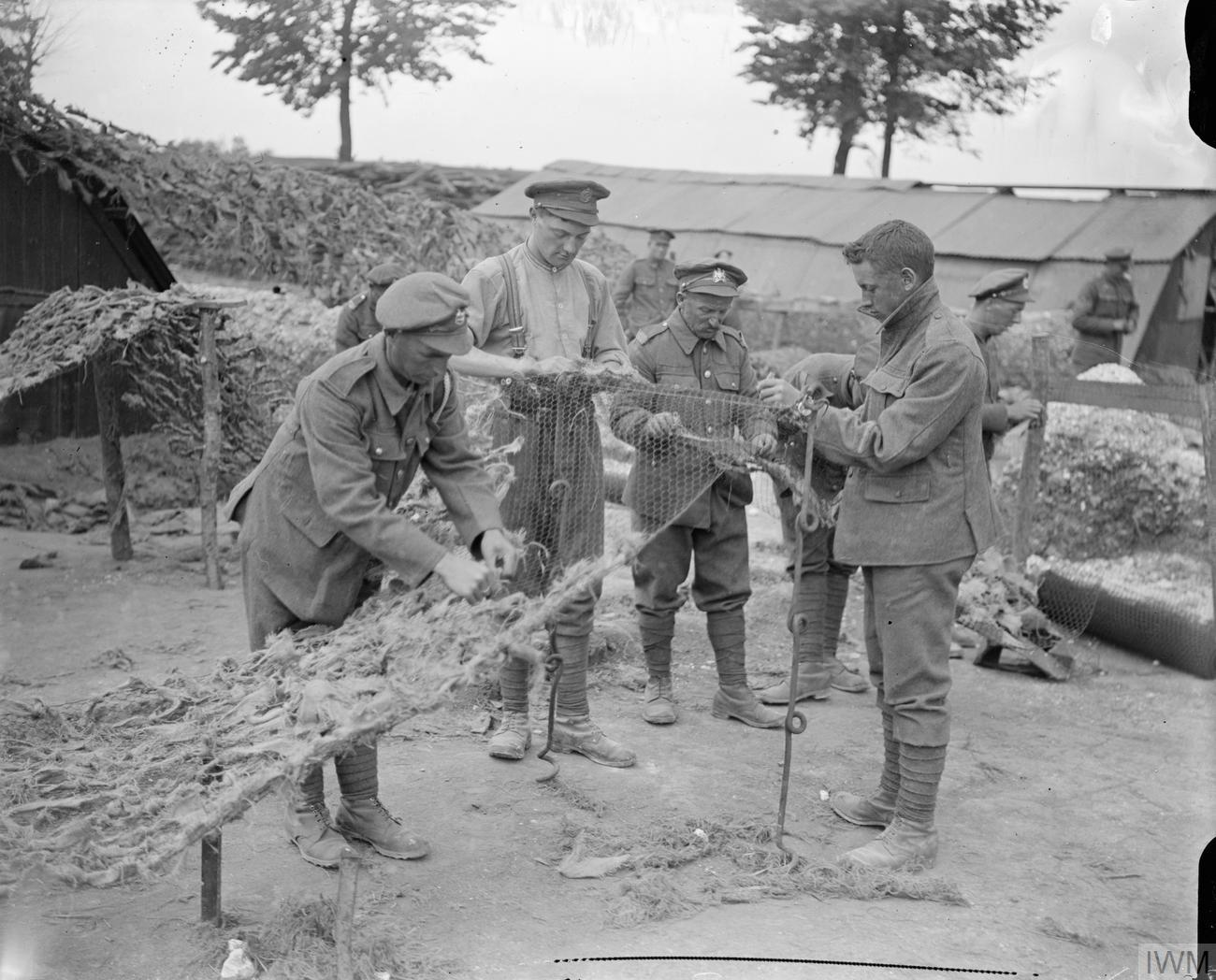
Britse soldaten maken camouflagenetten van netten en stroken stof (1918)
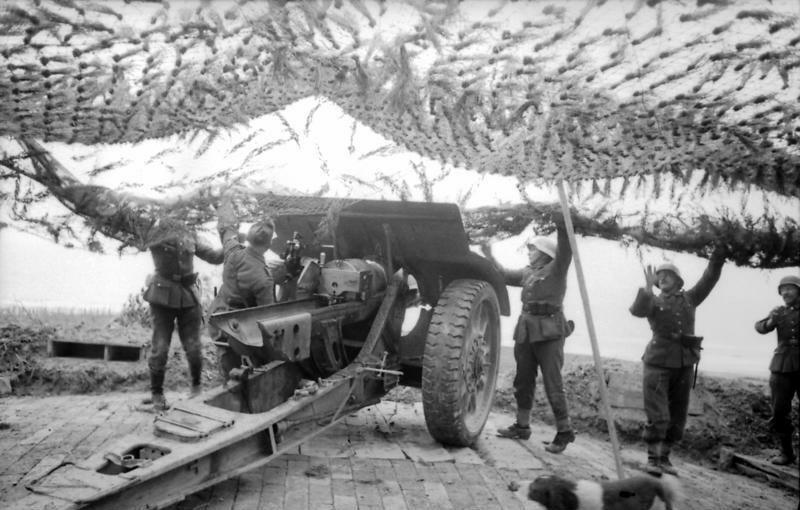
Wehrmacht soldaten naast een houwitser in een versterkte positie bedekt met een camouflagenet (1943)
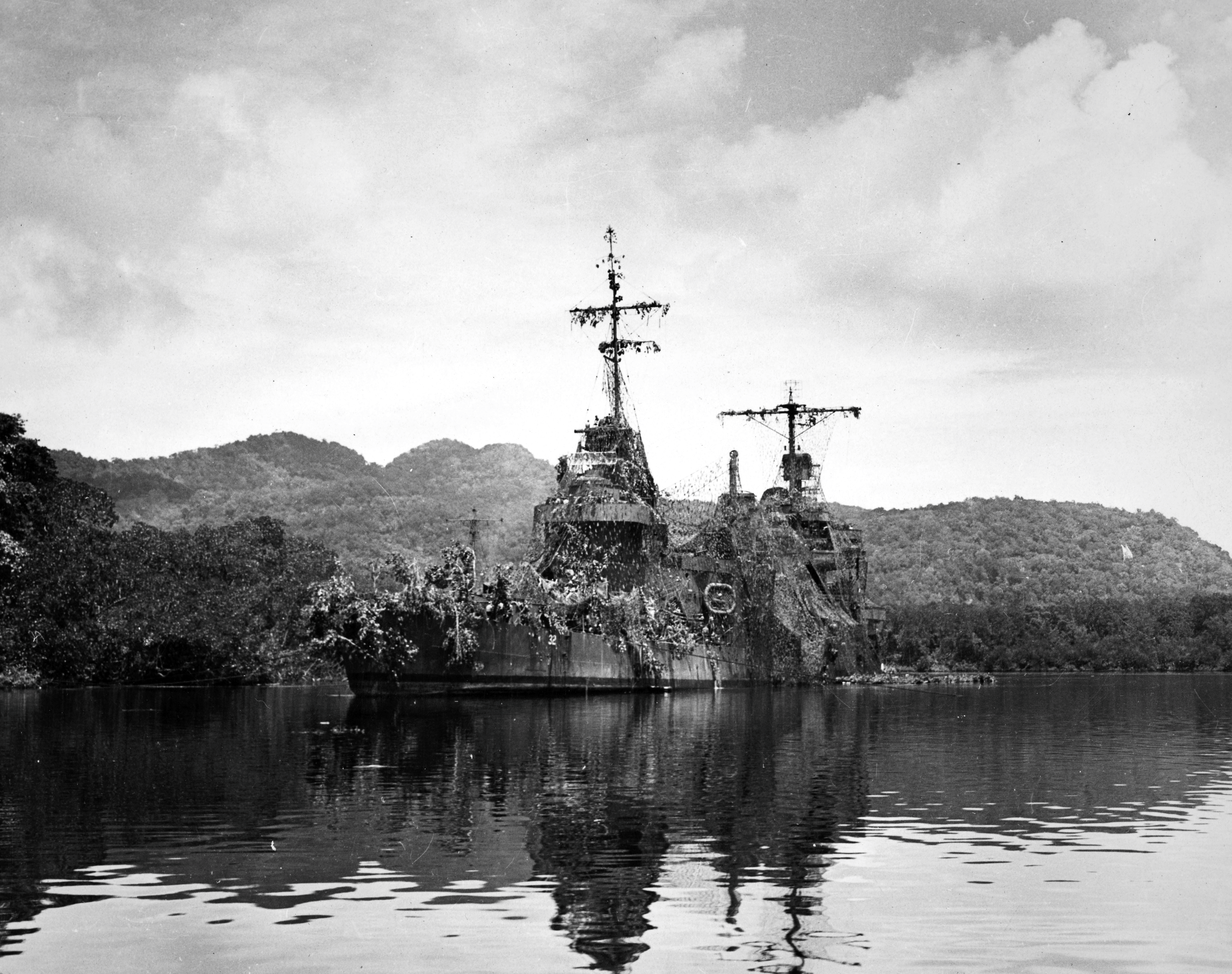
De zware kruiser USS New Orleans (CA-32) afgedekt met camouflagenetten tijdens reparatiewerkzaamheden bij Tulagi (1942)
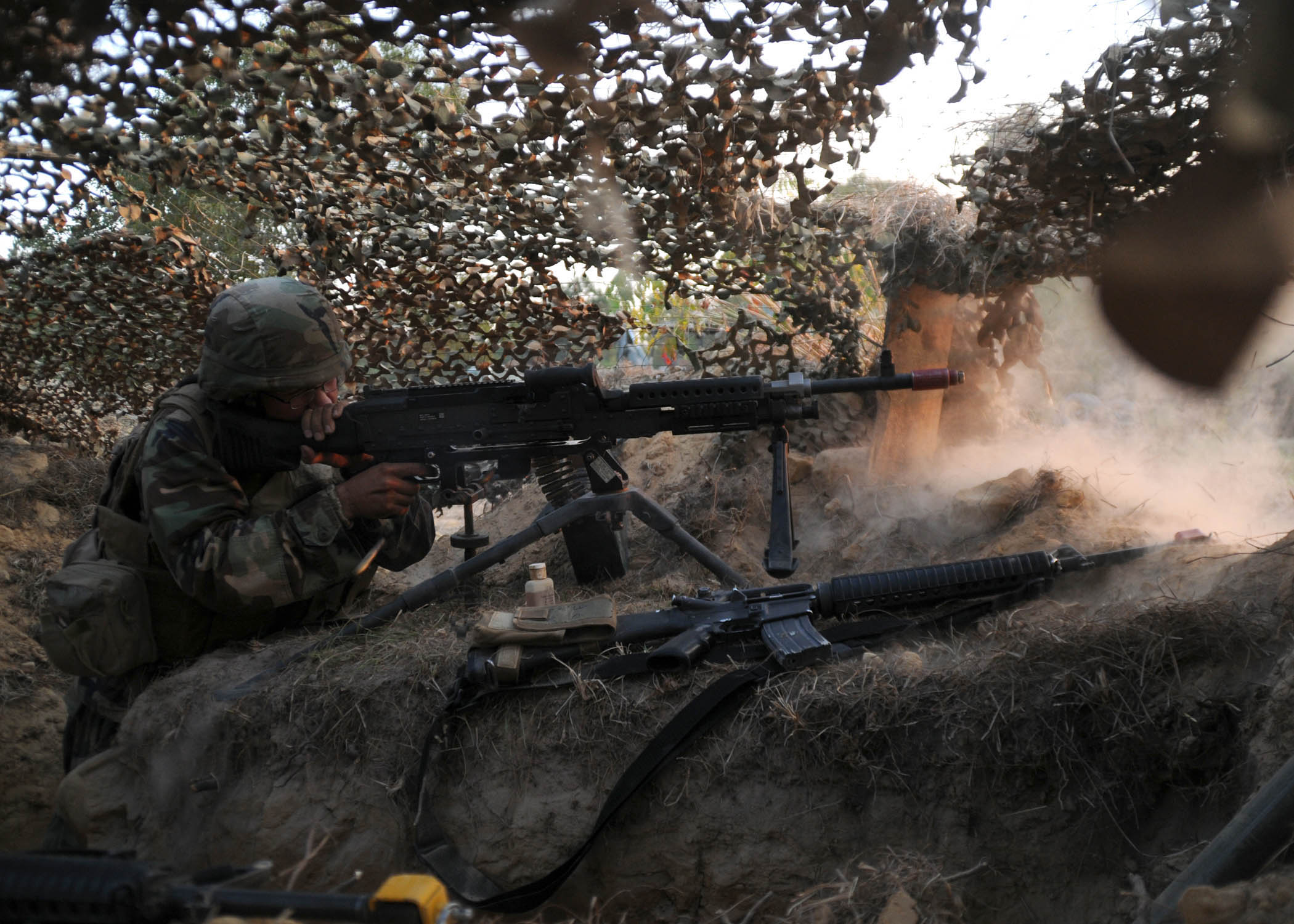
Amerikaanse soldaat in gecamoufleerde positie (2010)
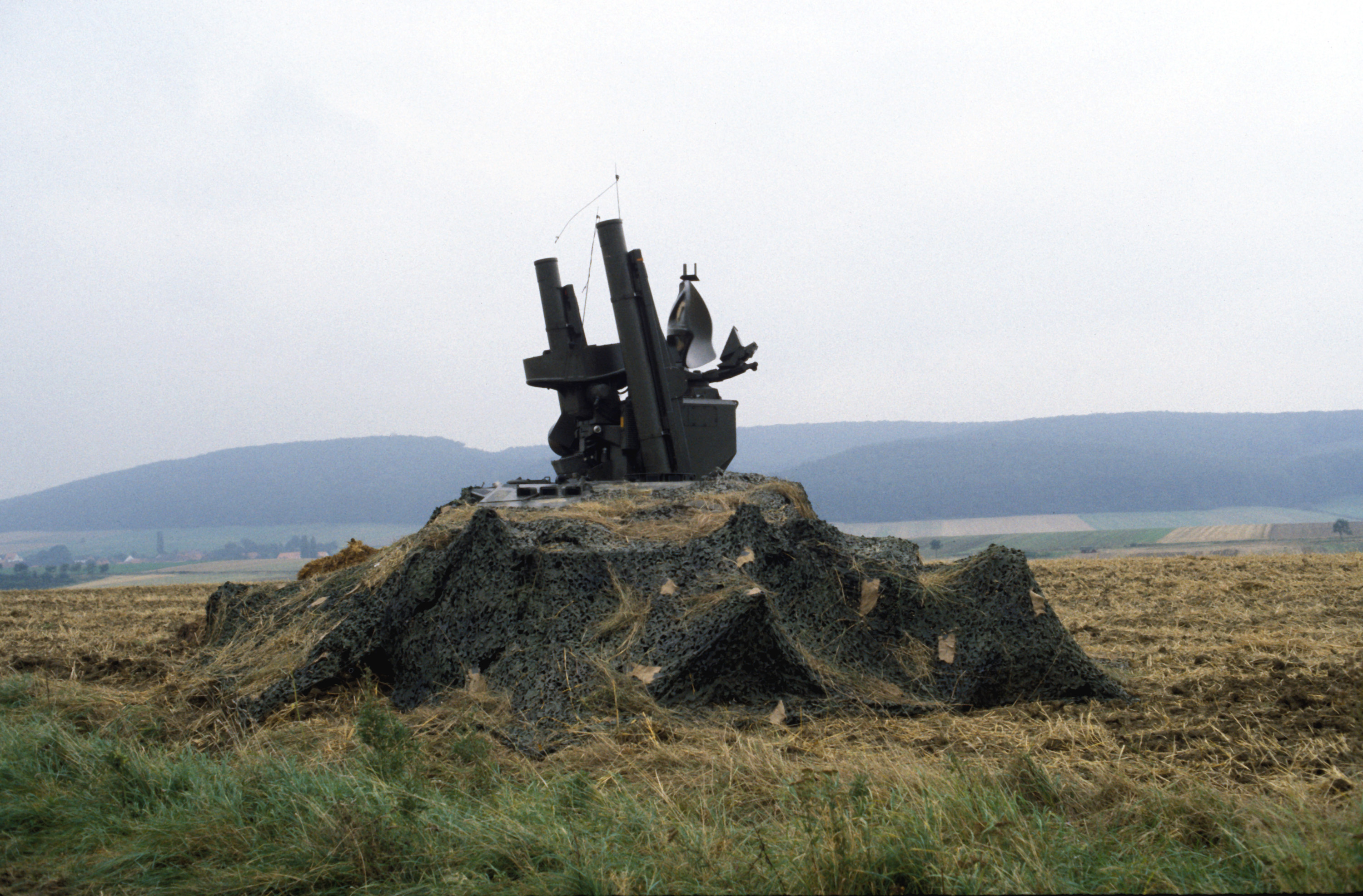
FlaRakPz Roland II pantserrups tegen luchtdoelen van de Bundeswehr met camouflagenetten en natuurlijk camouflagemateriaal (1985)
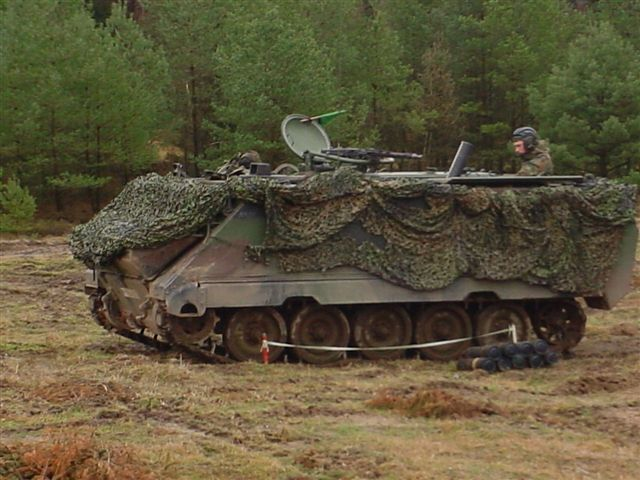
M113 mortiertrekker met camouflagenetten (2004)
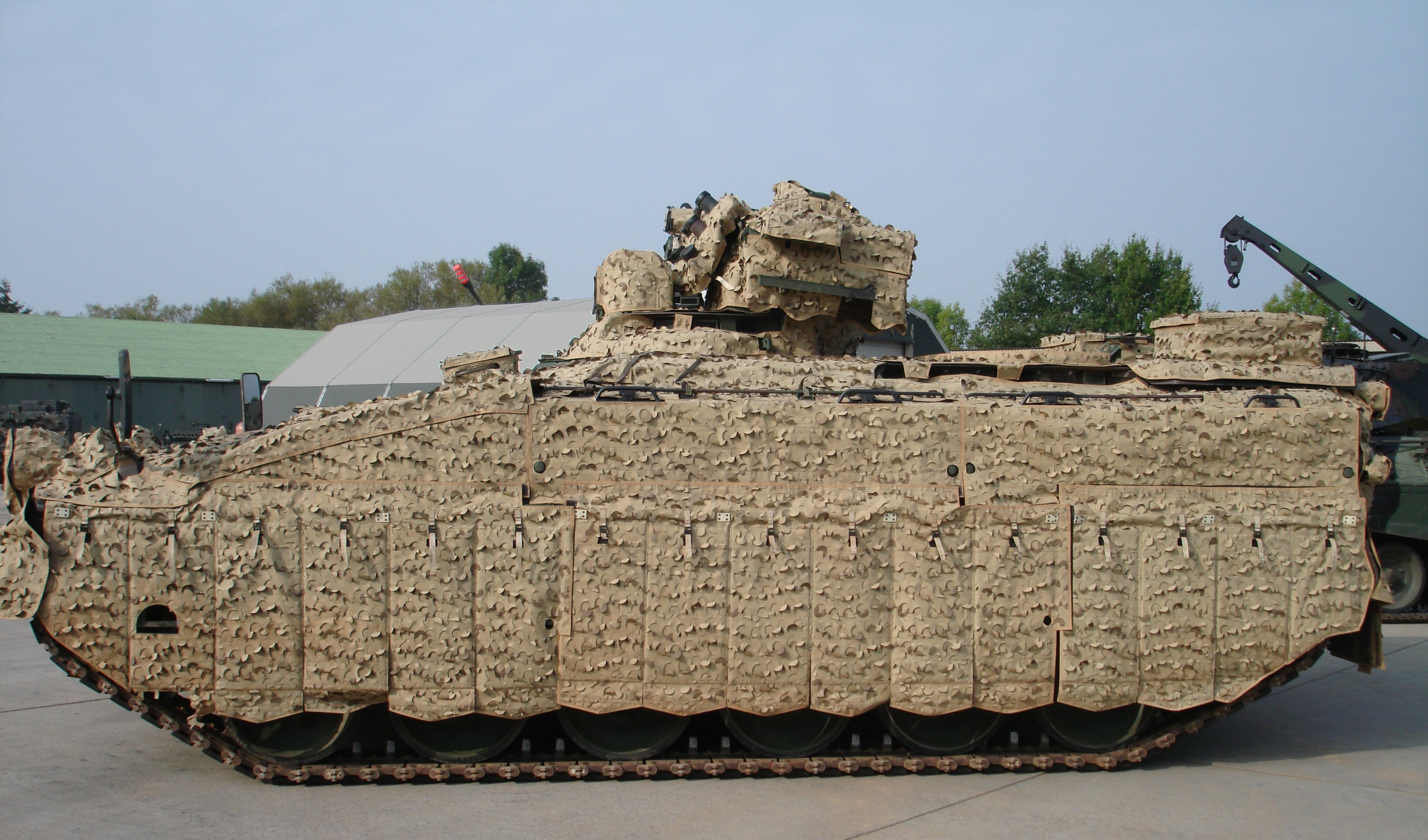
SPz Marder 1A5 van de Bundeswehr met Barracuda-camouflagesysteem van Saab
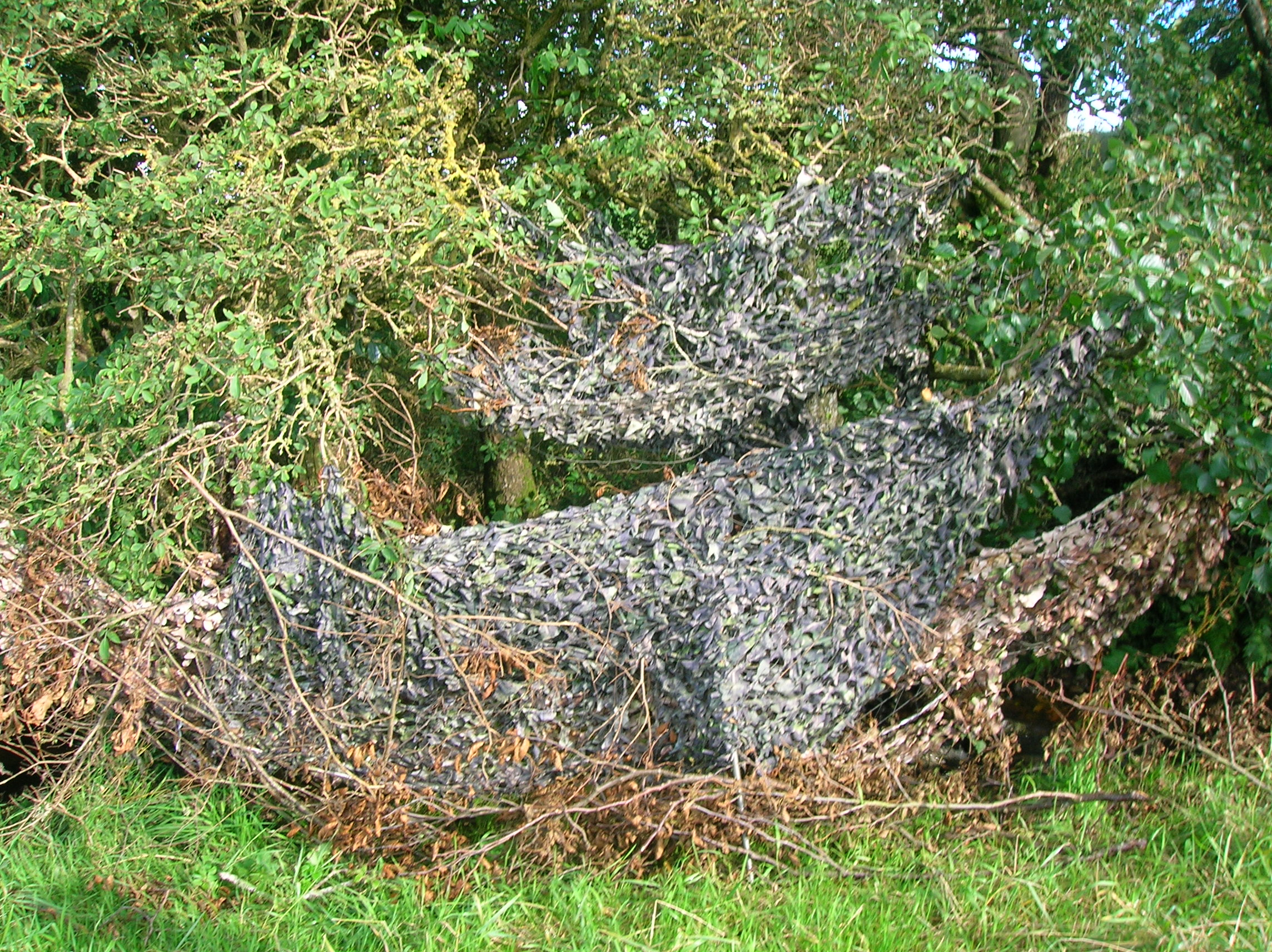
Opstelling gecamoufleerd met camouflagenetten
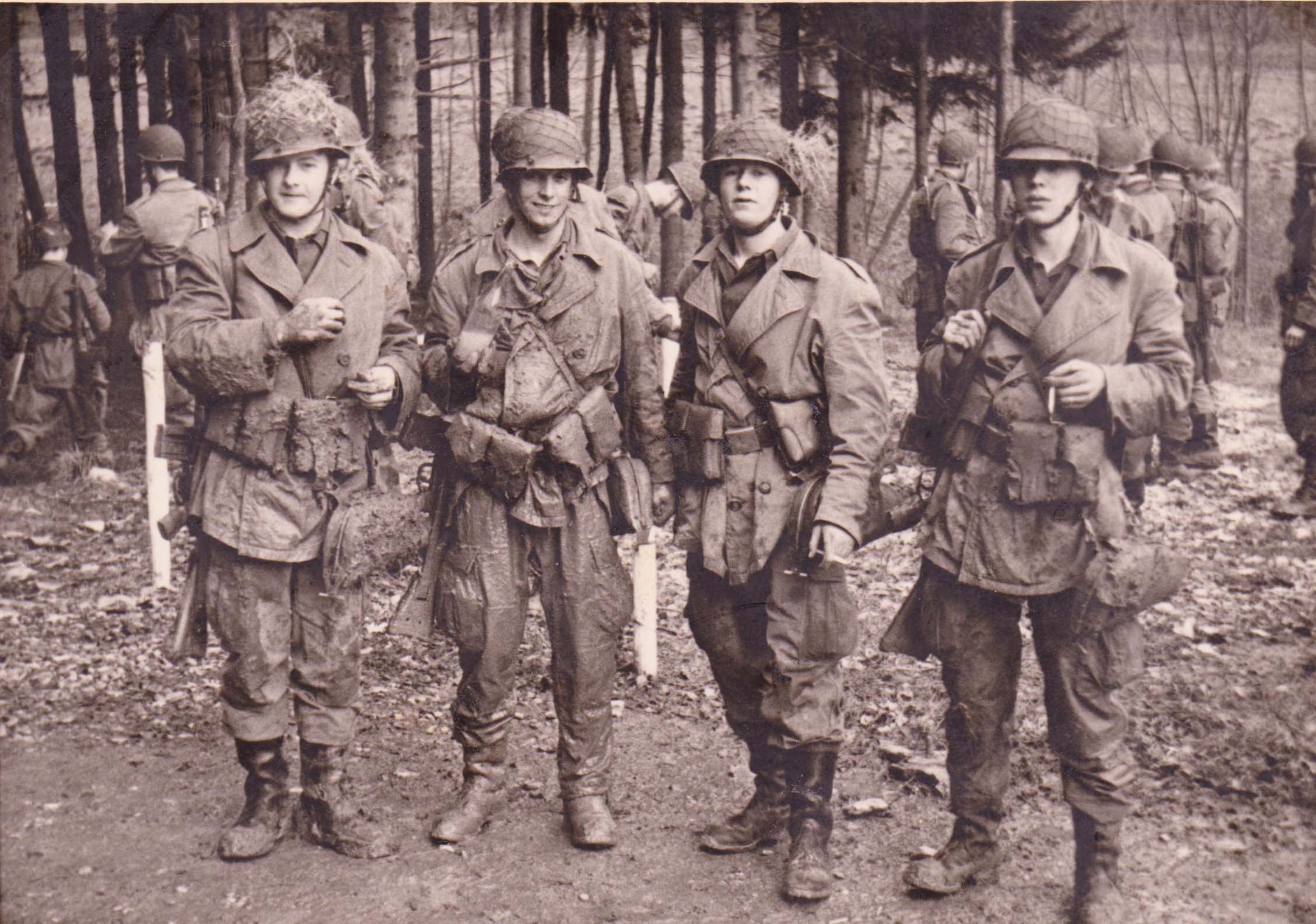
Militairen van de Bundeswehr met M56 helm met helmnet (1968)
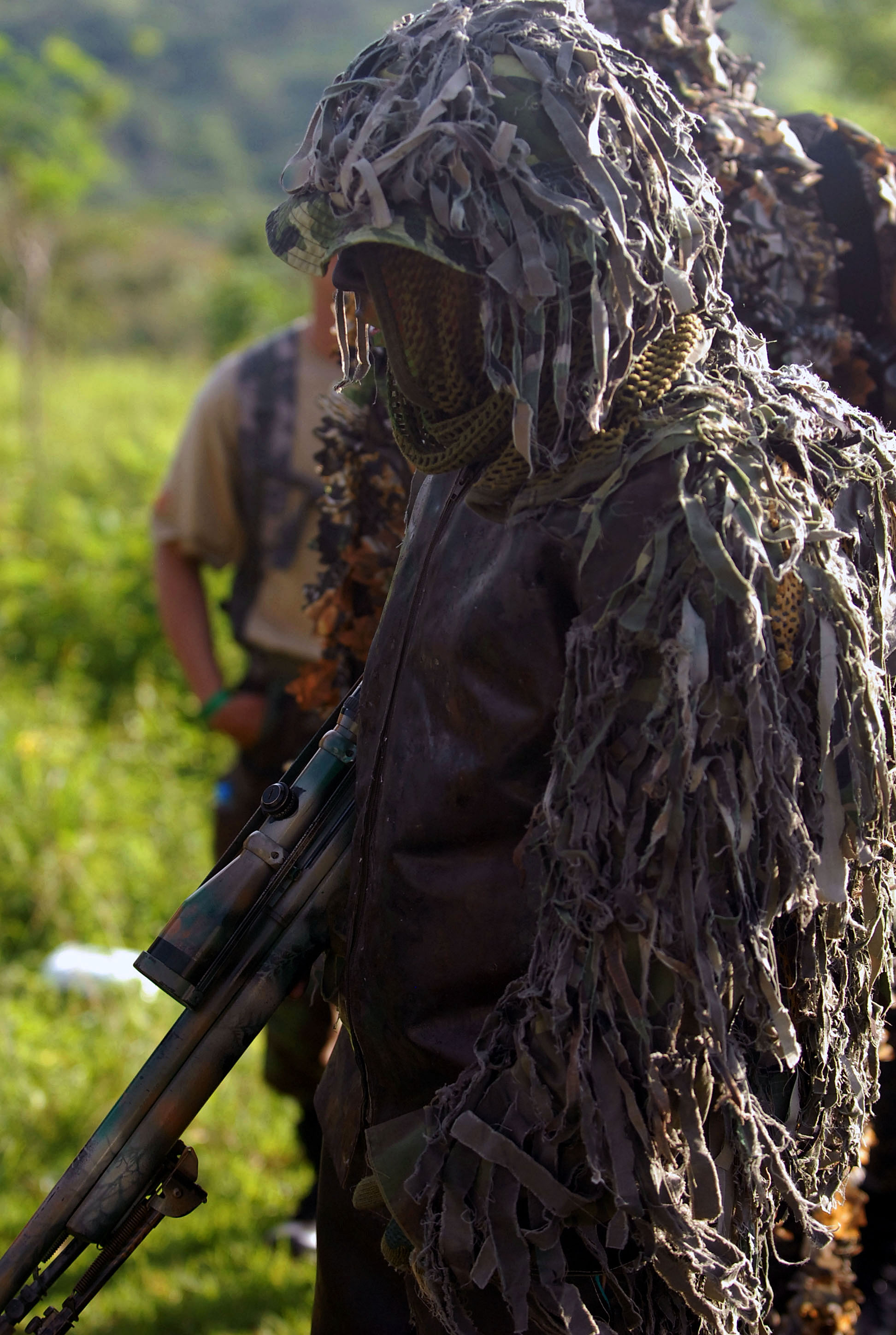
Sluipschutter met gelaatsnet
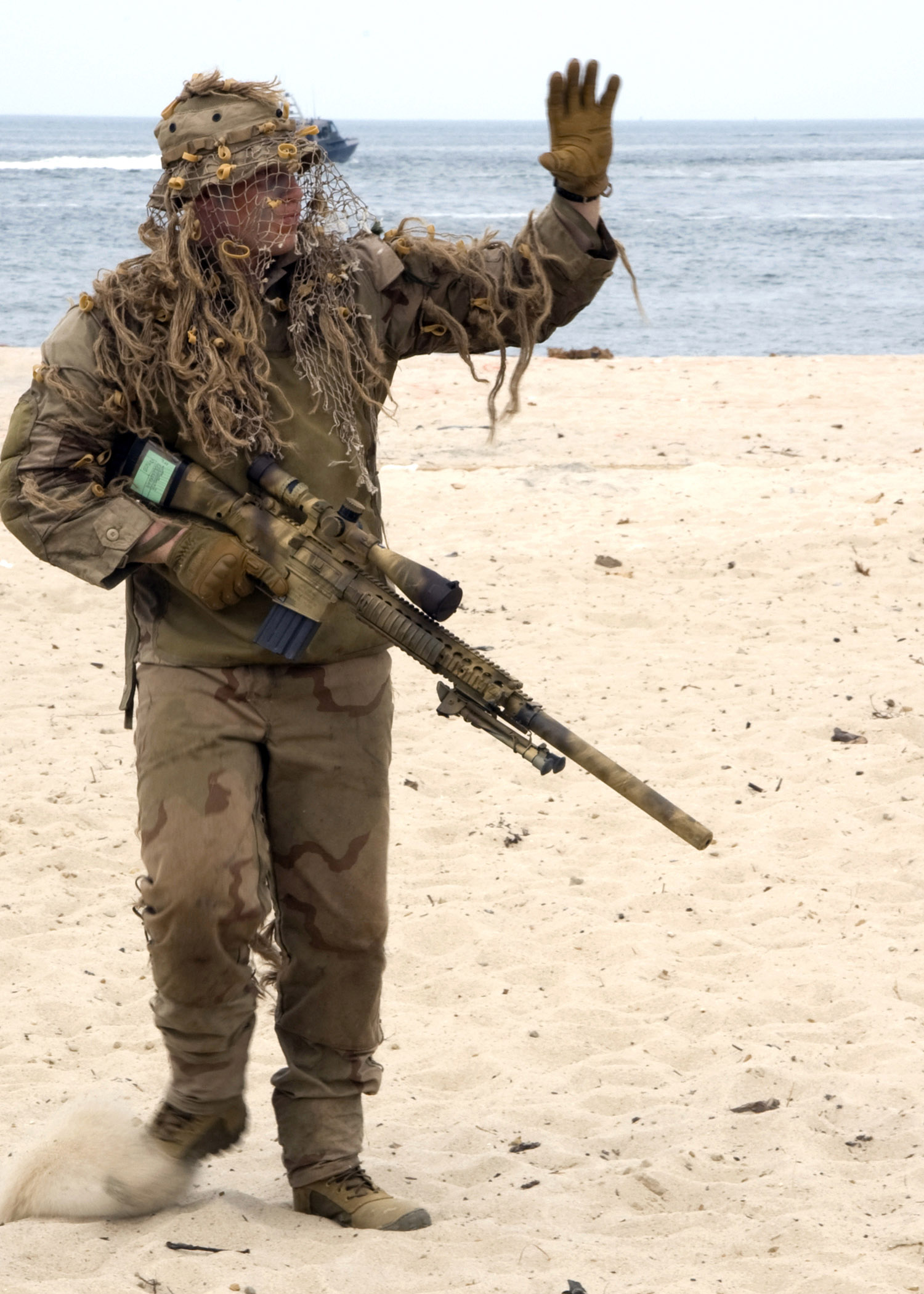
Sluipschutter met gelaatsnet
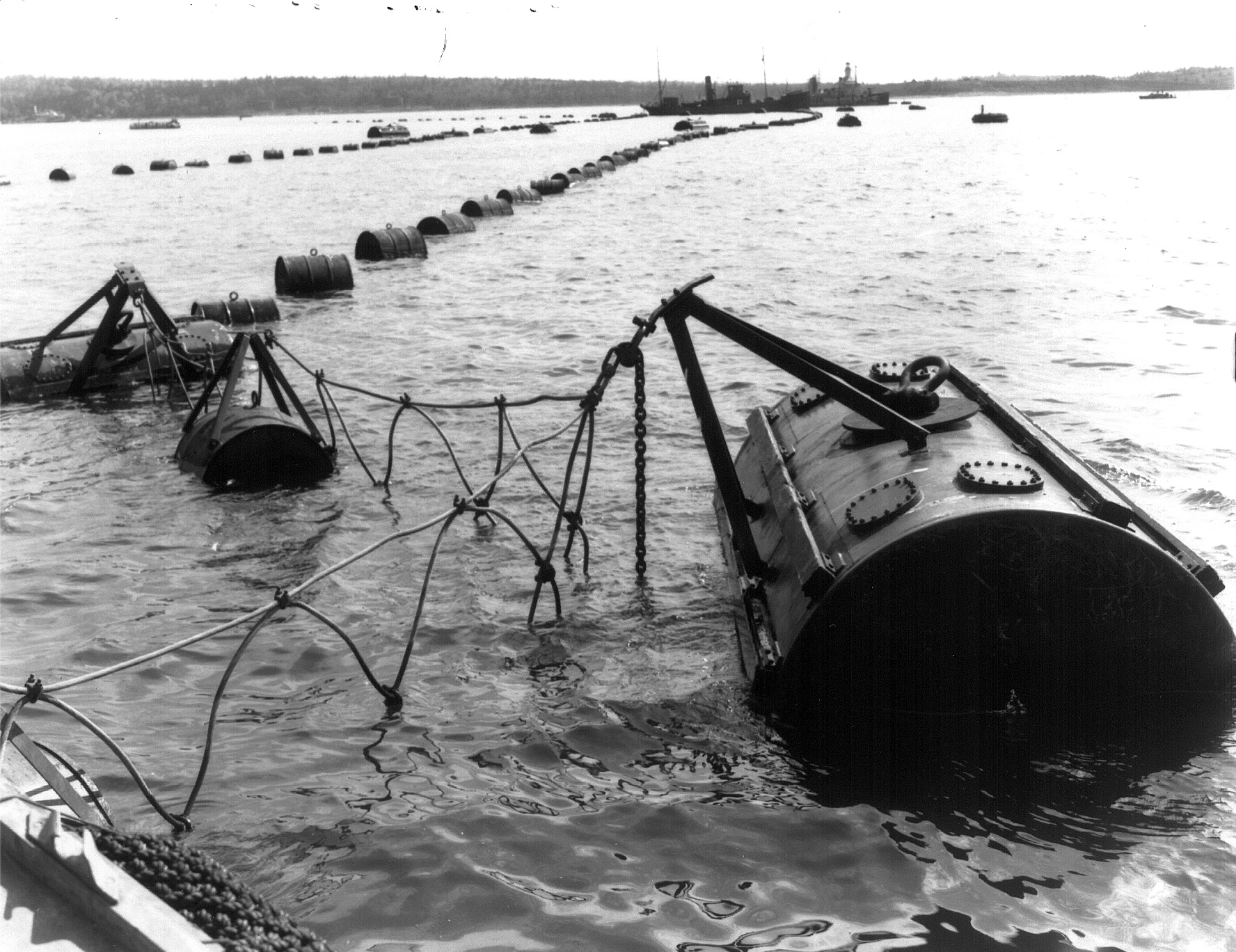
Anti-onderzeebootnet
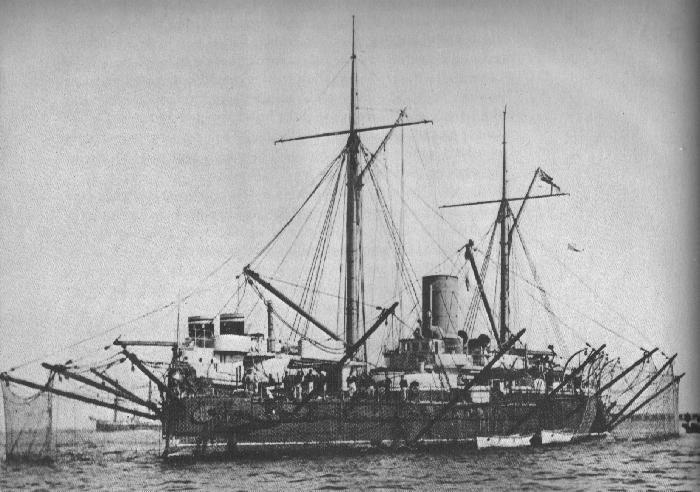
Anti-torpedonetten aan de HMS Hotspur (tussen 1871 en 1904)

## Gezegden met net
In het Nederlands komen en verschillende gezegden voor waarin het net in een overdrachtelijke betekenis wordt aangewend. Enkele voorbeelden:
- Achter het net vissen (een kans missen)
- De vogel over het net laten vliegen (goede kansen niet aangrijpen)
- Door de mazen van het net glippen (op het nippertje ontsnappen)
- Grote vissen scheuren het net (hooggeplaatste personen worden niet zo gemakkelijk gestraft)
- Iemand het net over het hoofd halen (iemand tegen wil en dank tot iets doen besluiten)
- Roep geen haring voor hij in het net is (wees niet te voorbarig)
- Tussen de mazen van het net vissen (creatief te werk gaan)